# Marina militare romana
La marina militare romana (in latino classis), pur nascendo durante la prima guerra punica, cominciò a operare in modo permanente nel mar Mediterraneo e sui principali fiumi dell'Impero romano solo con l'avvento del principato di Augusto, fino a tutto il V secolo.
Anche se la marina militare fu fondamentale per la conquista romana del bacino del Mediterraneo, non godette mai del prestigio delle legioni romane. Nel corso della loro storia, i Romani rimasero principalmente ancorati alle truppe di terra, apprendendo invece da Cartaginesi, Greci ed Egizi l'arte del costruire le navi. Forse a causa di ciò la marina militare non fu mai del tutto assimilata dalla Repubblica romana. Nell'antichità, le marine militari o le flotte commerciali non avevano quell'autonomia logistica che oggi hanno invece le navi o le flotte moderne. A differenza delle moderne forze navali la marina romana, anche al suo apice, non ebbe mai un servizio autonomo; al contrario venne gestita come trasporto e completamento dell'esercito romano "di terra".
Nel corso della prima guerra punica la flotta romana fu ampliata in modo estremamente massiccio e svolse un ruolo fondamentale nella vittoria romana della guerra e per la successiva conquista ed egemonia del Mediterraneo da parte della Repubblica romana. Nel corso poi della prima metà del II secolo a.C. Roma continuò a guerreggiare con Cartagine (fino alla sua distruzione) e soggiogare i regni ellenistici del Mediterraneo orientale, raggiungendo la completa egemonia del mar Mediterraneo (mare internum nostrum). Le flotte romane tornarono a ricoprire un ruolo di primo piano nel I secolo a.C., quando Gneo Pompeo Magno combatté i pirati (67 a.C.) e, ancora, durante le guerre civili che portarono alla caduta della Repubblica, e all'istituzione dell'impero romano con Ottaviano Augusto (battaglia di Azio del 31 a.C.).
Durante il periodo imperiale il Mediterraneo divenne una sorta di "lago romano", in assenza di un nemico marittimo, tanto che il ruolo della marina fu ridotto per lo più al semplice pattugliamento, con lo scopo di tutelare commerci e trasporti marittimi. Ai margini dell'Impero, tuttavia, a supporto di nuove conquiste territoriali, le flotte romane continuarono a essere impiegate in guerra (per esempio durante la conquista della Germania o della Britannia). Il declino dell'impero nel III secolo, a causa dell'inizio delle invasioni barbariche, ebbe però una pesante ripercussione sulla marina, che fu notevolmente ridotta sia nei suoi effettivi, sia nelle sue capacità di combattimento. Agli inizi del V secolo le frontiere romane furono, infine, pesantemente sfondate, e i regni romano-barbarici apparvero sulle rive del Mediterraneo occidentale. Il regno vandalo riuscì poi nell'impresa, una volta costituita una propria flotta, di saccheggiare numerose province del mar Tirreno e la stessa Roma, mentre le flotte romane avevano diminuito la loro consistenza, tanto da risultare di scarsa resistenza. E se l'Impero romano d'Occidente crollò alla fine del V secolo, la marina militare romana d'Oriente continuò a esistere nell'Impero bizantino per quasi altri dieci secoli.

## Storia
I Romani trassero le proprie origini da un insieme di tribù di pastori e agricoltori, ma ben presto, con l'ingrandirsi dei territori dominati in epoca repubblicana, Roma si trovò in competizione con la più grande potenza commerciale e navale che il Mediterraneo avesse conosciuto fino ad allora: Cartagine.

### Età repubblicana
L'origine esatta della marina militare romana è oscura. Esistono evidenze di prime navi romane a partire dagli inizi del IV secolo a.C., quando una nave da guerra romana condusse una sua ambasceria fino a Delfi nel 394 a.C., sebbene la flotta romana non fosse ancora all'altezza di altre presenti a quell'epoca nel mar Mediterraneo. La data di nascita tradizionale sembra essere attorno al 311 a.C., quando, dopo la conquista della Campania, a due nuovi ufficiali, i duumviri navales classis ornandae reficiendaeque causa, fu affidato il compito di mantenere la flotta costituita. Come risultato, la Repubblica romana ebbe la sua prima flotta permanente, che consisteva di 20 imbarcazioni, la maggior parte triremi, con ciascun duumvir al comando di uno squadrone di 10 navi. Comunque, la Repubblica continuò a fare affidamento sulle sue legioni, mentre la marina si limitava a combattere la sola pirateria, non avendo ancora raggiunto risultati significativi e venendo poi facilmente battuta nel 282 a.C. dai Tarentini.

#### Guerre puniche

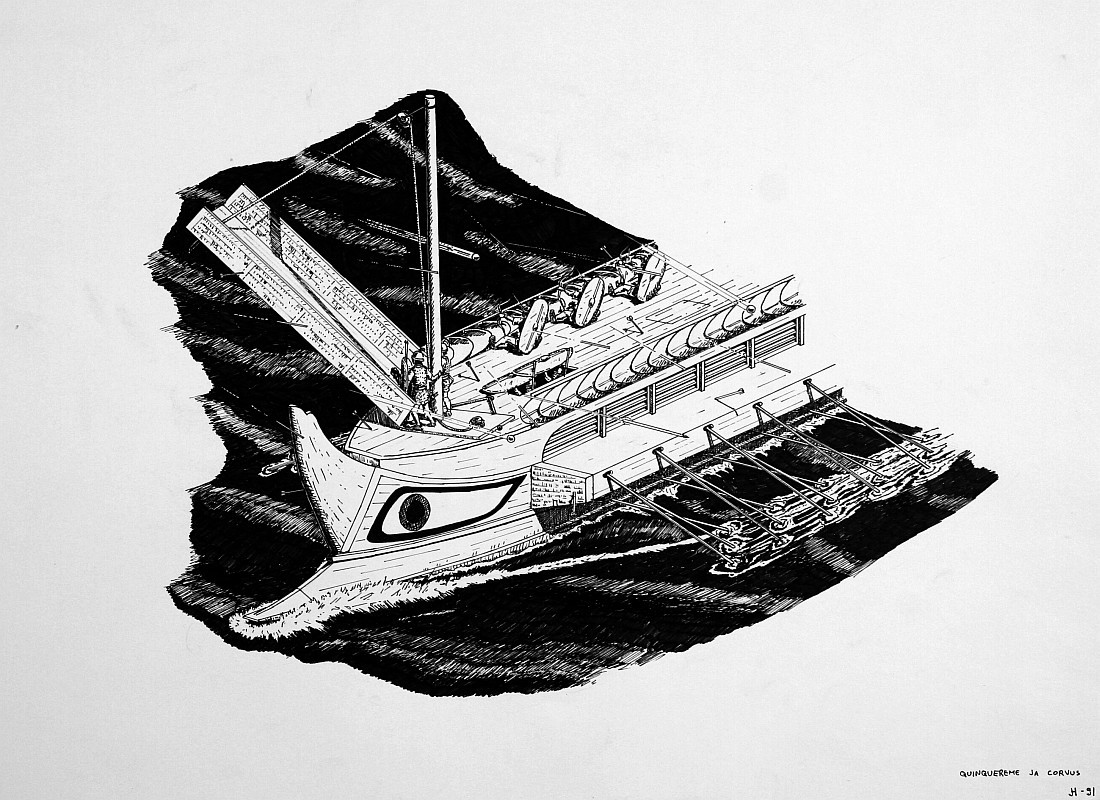
Una trireme con un corvus (ponte per abbordare le navi avversarie). L'utilizzo di quest'arma negò ai Cartaginesi la loro superiore esperienza navale e permise ai Romani di vincere la guerra, per il dominio della parte occidentale del Mediterraneo.

La prima spedizione navale oltre i confini dell'Italia romana avvenne nella vicina isola della Sicilia nel 264 a.C., portando allo scoppio della prima guerra punica, rompendo di fatto l'antico trattato con i Cartaginesi. La guerra durò tre anni. A quel tempo la città di Cartagine deteneva il dominio incontrastato della parte occidentale del bacino del Mediterraneo, dalla Sicilia alle colonne d'Ercole, oltre ad avere un'esperienza e forza navale considerevoli. Roma, al contrario, non disponeva di una forza navale adeguata. Così, nel 261 a.C., il Senato di Roma decise di fare costruire un'imponente flotta, costituita da ben cento quinquereme e venti trireme. Come ci racconta lo storico greco Polibio, i Romani, dopo avere catturato una quinquereme cartaginese che era affondata, la utilizzarono come modello per la costruzione delle loro navi. Le nuove flotte erano comandate da magistrati eletti annualmente, che utilizzavano l'esperienza navale di ufficiali di rango inferiore, reperiti soprattutto tra i socii navales della Magna Grecia. Tale pratica proseguì fino a buona parte dell'Alto Impero romano, come risulta anche dalla numerosa terminologia greca utilizzata nell'ambito navale e militare.
Nonostante il grande impegno di risorse iniziali gli equipaggi romani rimasero inferiori ai Cartaginesi, non potendo eguagliare le loro tattiche navali, per manovrabilità ed esperienza. I Romani decisero così di trasformare la guerra in mare a loro vantaggio, equipaggiando tutte le loro imbarcazioni con un grande "ponte levatoio a uncino" per agganciare la nave nemica, il cosiddetto corvus, sviluppato in precedenza dai Siracusani contro gli Ateniesi (da qui potrebbe essere derivata la sambuca, arma d'assedio). Ciò permise di trasformare un combattimento di mare in una specie di combattimento terrestre, dove i legionari romani risultarono nettamente superiori ai loro avversari. Tuttavia si ritiene che il corvus desse anche grande instabilità alle navi, con il rischio di capovolgerle in mari particolarmente agitati.
E così, nonostante il grande impegno, il primo scontro avvenuto al largo delle isole Lipari (nel 260 a.C.) si risolse con una sconfitta per Roma, anche se le forze coinvolte furono relativamente piccole. In seguito, con l'applicazione del corvus, la neonata flotta romana, sotto il comando del console Gaio Duilio, riuscì a battere i Cartaginesi presso Milazzo. Da questo momento in poi le sorti della guerra cominciarono a essere favorevoli a Roma, che vinse altre battaglie: a Sulci (258 a.C.), Tyndaris (257 a.C.) e Capo Ecnomo (256 a.C.), in cui la flotta romana, sotto i consoli Marco Attilio Regolo e Lucio Manlio, inflisse una devastante sconfitta ai Cartaginesi. Questa serie di successi permise a Roma di portare la guerra in Africa, poco distante da Cartagine. E così, se da una parte la marina romana maturava una significativa esperienza, pur soffrendo un certo numero di pesanti perdite a causa di tempeste improvvise, dall'altra, la flotta cartaginese ne soffriva il pesante logoramento, fino alla sconfitta finale presso le Isole Egadi (nel 241 a.C.).

#### Guerre illiriche (prima e seconda), annibalica e macedoniche (prima e seconda)

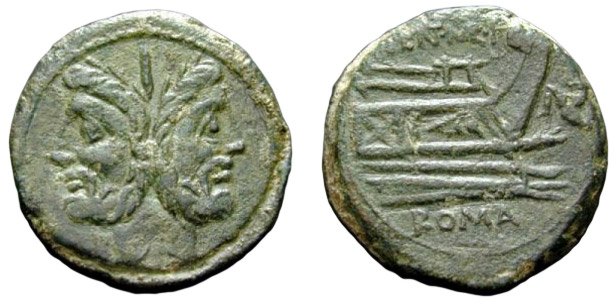
Moneta romana (asse) della seconda metà del III secolo a.C., che mostra la prua di una nave da guerra romana, molto probabilmente una quinquereme

Dopo la vittoria romana nella prima guerra punica il baricentro del potere navale in Occidente si spostò da Cartagine a Roma. Ciò permise ai Romani la successiva conquista di Sardegna (238 a.C.) e Corsica (237 a.C.), oltre ad affrontare la minaccia dei pirati illiri, che minacciavano le coste adriatiche dell'Italia romana. Le guerre illiriche che ne seguirono portarono Roma a occuparsi per la prima volta anche del bacino orientale del Mediterraneo, intervenendo nella penisola balcanica. Inizialmente (a partire dal 229 a.C.), una flotta di duecento navi da guerra fu inviata contro la regina Teuta, riuscendo a espellere rapidamente i pirati da tutte le città greche delle coste dell'attuale Albania. Dieci anni più tardi i Romani inviarono una nuova flotta da guerra contro Demetrio di Faro, il quale aveva ricostruito la flotta dei pirati illiri, arrivando a colpire fin nel mar Egeo. Ma quella volta Demetrio aveva il supporto del re di Macedonia, Filippo V, il quale temeva l'espansionismo della potenza romana. Ancora una volta i Romani risultarono vittoriosi, costituendo ora un protettorato in Illiria, ma l'inizio della seconda guerra punica (218-201 a.C.) li costrinse a impiegare tutte le proprie risorse per difendersi contro i Cartaginesi di Annibale, per i due decenni successivi, interrompendo di fatto la loro espansione in oriente, almeno provvisoriamente.
Grazie alla crescente forza di Roma sui mari Annibale fu bloccato per diversi anni in Italia, senza potere ricevere via mare aiuti dalla madre patria, essendo stato costretto a portare la guerra sul suolo italico via terra (dalle Alpi, giungendo dalla penisola iberica). A differenza della prima guerra punica, le marine militari di Romani e Cartaginesi ebbero un ruolo secondario. Gli unici veri scontri navali avvennero nei primi anni di guerra, il primo presso Lilibeo (218 a.C.), il secondo nei pressi del fiume Ebro (217 a.C.), dove ancora una volta Roma risultò vittoriosa. Nonostante una generale parità numerica, i Cartaginesi preferirono non sfidare apertamente la supremazia romana sui mari. La flotta romana fu, quindi, impegnata principalmente con incursioni sulle coste africane a salvaguardia della sicurezza di quelle italiche, con il compito principale di intercettare quei convogli cartaginesi che avrebbero potuto portare ad Annibale rifornimenti e/o rinforzi, oltre a controllare un possibile intervento militare di Filippo V, alleato dei Cartaginesi. Sappiamo infatti che Filippo aveva allestito una flotta di cento navi da guerra e fatto addestrare gli uomini a remare; sempre secondo Polibio, era un'abitudine che «quasi nessun altro re macedone aveva mai avuto». Ma probabilmente al regno di Macedonia mancavano le necessarie risorse per costruire e mantenere una flotta per affrontare i Romani. E, sempre secondo Polibio, Filippo non aveva alcuna speranza di battere i Romani in mare, soprattutto per mancanza di esperienza e numero di imbarcazioni.
Nel 214 a.C. venne eletto pretore per la seconda volta Tito Otacilio Crasso, continuando a mantenere il comando della flotta in Sicilia, come l'anno precedente. E poiché era insistente la voce che vi fosse la guerra in Sicilia Otacilio ricevette l'ordine di recarsi nell'isola con la flotta il più rapidamente possibile. E poiché mancavano i marinai, i consoli, in seguito a una delibera del Senato, disposero che la flotta fosse equipaggiata con marinai pagati e mantenuti con il denaro di privati cittadini. Venne inoltre stabilito che la flotta complessiva raggiungesse per quell'anno il numero di centocinquanta navi da guerra, cento delle quali nuove.
Il solo grande utilizzo della flotta romana in quegli anni avvenne per il blocco navale della città della Magna Grecia di Siracusa, dove i Romani impiegarono ben 130 navi sotto il comando del console Marco Claudio Marcello, per due lunghi anni. Si racconta che, a difesa della città, vi fosse quel genio matematico di Archimede, il quale, oltre a disporre numerose armi da lancio sulle mura della città, come balliste, catapulte e scorpioni, creò nuove "macchine da guerra" come la manus ferrea o gli specchi ustori, con cui si dice mise in seria difficoltà gli attacchi romani, sia per mare, sia per terra. I Romani, dal canto loro, tentavano gli assalti via mare con le quinqueremi e l'uso di sambuche. Ecco come ci racconta una fase dell'assedio Polibio:
(Polibio, VIII, 5.)

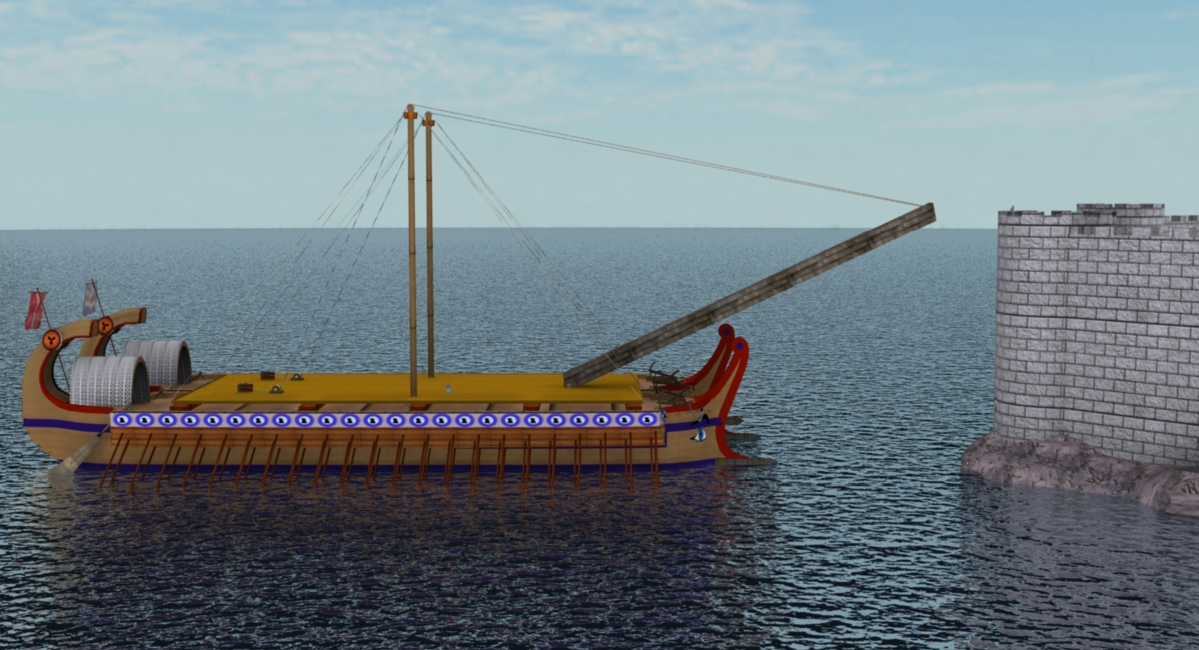
Ricostruzione di una sambuca di tipo ellenistico, montata in questo caso su due navi da guerra affiancate

Nel 210 a.C., in pieno conflitto contro i punici, Tito Livio racconta che, una volta reclutato l'esercito, si iniziò a procedere all'arruolamento dei rematori delle flotte. Tuttavia, poiché non vi erano né uomini a sufficienza per la marina, né vi era sufficiente denaro nelle casse dello stato per procurarsi i rematori e stipendiarli, i consoli decretarono che fossero i cittadini privati, in proporzione alle loro possibilità e alla classe sociale di appartenenza, a stipendiare i rematori e fornire loro il necessario vettovagliamento per trenta giorni. Questa imposizione fece nascere fra i cittadini una ribellione che solo grazie all'intervento dei consoli venne sedata. I consoli, infatti, proposero che l'intera classe dirigente senatoriale desse l'esempio, tassandosi per primi. Alla proposta dei consoli, tutti acconsentirono con grande ardore. Sciolto quindi il senato, ciascuno, secondo le sue sostanze, portò all'erario oro, argento e somme di denaro, facendo a gara tra loro a chi sarebbe stato segnato nei pubblici registri tra i primi, tanto che non bastarono né i triumviri per ricevere i doni, né gli scrivani per registrare i nomi. All'esempio dell'ordine equestre, seguì quello dell'intero popolo di Roma. E così, senza decreti, senza alcun obbligo da parte dei magistrati, la repubblica ebbe i necessari rematori supplementari. Alla fine, concluso ogni preparativo di guerra, i consoli partirono per le province.
Lo storico francese André Piganiol sostiene che la flotta romana portò a 280 l'effettivo delle sue imbarcazioni militari, nel 208 a.C., poi disceso a un centinaio nel 205 a.C. E sempre la flotta fu impiegata per trasportare l'armata di Scipione Africano in Africa nel 204 a.C., permettendo così a Roma di ottenere la decisiva vittoria a Zama su Annibale, e la conseguente fine della seconda guerra punica.

#### Seleucidi e ancora regno di Macedonia
Roma era padrona incontrastata del bacino del Mediterraneo occidentale: era dunque arrivato il momento di conquistarne la parte orientale, dominata dal mondo ellenistico. Tra i primi impieghi della flotta romana in questa parte del Mediterraneo, vi fu quello durante le guerre macedoniche, in cui essa fu affiancata da quella del Regno di Pergamo e di Rodi.
Inizialmente i Romani intervennero solo con limitate forze navali durante la prima guerra macedonica, quando nel 214 a.C. una flotta sotto il comando di Marco Valerio Levino ottenne i suoi primi successi contro Filippo V di Macedonia, impedendogli di invadere l'Illiria. Il prosieguo della guerra fu portato avanti dagli alleati di Roma, vale a dire la lega etolica e più tardi il regno di Pergamo e Rodi, i quali, con una flotta di una sessantina di navi, pattugliarono il mar Egeo fino al 205 a.C. In questo conflitto Roma, ancora impegnata contro Annibale in Italia, non era intanto interessata a espandere i propri domini in Oriente, quanto a ostacolare la crescita di quelli di Filippo in Grecia. La guerra terminò lasciando i contendenti in una situazione di stallo. Si riaccese nel 201 a.C., quando Filippo V invase l'Asia Minore, ma fu fermato a costo di gravi perdite da entrambe le parti a Chios dagli alleati di Roma.
Poco dopo Pergamo e Rodi preferirono richiedere l'aiuto romano, tanto che la Repubblica romana fu costretta a entrare in guerra per la seconda volta. Sapendo che Roma era nettamente superiore sui mari, Filippo preferì combattere con le sue armate oplitiche di terra, tanto che la sua flotta, già indebolita dopo lo scontro di Chio, rimase all'ancora nel porto di Demetriade. Dopo la schiacciante vittoria romana a Cinocefale, le condizioni di pace imposte al regno di Macedonia furono estremamente dure, comprendendo anche lo scioglimento dell'intera sua forza navale.

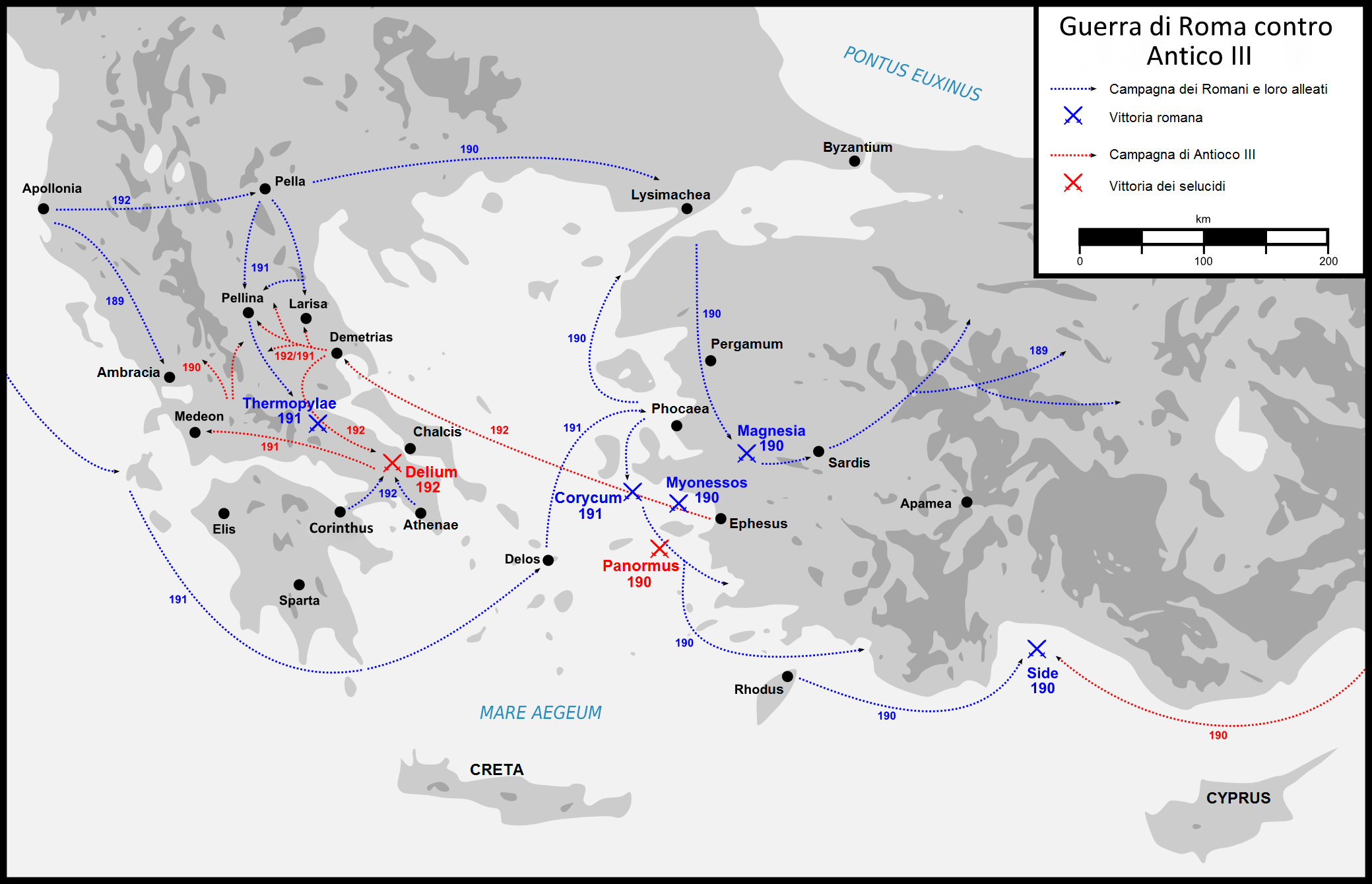
Mappa degli scontri tra Romani e Antioco III degli anni 192-189 a.C.

Quasi subito dopo la sconfitta macedone, Roma mosse guerra contro Antioco III e i Seleucidi. Nel 191 a.C., alla fine dell'estate, la flotta romana, composta da ottantuno quinqueremi e ventiquattro imbarcazioni di piccole dimensioni sotto il comando di Gaio Livio Salinatore, unitamente a una flotta inviata dall'alleato di Pergamo Eumene II, composta da quarantaquattro grandi navi e ventisei di piccole dimensioni, ottenne una nuova vittoria sulle forze seleucidi del navarco Polissenida (al comando di duecento navi, settanta delle quali di grosse dimensioni), presso capo Corycus (tra Chio ed Efeso). Solo allora Rodi decise di allearsi con Roma, partecipando attivamente alla guerra con 27 imbarcazioni, mentre la flotta romana svernava nei pressi del golfo di Smirne.
L'anno successivo (190 a.C.), mentre il figlio di Antioco, Seleuco IV, stava assediando Pergamo, capitale del Regno di Eumene II, quest'ultimo mosse con la sua flotta, accompagnato dal nuovo comandante navale della Classis romana, Lucio Emilio Regillo, verso la città di Elaea (porto di Pergamo). Frattanto, gli Achei avevano inviato all'alleato Eumene mille fanti e cento cavalieri, i quali, nel corso dell'assedio, avendo notato che gli assedianti seleucidi bevevano oltre misura, decisero di compiere una sortita fuori dalle mura. Poco più tardi, i Romani ottennero una nuova vittoria navale nella battaglia di Myonessus dove le flotte romana e rodese sconfissero quella seleucide, ottenendo così il controllo del mare e scongiurando altre invasioni in Grecia.
La guerra continuò fino alla definitiva vittoria romana, che portò alla pace di Apamea e a conseguenti cambiamenti politici nell'area del mar Egeo: Antioco dovette rinunciare alla Tracia e all'Asia Minore fino ai monti del Tauro, mantenendo il controllo solo su parte della Cilicia (fino al fiume Calycadnus e al promontorio Sarpedonium) ed essendo così estromesso definitivamente dall'area egea. Inoltre dovette cedere buona parte della flotta, a eccezione di sole dieci navi, e tutti gli elefanti da guerra; pagare un'indennità di quindicimila talenti d'argento in dodici anni mille annuali); dovette estradare Annibale, che di lì a poco però fuggì in Bitinia; riaprì i mercati del regno di Siria a Rodi e ai suoi alleati. La guerra tra l'Occidente romano e l'Oriente seleucide cambiò in modo significativo gli equilibri delle forze politiche nel Mediterraneo, come ci racconta lo stesso storico greco Polibio, contemporaneo agli eventi. La guerra tra la Repubblica romana e Antioco III segnò la fine di una prima fase, in cui Roma sottomise, una dopo l'altra, le grandi potenze mediterranee: da Cartagine, al regno di Macedonia, fino a quello dei Seleucidi. Roma era inoltre riuscita a intervenire direttamente sul mondo greco senza sottometterne direttamente i suoi territori, ma al contrario mantenendo buoni rapporti di alleanza con i diversi stati, anche in qualità di "arbitro", ma soprattutto scoraggiando interventi diretti nell'area egea da parte di altre potenze. Solo in seguito alla terza guerra macedonica (171-168 a.C.) con la trasformazione della Macedonia in provincia e la distruzione di Corinto (nel 146 a.C.) la Grecia divenne anch'essa una provincia romana. Contemporaneamente, anche Cartagine dovette soccombere, lasciando così a Roma il dominio incontrastato su quasi tutto il bacino del Mediterraneo, più tardi chiamato Mare nostrum. Poco dopo anche la marina romana fu ridotta nei suoi effettivi, non avendo più necessità di rimanere così numerosa e dipendendo ora dagli alleati greci per navi ed equipaggi, almeno fino allo scoppio della prima guerra mitridatica.

#### Mitridate VI e i pirati

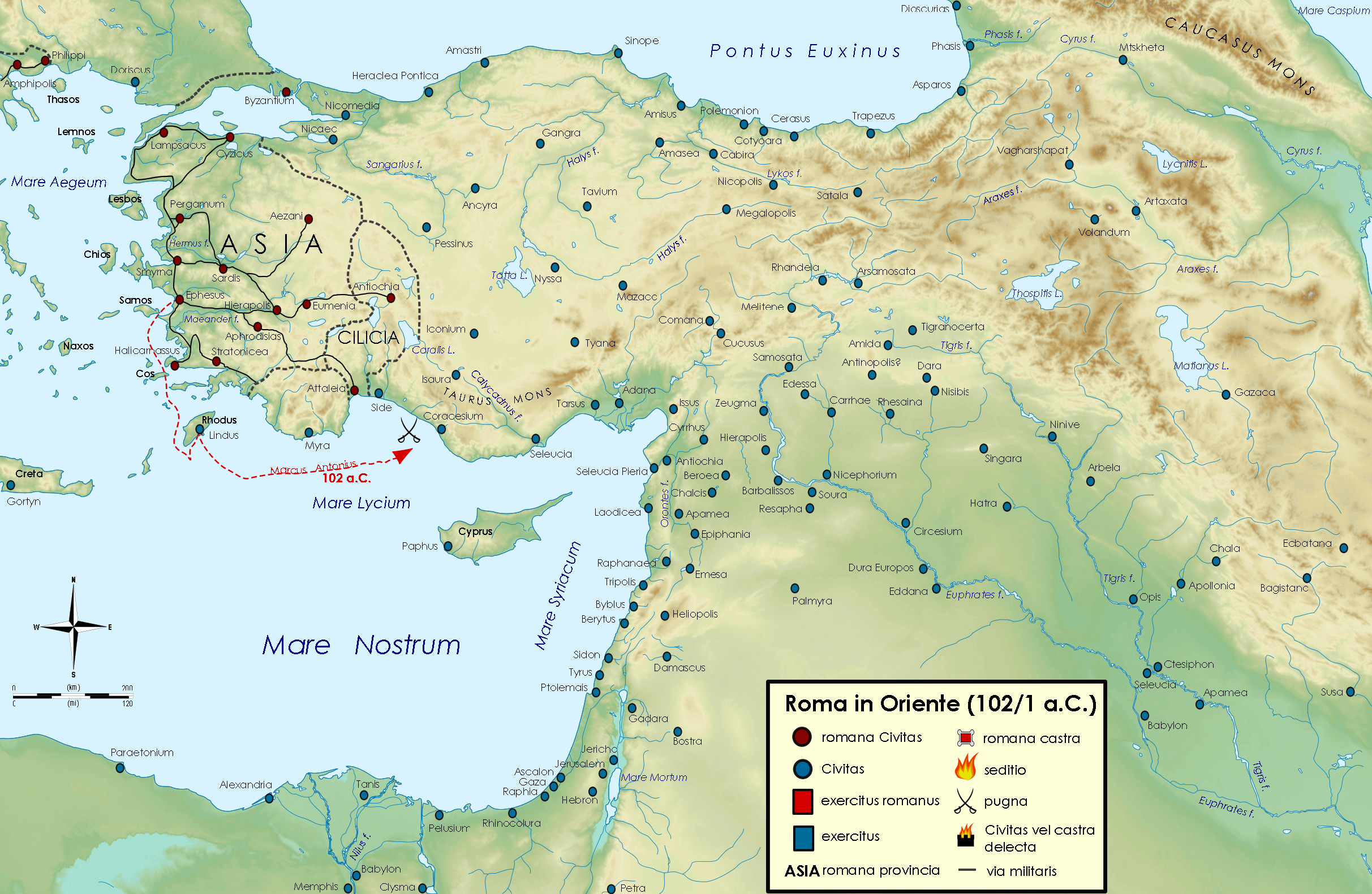
La seconda provincia romana asiatica, di Cilicia, conquistata da Marco Antonio Oratore nel corso delle campagne militari del 102 a.C.

In assenza di una forte presenza romana in Oriente, i pirati cilici e cretesi poterono agire indisturbati, a partire dagli inizi del I secolo a.C., anche grazie all'appoggio del re del Ponto, Mitridate VI, il quale vedeva in loro degli alleati contro l'espansionismo romano. Non a caso, nel 102 a.C. il console Marco Antonio Oratore condusse una campagna nell'area cilicia, tanto che, in seguito ai successi riportati sulle popolazioni piratiche, venne costituita nel 101-100 a.C. una seconda provincia romana, quella di Cilicia.
Durante la prima guerra mitridatica (89–85 a.C.), il proconsole Lucio Cornelio Silla dovette inviare il suo legatus, Lucio Licinio Lucullo, a requisire le navi ovunque potesse trovarle, per contrastare l'immensa flotta di Mitridate, che secondo Appiano di Alessandria disponeva:
(Appiano, XII De bello Mithridatico, 17.)
Durante la prima guerra mitridatica il comandante romano, Quinto Bruzzio Sura, il quale si era prima diretto contro Metrofane con un piccolo esercito (tanto che con lo stesso ebbe uno scontro navale, in cui riuscì ad affondare una grossa nave e una hemiolia), continuò la sua navigazione facendo irruzione nel porto dell'isola di Sciato, covo di pirati, dove crocifisse gli schiavi e tagliò le mani dei liberti che là si erano rifugiati (87 a.C.). Negli anni successivi (86-85 a.C.), Lucio Licinio Lucullo fu inviato a raccogliere una flotta composta da navi provenienti da Cipro, Fenicia, Rodi e Panfilia, rischiando più volte di essere catturato da parte dei pirati, sebbene avesse devastato gran parte delle loro coste.

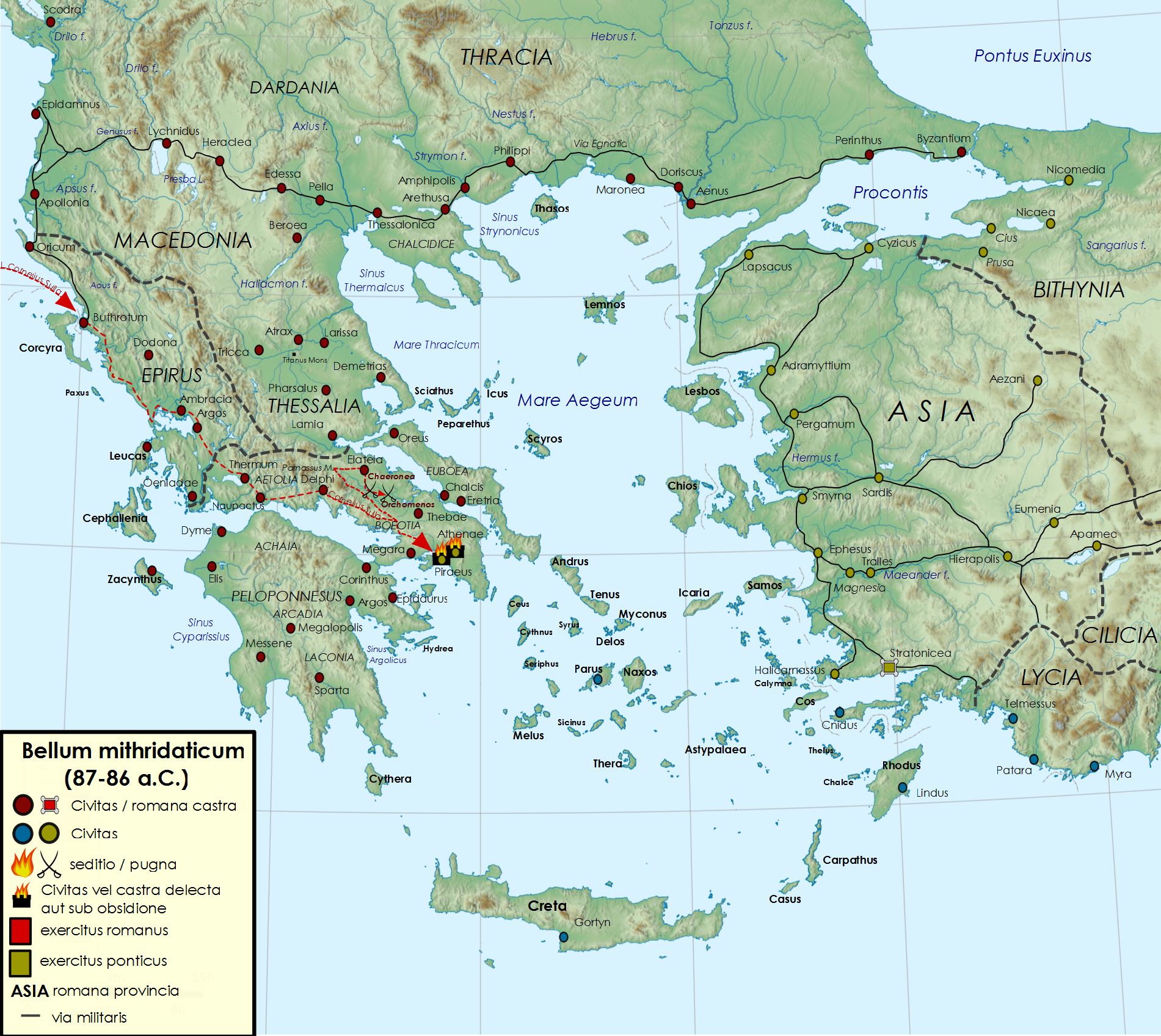
Gli anni cruciali (87-86 a.C.) della prima guerra mitridatica

Tito Livio aggiunge che, dopo le due devastanti sconfitte subite dalle armate di Mitridate da parte di Silla, prima a Cheronea e poi a Orcomeno (nell'86 a.C.), il generale Archelao preferì consegnarsi al proconsole romano con l'intera flotta regia, mentre Mitridate puniva le città che gli si erano ribellate dopo la sconfitta di Orcomeno.
Subito dopo la fine della guerra fu istituita una forza permanente di circa cento navi per il pattugliamento del Mar Egeo, a carico degli Stati marittimi alleati di Roma. Anche se essa si rivelò sufficiente per tenere sotto controllo Mitridate, risultò del tutto insufficiente contro i pirati, il cui potere era cresciuto nel tempo enormemente. La provincia d'Asia, al termine della prima guerra mitridatica, versava in condizioni di grande miseria. Vi è da aggiungere che il conflitto aveva portato tali territori a subire continui assalti da parte di numerose bande di pirati, le quali assomigliavano più a flotte regolari che a bande di briganti. Mitridate VI, infatti, le aveva allestite nel momento in cui egli stava devastando tutte le coste romane, pensando che non avrebbe potuto tenere a lungo quelle regioni. Il numero dei pirati era quindi notevolmente aumentato, e ciò aveva portato a continui attacchi di porti, fortezze e città. Erano riusciti a catturare le città di Iassus, Samo, Clazomene e anche Samotracia, nei pressi della quale lo stesso Silla si trovava in quel momento, e si diceva che essi fossero riusciti a derubare il tempio che sorgeva in quel luogo, degli ornamenti del valore di mille talenti. Plutarco aggiunge che le navi dei pirati avevano superato certamente le mille unità e le città catturate da loro erano almeno quattrocento, avendo attaccato e saccheggiato luoghi mai violati come i santuari di Claros, Didima, Samotracia; il tempio di Ctonia Terra a Hermione e di Asclepio a Epidauro; quelli di Poseidone a Isthmus, Taenarum e Calauria; quelli di Apollo ad Azio e Leucade; quelli di Hera a Samo, Argo e Lacinium.
Tra il 78 a.C. e il 75 a.C. operò quale proconsole di Cilicia Publio Servilio Vatia, il quale ottenne numerosi successi sui pirati (dotati di leggere e veloci navi da guerra), costringendoli a rifugiarsi nell'entroterra isaurco. Vatia, che era un comandante energico e risoluto, prese quasi subito la città di Olympus in Licia, ai piedi dell'omonimo monte, strappandola al capo dei pirati, Zeniceto, morto per difenderla. Iniziò poi la sua marcia attraverso la Pamphilia, dove prese Phaselis, ed entrò in Cilicia, dove conquistò la fortezza costiera di Corico (Corycus). Avendo strappato ai ribelli tutte le città sul mare, fece attraversare il Tauro per la prima volta alle armi romane e diresse verso l'interno, intenzionato a prendere la capitale degli Isauri, Isaura, cosa che ottenne facendo deviare il corso di un fiume e prendendo la città per sete. Per la sua brillante condotta, fu acclamato imperator dalle truppe e ricevette l'agnomen Isaurico. Tornato a Roma, nel 74 a.C. celebrò il trionfo. Sembra, infine, che a queste campagne avesse preso parte anche il giovane Gaio Giulio Cesare in qualità di tribuno militare. Poco dopo, nuove incursioni piratiche presero d'assalto la città di Brindisi, le coste dell'Etruria, inoltre portarono al sequestro di alcune donne di nobili famiglie romane e di addirittura un paio di pretori.

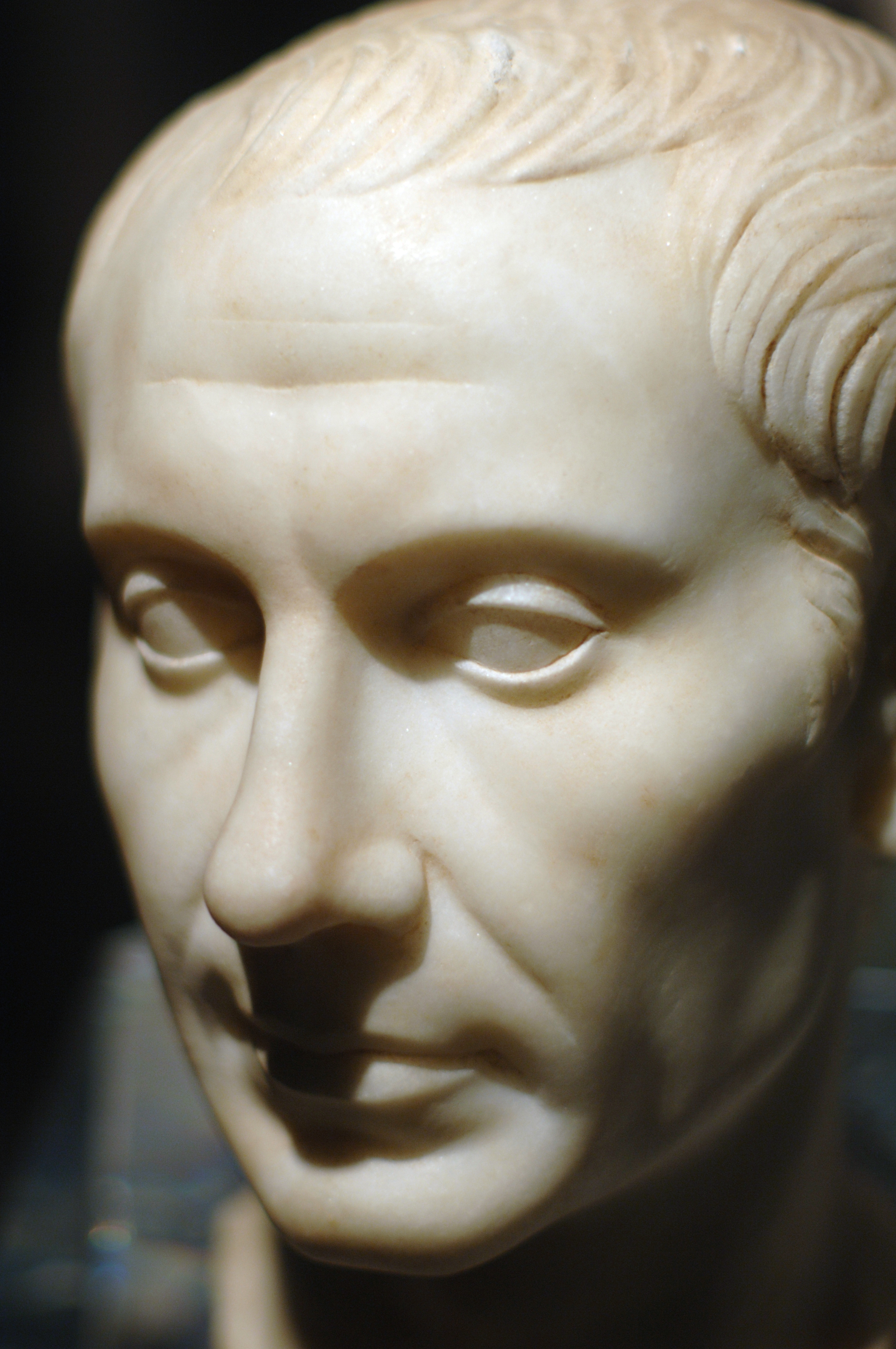
Busto di un giovane Cesare che, secondo Plutarco fu rapito dai pirati nel 74 a.C.

Nel 74 a.C. fu la volta di Marco Antonio Cretico, padre di Marco Antonio, il quale condusse una nuova spedizione nei mari attorno a Creta, che si concluse con una sconfitta. Una nuova campagna militare condotta da Quinto Cecilio Metello Cretico e appoggiata dalle città di Gortina e di Polyrrhenion portò alla conquista graduale dei principali centri della resistenza antiromana (Cydonia, Cnosso, Eleutera, Lappa, Lytto e Hierapytna), malgrado il contrasto sorto tra Quinto Metello e il legato inviato nell'isola da Pompeo, Lucio Ottavio, che in forza della legge Gabinia (lex Gabinia) aveva ottenuto il comando straordinario per la lotta contro i pirati. In seguito alla conquista dell'isola, Quinto Cecilio Metello assunse il cognome di "Cretico". Allo stesso periodo di guerra risale un curioso episodio del giovane Gaio Giulio Cesare che, nel 74 a.C., durante il viaggio verso Rodi, meta di pellegrinaggio per i giovani romani delle classi più elevate desiderosi di apprendere la cultura e la filosofia greca, fu rapito dai pirati e portato sull'isola di Farmacussa, una delle Sporadi meridionali a sud di Mileto. Quando i rapitori gli chiesero di pagare venti talenti perché venisse liberato, Cesare rispose che ne avrebbe consegnati cinquanta e mandò i suoi compagni a Mileto perché ottenessero la somma di denaro con cui pagare il riscatto, mentre lui sarebbe rimasto a Farmacussa con due schiavi e il medico personale. Durante la permanenza sull'isola, che si protrasse per trentotto giorni, Cesare compose numerose poesie e le sottopose poi al giudizio dei suoi carcerieri; più in generale mantenne un comportamento piuttosto particolare con i pirati, trattandoli sempre come se fosse lui ad avere in mano le loro vite e promettendo più volte che una volta tornato libero li avrebbe fatti uccidere tutti. Quando i suoi compagni ritornarono, portando con sé il denaro che le città avevano offerto loro per pagare il riscatto, Cesare si rifugiò nella provincia d'Asia, governata dal propretore Marco Iunco. Giunto a Mileto, Cesare armò delle navi e tornò in tutta fretta a Farmacussa, dove catturò senza difficoltà i pirati; poi si recò con i prigionieri al seguito in Bitinia, dove Iunco stava sovrintendendo all'attuazione delle volontà espresse da Nicomede IV nel suo testamento. Qui chiese al propretore di provvedere alla punizione dei pirati, ma questi si rifiutò, tentando invece di impadronirsi del denaro sottratto ai pirati stessi e decidendo poi di rivendere i prigionieri. Cesare, allora, prima che Iunco potesse mettere in atto i suoi progetti, si rimise in mare lasciando la Bitinia e procedette egli stesso all'esecuzione dei prigionieri: li fece crocifiggere dopo averli strangolati, in modo da evitare loro una lunga e atroce agonia. In questo modo, secondo le fonti filocesariane, egli non fece altro che adempiere a ciò che aveva promesso ai pirati durante la prigionia, e poté anzi restituire i soldi che i suoi compagni avevano dovuto richiedere per il riscatto.
Frattanto scoppiò la terza guerra mitridatica, la più lunga delle tre (dal 75 al 63 a.C.), ma che fu anche quella risolutiva, che vide coinvolti dalla parte romana generali come Lucio Licinio Lucullo, che aveva prestato servizio come prefetto della flotta sotto Lucio Cornelio Silla durante la prima fase della guerra, e Gneo Pompeo Magno; dall'altra ancora Mitridate VI e il genero Tigrane II d'Armenia. Le operazioni militari cominciarono nella primavera del 74 a.C., quando Mitridate si affrettò a marciare contro la Paflagonia e la Bitinia (da poco lasciata in eredità ai Romani, in seguito alla morte del suo re, Nicomede IV) con i suoi generali. Egli accusava i Romani della loro avidità di potere e lussuria "al punto da avere schiavizzato l'Italia e Roma stessa" e del mancato rispetto del trattato (siglato dopo la fine della prima guerra mitridatica) e ancora in corso, affermando che le reali intenzioni dei Romani non erano state quelle di firmarlo onestamente, poiché stavano già pensando a come poterlo violare. L'allora governatore provinciale, Marco Aurelio Cotta, fuggì a Calcedonia. E così la Bitinia tornò nuovamente sotto il dominio di Mitridate. E mentre questi assediava Calcedonia via mare (dopo avere ricostituito una grande flotta) e via terra, i Romani scelsero come generale, per questa nuova fase della guerra contro il re del Ponto, il console Lucio Licinio Lucullo. Gli anni che seguirono videro ancora una volta i Romani prevalere e raccogliere una nuova flotta dalla provincia asiatica (72 a.C.), per poi distribuirla tra i legati di essa.

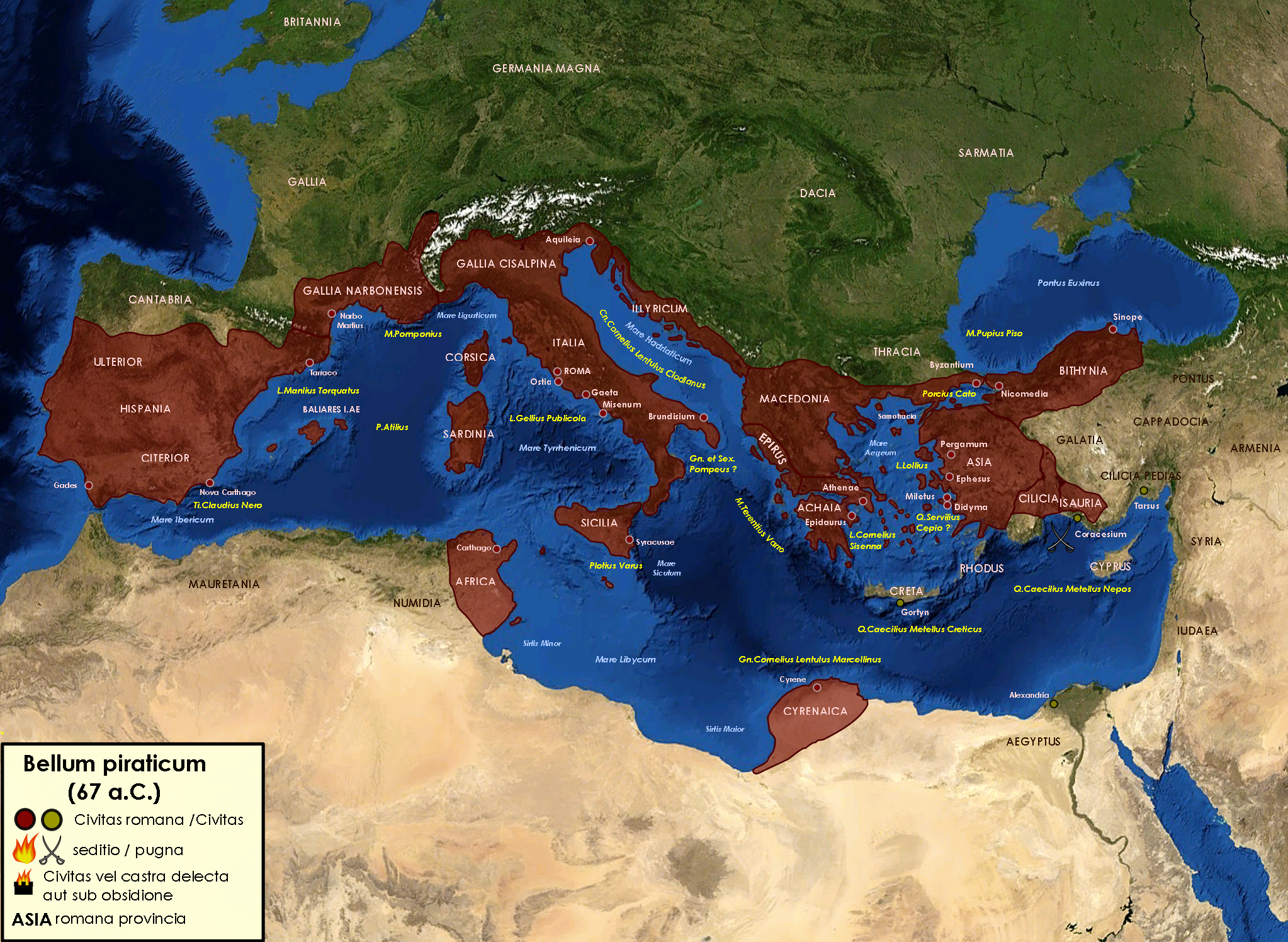
Mappa generale del Bellum piraticum di Pompeo, con i relativi comandanti, per area territoriale

Nel 70 a.C. il pretore Cecilio Metello combatté con successo i pirati che infestavano i mari della Sicilia e della Campania, i quali si erano spinti a saccheggiare Gaeta e Ostia (nel 69-68 a.C.) e rapito a Miseno la figlia di Marco Antonio Oratore. Intanto Lucullo otteneva significativi successi sia contro Mitridate sia contro il regno d'Armenia di Tigrane II, a Tigranocerta (69 a.C.), Artaxata, Nisibis e Comana Pontica (68 a.C.).
Mentre Lucullo era ancora impegnato con i due sovrani orientali, Gneo Pompeo Magno riuscì a ripulire l'intero bacino del Mediterraneo dai pirati, strappando loro l'isola di Creta, le coste della Licia, della Panfilia e della Cilicia, dimostrando straordinaria disciplina e abilità organizzativa (nel 67 a.C.). L'incarico affidato a Pompeo fu inizialmente circondato da polemiche. La fazione conservatrice del Senato era sospettosa sulle sue intenzioni e impaurita dal suo potere. Gli ottimati provarono con ogni mezzo a evitarla. Significativamente Cesare faceva parte di quella manciata di senatori che sostennero il comando di Pompeo fin dall'inizio. La nomina allora fu avanzata dal tribuno della plebe Aulo Gabinio, che propose la Lex Gabinia, la quale assegnava a Pompeo il comando della guerra contro i pirati del Mediterraneo per tre anni, con un ampio potere che gli assicurava il controllo assoluto sul mare e anche sulle coste per quattrocento stadi all'interno (70 km circa), ponendolo al di sopra di ogni capo militare in oriente. Oltre a ciò gli si dava il potere di scegliere quindici legati dal Senato, da distribuire nelle principali zone di mare, di prendere il denaro che desiderava dal Tesoro pubblico e dagli esattori delle tasse.
L'esercito che Gneo Pompeo Magno avrebbe potuto mettere insieme e distribuire in tutto il Mediterraneo, secondo le disposizioni del Senato, doveva inizialmente contare su cinquecento navi, centoventimila armati (pari a circa trenta legioni) e cinquemila cavalieri, sottoposti al comando di ventiquattro pretori e due questori, e una cifra complessiva di mille talenti attici. Sappiamo da Floro che Pompeo chiese aiuto anche alla flotta dei Rodii. In realtà, gli effettivi non contarono più di 270 navi (tra cui anche delle hemioliae), quattromila cavalieri e centoventimila armati, sottoposti al comando di quattordici legati (secondo Floro) o 25 (secondo Appiano di Alessandria) qui di seguito elencati:

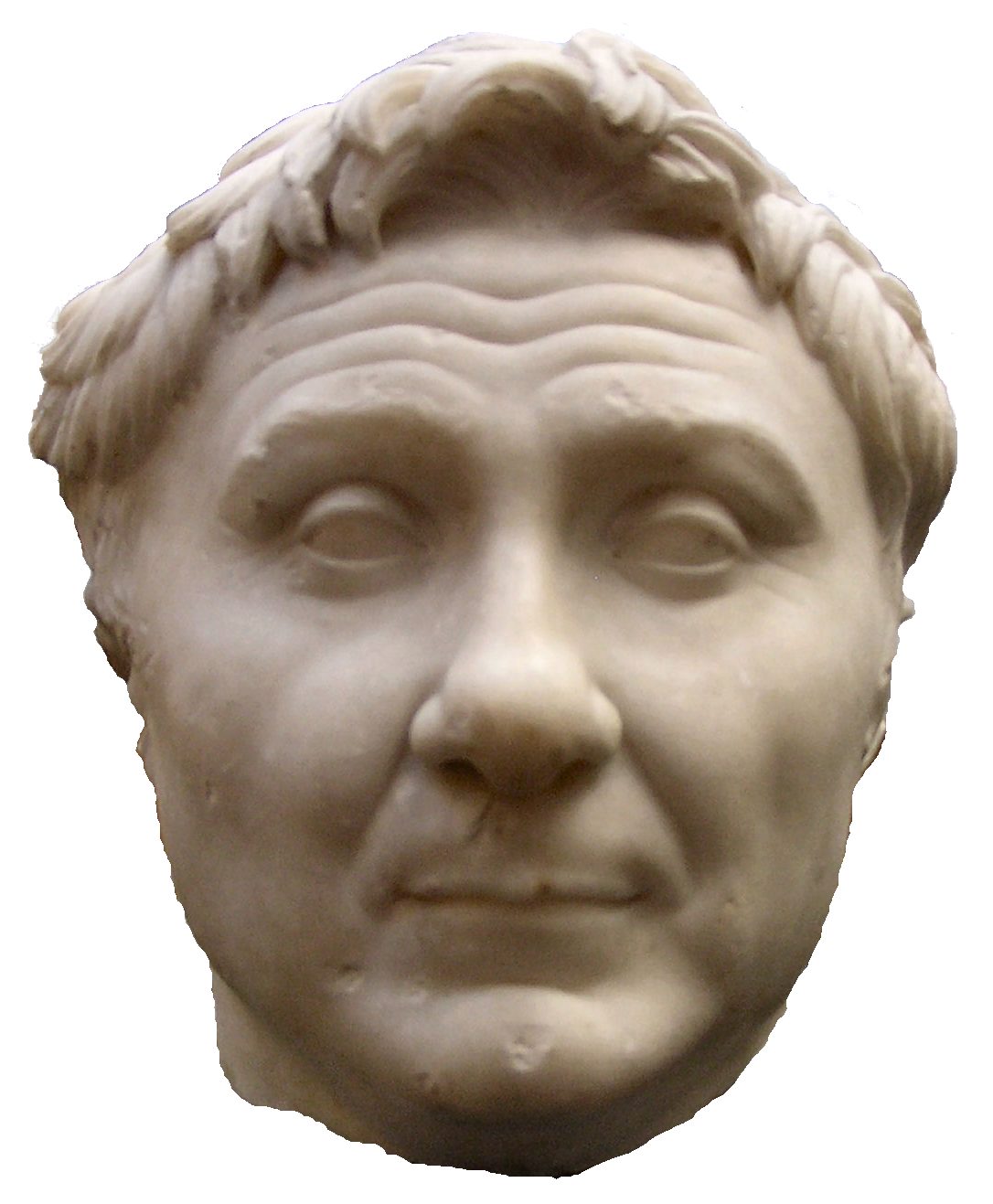
Gneo Pompeo Magno, vincitore della terza e ultima fase della guerra contro Mitridate del Ponto

1. Gellio (console nel 72 a.C.), a capo del mare toscano;[97][98]
2. Gneo Cornelio Lentulo Clodiano nell'alto Adriatico,[98] alle cui dipendenze potrebbero essere stati posti i giovani figli di Pompeo (Gneo il Giovane e Sesto) e non, come vorrebbe Floro, questi ultimi posti a guardia del mare egizio;[97][99]
3. Plozio Varo sul Mar di Sicilia;[97][98]
4. Attilio nel golfo ligure (secondo Floro[97]) o il mare di Sardegna-Corsica (secondo Appiano[98]);
5. Pomponio nel golfo gallico;[97][98]
6. Torquato nelle acque delle Baleari;[97][98]
7. Tiberio Nerone nello Stretto di Gades;[97][98]
8. Lentulo Marcellino sul mar libico-africano;[97][98]
9. Terenzio Varrone sul basso Adriatico fino all'Acarnania;[97][98]
10. Lucio Sisenna su Peloponneso, Attica, Eubea, Tessaglia, Macedonia e Beozia;[98]
11. Lucio Lollio sull'alto Egeo e le sue isole fino all'Ellesponto;[98]
12. Publio Pisone sul Ponto Eusino nei mari di Tracia e Bitinia, a nord della Propontide;[98]
13. Metello sopra l'Egeo orientale, la Ionia meridionale, la Licia, il Panfilio, Cipro e la Fenicia;[97][98]
14. Cepione sul Mar asiatico;[97]
15. Porcio Catone doveva chiudere i passaggi della Propontide.[97]

La Cilicia vera e propria (Trachea e Pedias), che era stata covo di pirati per oltre quarant'anni, fu così definitivamente sottomessa. In seguito a questi eventi la città di Tarso divenne la capitale dell'intera provincia romana. Furono poi fondate ben 39 nuove città. La rapidità della campagna indicò che Pompeo aveva avuto talento, come generale, anche in mare, con forti capacità logistiche.
Egli fu, infine, incaricato di condurre una nuova guerra in Oriente contro Mitridate VI (nel 66 a.C.), grazie alla lex Manilia, proposta dal tribuno della plebe Gaio Manilio, e appoggiata politicamente da Cesare e Cicerone. Questo comando gli affidava la riorganizzazione dell'intero bacino del Mediterraneo orientale, con un potere illimitato mai prima di allora conferito a nessuno, e attribuendogli tutte le forze militari al di là dei confini dell'Italia romana. Al termine di questa nuova impresa della flotta romana, la nuova politica impose una riduzione degli effettivi, dal momento che la minaccia piratica era cessata, tanto più che non c'era nell'ambito dell'intero bacino del Mediterraneo nessuna potenza che potesse più impensierire la Repubblica.

#### Cesare, la Gallia e i Britanni

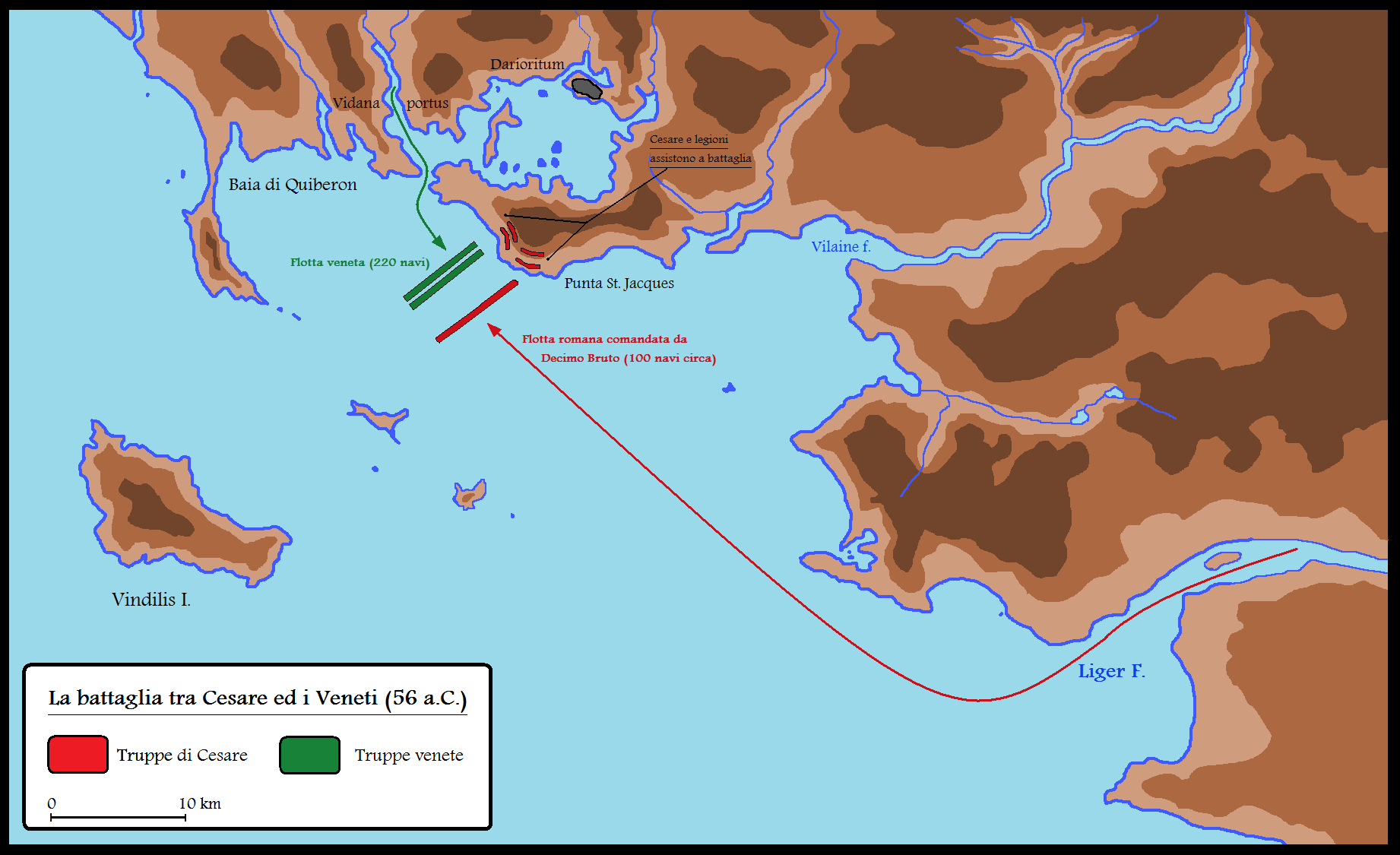
La zona in cui si svolse la battaglia del Morbihan nel 56 a.C.

Nel 56 a.C., per la prima volta, una flotta romana si scontrò in battaglia al di fuori del Mediterraneo. Si trattava di uno scontro con il popolo celtico dei Veneti, che si erano ribellati al proconsole romano Gaio Giulio Cesare durante la conquista della Gallia. Contro i Veneti i Romani si trovarono in svantaggio, poiché non conoscevano le coste oceaniche della Gallia, ed erano inesperti nei combattimenti in mare aperto anche a causa della maree e delle correnti. Cesare descrive così la flotta veneta, composta da ben 220 imbarcazioni:
(Cesare, Commentarii de bello Gallico, III, 13.)
Inoltre Cesare non poteva attaccare le città dei Veneti perché esse erano protette dalla bassa e alta marea. Decise così di affidarsi a uno scontro navale e affidò la flotta a Decimo Bruto. Dopo un lungo combattimento, la vittoria arrise ai Romani, grazie all'uso di lunghe pertiche, con le quali i soldati romani tagliarono le corde che sostenevano le vele delle navi nemiche, immobilizzandole. Ecco come descrive lo scontro Cesare nel De bello Gallico:
(Cesare, Commentarii de bello Gallico, III, 14.)

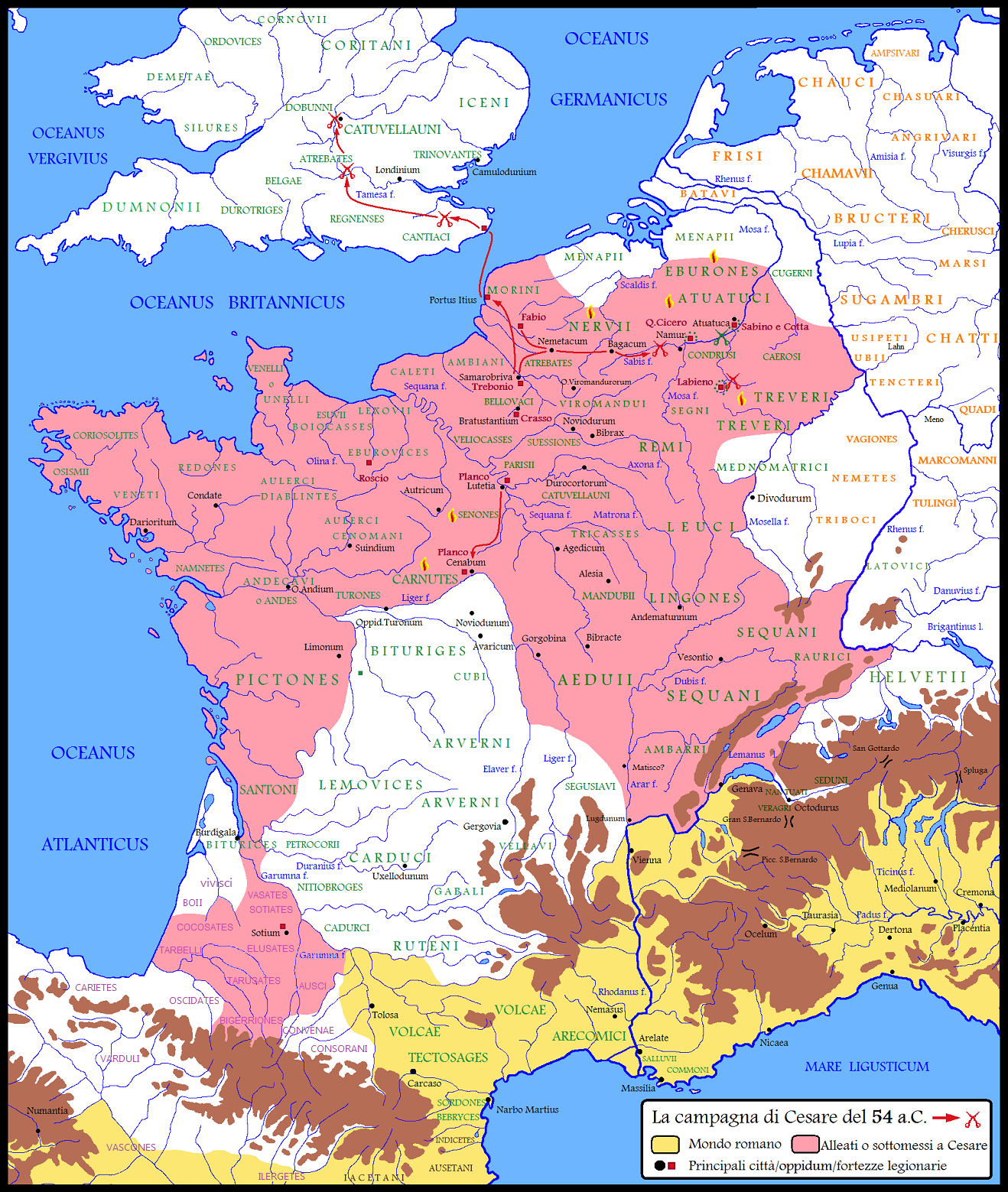
La campagna di Cesare del 54 a.C. in Britannia (estate) e Gallia (autunno/inverno)

Alla fine del combattimento, i Veneti tentarono la fuga, ma una bonaccia improvvisa li immobilizzò. Con questa vittoria, Cesare riuscì a ottenere la resa delle città venete. Le navi poi furono utilizzate per le successive spedizioni in Britannia degli anni 55 e 54 a.C.
Nella tarda estate del 55 a.C. Cesare decise di salpare per la Britannia. Il proconsole romano aveva scopi più che altro economici. E se Cesare non riuscì a ottenere alcuna informazione utile sull'isola, sui suoi abitanti e su dove sbarcare le truppe, raccolse comunque una flotta a Portus Itius (oggi Boulogne), composta da ottanta navi, e vi trasportò due delle sue legioni (VII e X legione) e un non ben precisato numero di navi da guerra, mentre da un altro porto dovevano salpare 18 navi con la cavalleria.
Dopo molte difficoltà e duri combattimenti contro le forze britanniche radunatesi per opporsi ai romani, gli invasori riuscirono a sbarcare nel Kent, anche se le navi con la cavalleria e le provviste erano state bloccate e costrette a tornare in Gallia da una tempesta. L'armata di Cesare, dopo avere sconfitto i Britanni, si ritirò. In breve, dunque, questa prima campagna militare in Britannia fu un insuccesso.
La seconda invasione fu lanciata l'anno successivo, quella volta con una forza militare ben più consistente: cinque legioni e duemila cavalieri a bordo di oltre 800 navi. Dopo un nuovo sbarco, la campagna nell'interno portò a una prima vittoria romana sui Britanni, ma, mentre Cesare aveva inviato fanti e cavalieri a inseguire i fuggiaschi nemici, arrivarono presso il campo del generale romano alcuni cavalieri inviati da Quinto Atrio per informarlo che nella precedente notte una grande tempesta aveva danneggiato quasi tutte le navi. Cesare, richiamate le legioni e la cavalleria, tornò presso la flotta per constatarne i danni, disporre la riparazione degli scafi meno danneggiati e trarla tutta in secca, costruendo attorno a essa un vallo che la proteggesse fino al suo ritorno. Al termine di nuove operazioni militari vittoriose, i Britanni furono costretti ad accettare la sottomissione romana, a pagare un tributo annuale e a consegnare i primi ostaggi. Ricevutili, Cesare fece ritorno al campo navale e, trovate le navi ormai riparate, fece ritorno in Gallia, dove, una volta assistito all'assemblea dei Galli a Samarobriva (forse l'odierna Amiens), mandò le legioni nei quartieri d'inverno.

#### Le guerre civili (49-31 a.C.)

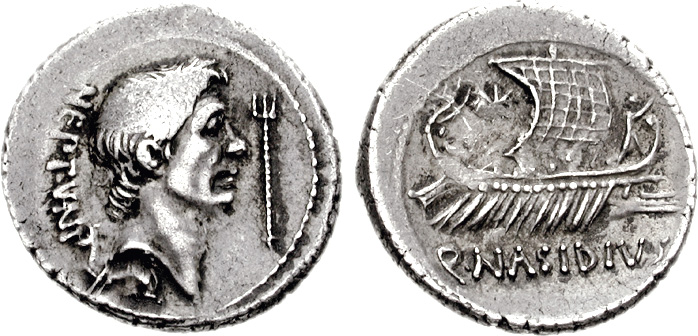
Un denario coniato da Sesto Pompeo, figlio di Gneo Pompeo Magno, nel 44-43 a.C., rappresentante il busto del padre e una nave da guerra romana

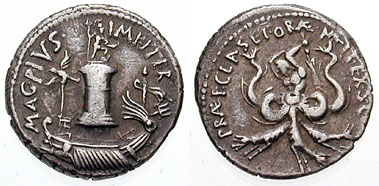
Denario di Sesto Pompeo battuto in occasione della sua vittoria sulla flotta di Ottaviano. Al dritto la Colonna Reggina con la statua di Nettuno/Poseidone, al rovescio Scilla, che aveva battuto Ottaviano.

L'ultima grande campagna militare della marina militare romana avvenne durante l'ultima guerra civile repubblicana. In Oriente la fazione repubblicana stabilì rapidamente il controllo su tutti i mari e Rodi, l'ultimo potere marittimo indipendente nel Mar Egeo, fu sottomessa da Gaio Cassio Longino nel 43 a.C., dopo che la sua flotta fu sconfitta presso l'isola di Kos. In Occidente, invece, contro il secondo triumvirato, fu imposto dal Senato romano il figlio di Gneo Pompeo Magno, Sesto Pompeo (nel 43 a.C.), al quale fu affidato il comando della flotta tirrenica, che riunì a Massilia. Dopo la sua proscrizione, per effetto della lex Pedia, Sesto si diresse in Sicilia, conquistando l'isola all'inizio del 42 a.C. Poi, forte della sua flotta, interruppe i rifornimenti per l'Italia.
Dopo avere sconfitto Bruto e Cassio a Filippi (42 a.C.), i triumviri spostarono la loro attenzione sulla Sicilia e su Sesto. Ma Sesto si era preparato a resistere, avendo occupato la Sicilia. Durante gli anni successivi, la forza delle armi non bastò a nessuna delle due parti in lotta per giungere a una vittoria conclusiva. Nel 39 a.C. Sesto e i triumviri conclusero la pace a Miseno. Il motivo di questo trattato va ricercato nella campagna militare che Antonio intendeva scatenare contro l'impero dei Parti, per la quale erano necessarie quante più legioni possibili. Era quindi utile fissare un armistizio sul fronte siciliano.
La pace non durò però a lungo. Ottaviano provò di nuovo a conquistare la Sicilia, ma fu sconfitto nella battaglia navale dello stretto di Messina (38 a.C.) e di nuovo due anni dopo. Ma egli aveva al suo fianco Marco Vipsanio Agrippa, un generale di grande talento. Vennero allora costruite navi a Ravenna e Ostia e arruolate nuove milizie nella flotta e ventimila rematori tra gli schiavi. Soltanto un mese dopo Agrippa distrusse la flotta di Sesto nella battaglia di Nauloco. Sesto fuggì in Oriente, ma fu catturato a Mileto nel 35 a.C. e giustiziato senza processo (un atto illegale giacché Sesto era cittadino romano) per ordine di Marco Tizio, un subordinato di Antonio: aveva poco più di trent'anni. La sua morte violenta fu una delle accuse usate da Ottaviano contro Antonio alcuni anni dopo, quando la situazione tra i due precipitò definitivamente.

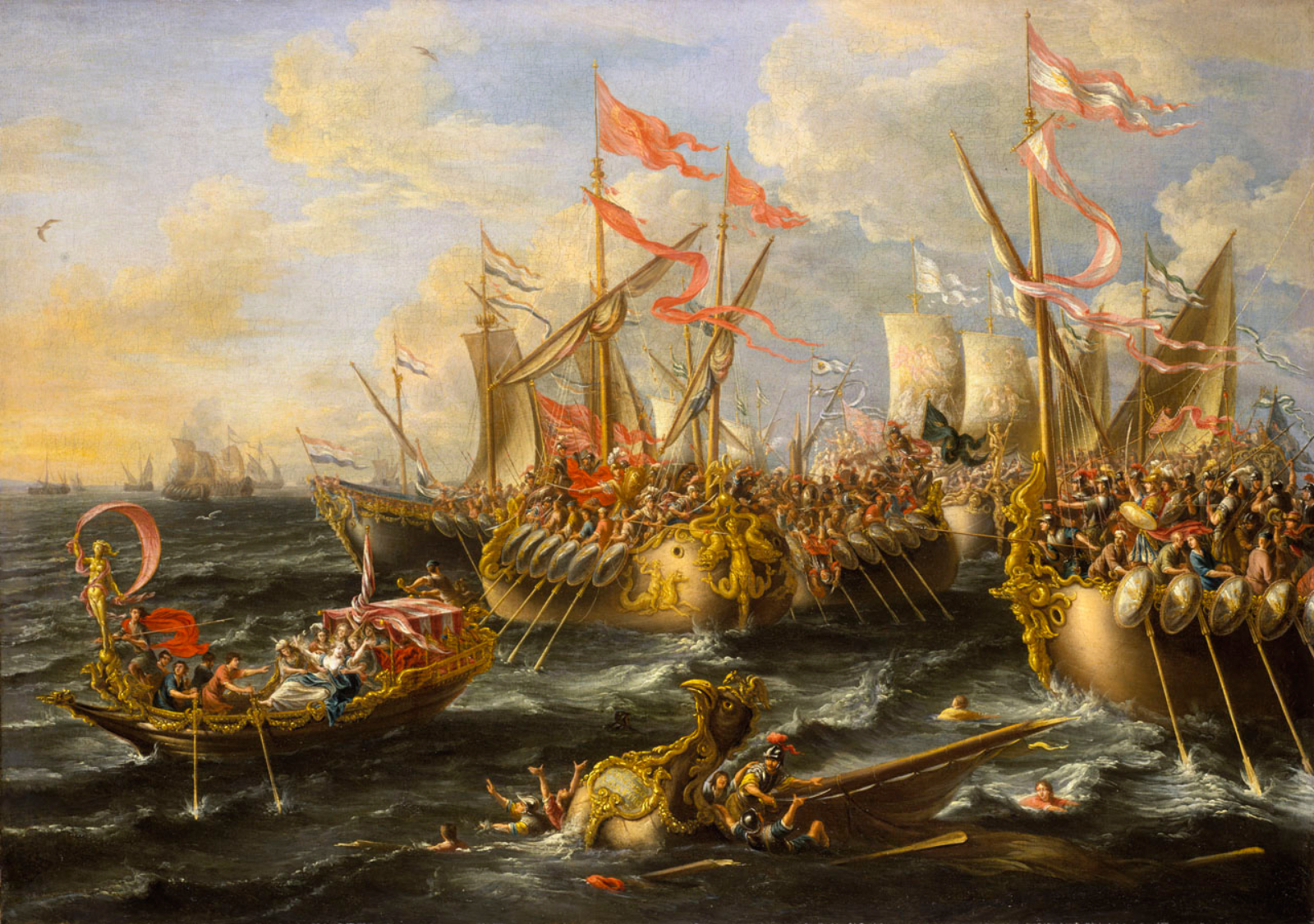
La battaglia di Azio del 31 a.C. raffigurata da Lorenzo A. Castro (1672)

Negli anni che seguirono alla battaglia di Filippi, l'interesse di Antonio si era infatti rivolto all'Oriente, con l'intento di portare avanti quella campagna militare contro i Parti precedentemente progettata da Cesare. Intanto Antonio era entrato in stretti rapporti con la regina egiziana Cleopatra, con la quale ebbe una relazione amorosa. Dopo alcuni illusori successi iniziali contro i Parti, Antonio dovette ritirarsi senza gloria. Tentò poi una seconda spedizione nel 34 a.C., anche questa con risultati molto limitati.
Nel frattempo Antonio aveva ripudiato Ottavia, sorella di Ottaviano, e aveva riallacciato la sua relazione con Cleopatra. Nel 34 a.C., ad Alessandria d'Egitto, Antonio proclamò pubblicamente che Cesarione (il figlio che Cleopatra aveva avuto da Cesare) era il legittimo erede di Cesare e gli diede il titolo di "re dei re" (Cleopatra "regina dei re"). Madre e figlio poterono esercitare il potere su Egitto e Cipro, mentre i tre figli che Antonio aveva avuto da Cleopatra avrebbero regnato su diverse zone dell'Oriente. Tutto ciò scatenò l'indignazione generale dei romani. Cavalcando questa situazione, Ottaviano riuscì a screditare definitivamente Antonio, ottenendo il consolato per l'anno 31 a.C. e la dichiarazione di guerra contro Cleopatra, che intanto si era spostata in Grecia con il suo esercito e con Antonio. Contro quest'ultimo Roma non prese provvedimenti in maniera esplicita, ma ormai era considerato un mercenario al soldo della regina straniera. Lo scontro finale avvenne il 2 settembre del 31 a.C. nella baia di Azio, dove Antonio era riuscito a raccogliere cinquecento navi e Ottaviano 400. La battaglia che ne seguì decretò la definitiva sconfitta e fuga di Cleopatra e Antonio in Egitto, dove Ottaviano li raggiunse nel 30 a.C., deciso a chiudere la partita. Sia Antonio sia Cleopatra si suicidarono. Ottaviano divenne così il signore indiscusso di Roma. Tre anni dopo, con l'assunzione del titolo di princeps, Ottaviano avrebbe posto definitivamente fine al regime repubblicano, dando così inizio all'età imperiale, che in questa prima fase è conosciuta con il nome di "principato". Da qui la sua riforma militare di esercito e flotta.

### Età alto Imperiale

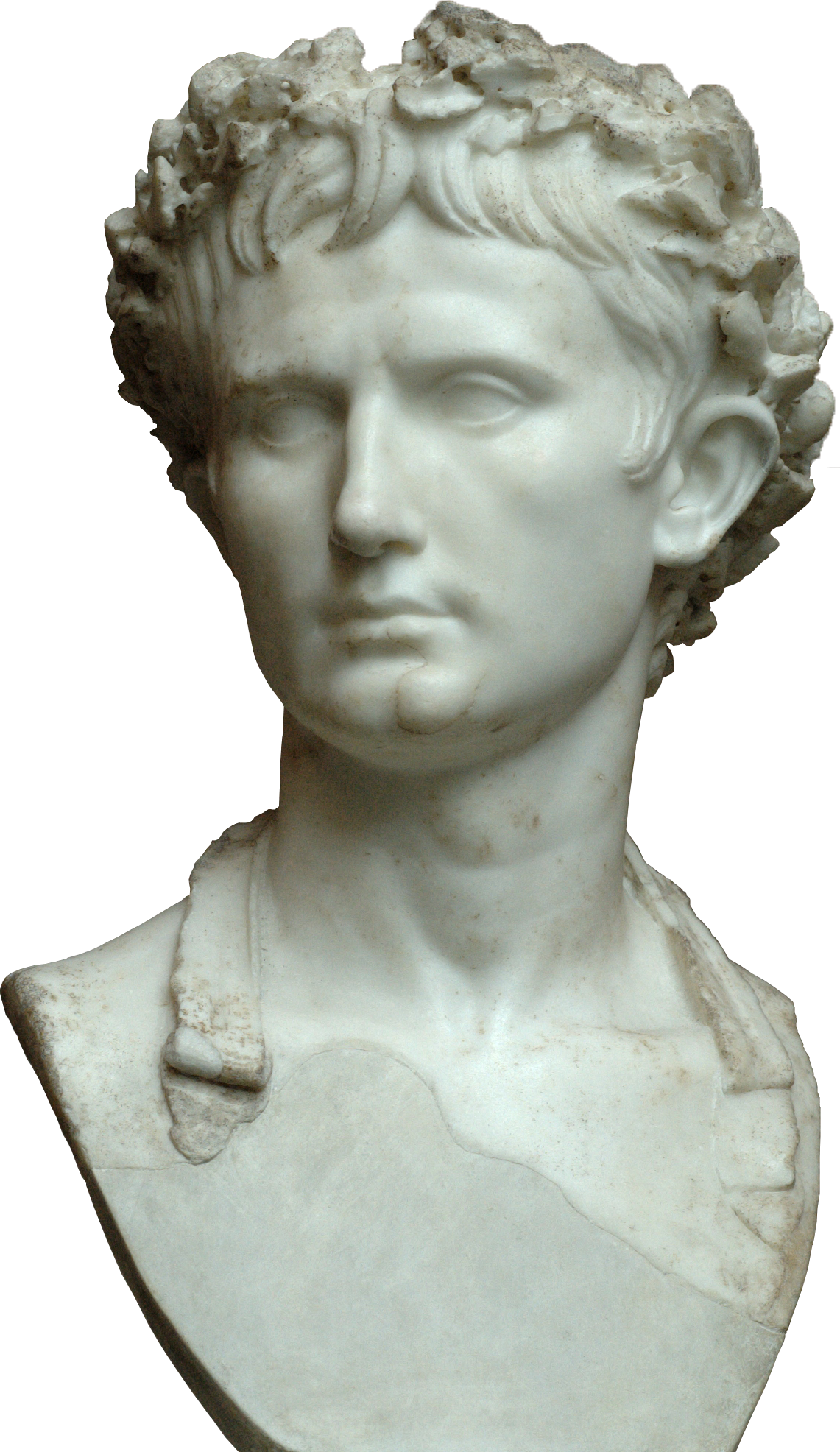
Busto dell'imperatore romano Augusto, grande innovatore delle forze armate romane

#### Riforma augustea dell'esercito, marina compresa
Dopo Azio Augusto, ritenendo ormai superato il sistema di Caio Mario, decise di compiere una radicale riforma militare, grazie anche alle indicazioni che Gaio Giulio Cesare era riuscito a dare prima di morire nel 44 a.C., introducendo uno spirito altamente professionale in un esercito composto ora da volontari professionisti, disposti a servire in modo permanente prima per sedici e poi per vent'anni, dipendenti dal loro Imperatore. Inoltre, era necessario trovare quelle risorse finanziarie che ne permettessero l'auto-finanziamento. Per questi motivi, nel 6, fu creato un tesoro particolare: l'aerarium militare.
Anche la flotta fu riorganizzata (tra il 27 e il 23 a.C.) con marinai che rimanessero in servizio in modo permanente per almeno 26 anni, grazie al valido collaboratore di Augusto, Marco Vipsanio Agrippa. Inizialmente fu dislocata in Gallia Narbonense a Forum Iulii, in seguito fu sciolta (durante la dinastia giulio-claudia, lasciando così solo due flotte Praetoriae: le due basi principali e permanenti erano a Miseno (Classis Misenensis con cinquanta navi e diecimila marinai classiarii, che Vegezio ipotizza pari a una legione), per la difesa del Mediterraneo occidentale, e Ravenna (Classis Ravennatis) per la difesa di quello orientale; ognuna delle due "squadre navali" era poi sottoposta a un prefetto, dove il praefectus classis Misenis risultava più alto in grado del praefectus classis Ravennatis.
A queste si affiancavano tutta una serie di flotte provinciali a supporto delle armate di terra, sia di mare, come in Egitto (Classis Alexandrina), sia lungo i maggiori fiumi come il Reno (Classis Germanica) e il Danubio-Sava-Drava (Classis Pannonica).
La flotta veniva così utilizzata per proteggere i mari dagli attacchi dei pirati, mentre truppe e salmerie potevano essere trasportate rapidamente senza pericolo. Mentre, durante la guerra civile, sia Sesto Pompeo, sia Ottaviano avevano reclutato tra gli equipaggi soprattutto schiavi, con la nuova riorganizzazione gli equipaggi furono composti per lo più da provinciali di nascita libera, nonostante inizialmente fossero ammessi anche liberti e ancora schiavi.

#### Una flotta romana inArabia Felix: sul mar Rosso

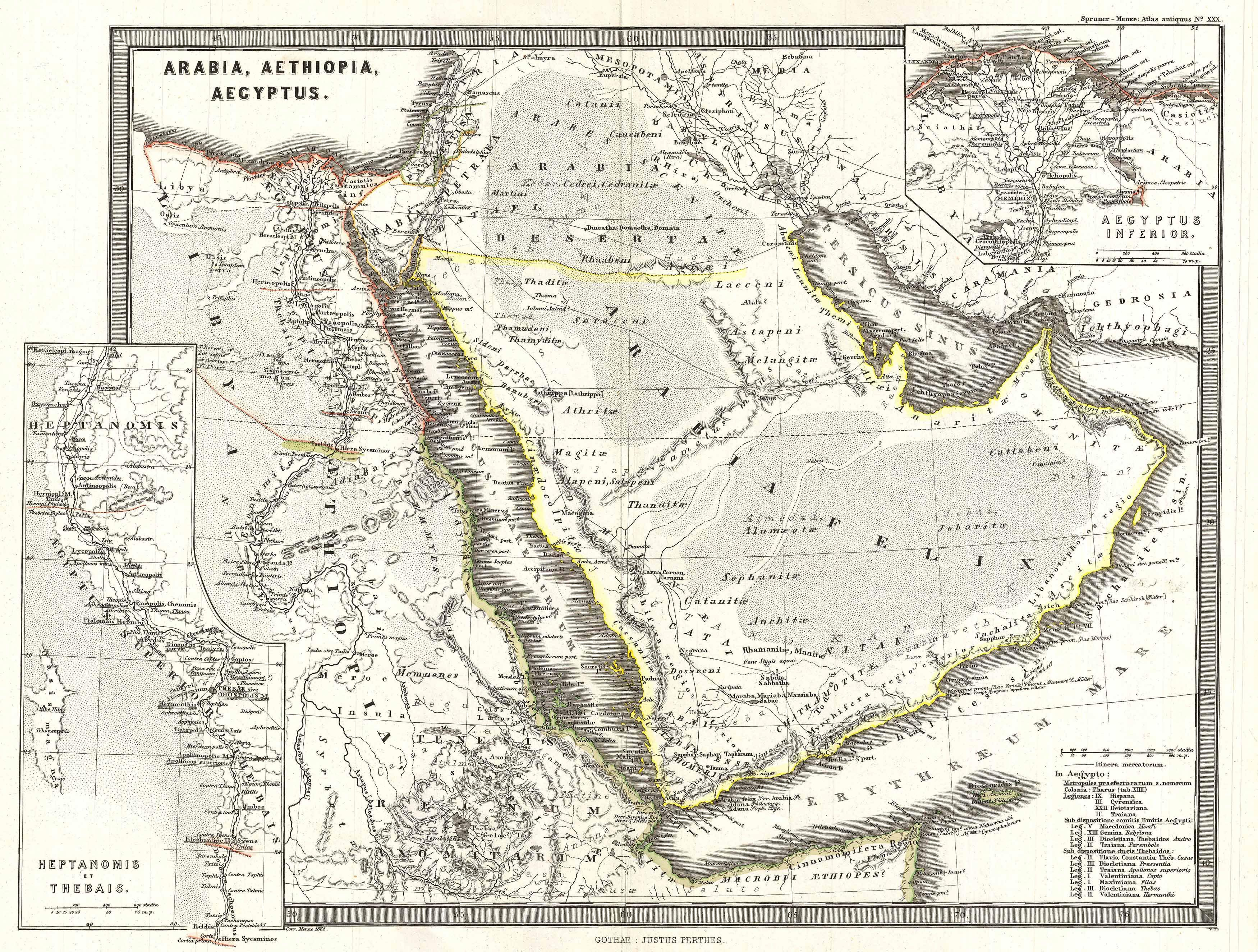
La spedizione di Elio Gallo in Arabia Felix, seguendo le vie commerciali verso l'India

Negli anni 25-24 a.C. il nuovo prefetto d'Egitto, Elio Gallo esplorò l'Arabia Felix fino alla città di Mariaba (l'attuale Ma'rib nello Yemen). Il viaggio si rivelò però pieno di insidie per il mancato aiuto di Silleo, posto a capo degli alleati Nabatei, alleati dei Romani. Si racconta che quest'ultimo, non fornendo adeguate informazioni sui territori esplorati e sulle strade da percorrere, costrinse i Romani a soffrire oltremodo fame, sete, stanchezza e numerose malattie. Gallo commise, inoltre, un primo errore, preferendo costruire grandi navi da guerra (navis longae) sebbene non fosse in corso alcuna guerra navale, tanto più che gli Arabi risultavano per nulla predisposti sia agli scontri terrestri sia a quelli marittimi. Erano piuttosto degli abili commercianti. Gallo non se ne curò e fece costruire inutilmente ai suoi uomini ben ottanta imbarcazioni, tra biremi e triremi, oltre ad alcune navi più leggere, nei pressi di Cleopatris, località situata vicino al vecchio canale che collega il mar Rosso al Nilo. Quando si rese conto dell'errore, ordinò la costruzione di altre centotrenta navi da carico, con le quali salpò accompagnato da circa diecimila fanti della guarnigione romana d'Egitto, oltre a truppe alleate, tra cui 500 ebrei (inviati dal re Erode) e mille Nabatei (inviati dal re Obodas II). Dopo una navigazione durata quattordici giorni giunse sulle coste arabe, nel porto commerciale di Leukè Kome (Haura) nella terra dei Nabatei, avendo perduto molte delle sue imbarcazioni insieme al loro equipaggio, non tanto per colpa di una flotta nemica incontrata lungo il tragitto quanto a causa della navigazione difficile. La cattiva traversata fu dovuta principalmente ai pessimi consigli di Silleo, il quale aveva ingannato Gallo, sostenendo non vi fosse altro modo per un esercito di raggiungere l'Arabia, se non per via marittima, nascondendo di fatto le vie carovaniere che conducevano dall'Egitto a Petra in tutta sicurezza e facilità. Silleo, infatti, aveva deciso di esplorare il paese insieme ai Romani, lasciando che fossero questi ultimi a distruggere per lui città e popolazioni nemiche, per poi affermarsi come unico dominatore sulle nuove genti, togliendo di mezzo i Romani stessi, ormai provati da fame, fatica e malattie per il lungo viaggio. Gallo, in seguito ai primi disagi della traversata, fu costretto a rimanere per diversi mesi a Leukè Kome, con l'esercito debilitato dallo scorbuto e da una forma di malattia che provocava la paralisi di bocca e gambe, disturbi tipici di questa regione, dovuti alle caratteristiche delle sue acque malsane ed erbe. Strabone racconta che il governatore romano rimase per l'intera estate e inverno del 25 a.C. in questa località, in attesa di recuperare i malati. La successiva marcia durò sei mesi, portando le truppe romane fino a Mariaba (Ma'rib), ormai completamente stremate. L'assedio che ne seguì durò però solo sei giorni, poiché Gallo, per mancanza d'acqua, fu costretto a fermarsi a soli due giorni di marcia dal paese che produceva spezie, deciso a riportare la sua armata, ampiamente decimata, in Egitto. Raggiunse in soli sessanta giorni il villaggio di Egra (o Egracômé) sulla costa, contro i sei mesi dell'andata. Là predispose una nuova flotta e attraversò il Mar Rosso, portandosi prima a Myoshormos dopo undici giorni di navigazione e poi a Copto (attuale Qift), fino a raggiungere Alessandria d'Egitto. Il complotto di Silleo apparve allora evidente, tanto che quest'ultimo fu processato e decapitato. Terminava così l'avventura romana nella penisola arabica, dopo avere raggiunto lo Yemen. Di questa campagna militare ne parlò lo stesso Augusto nelle sue Res Gestae, omettendo però l'esito finale disastroso della spedizione:

#### Occupazione di Rezia e Germania: flotte sul lago di Costanza e il mare del Nord

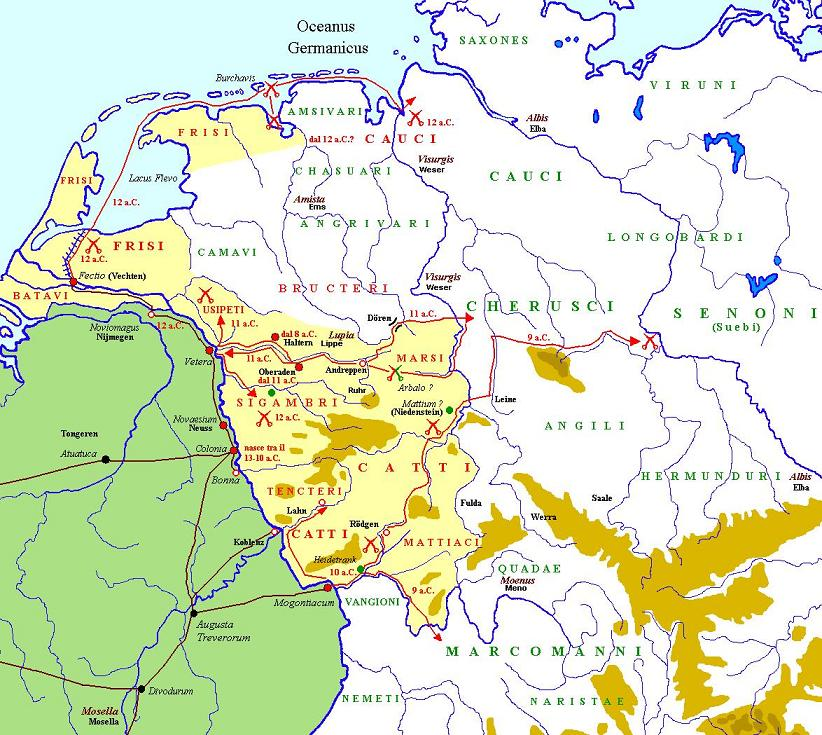
Le campagne di Druso maggiore in Germania dal 12 al 9 a.C.

Nel 15 a.C. il futuro imperatore Tiberio, insieme al fratello Druso, condusse una campagna contro le popolazioni di Reti, stanziate tra il Norico e la Gallia, e di Vindelici. Druso aveva già in precedenza cacciato dal territorio italico i Reti, resisi colpevoli di numerose scorrerie, ma Augusto decise di inviare anche Tiberio affinché la situazione potesse essere risolta definitivamente. I due, nel tentativo di accerchiare il nemico attaccandolo su due fronti senza lasciargli vie di fuga, progettarono una grande operazione "a tenaglia" che misero in pratica anche grazie all'aiuto dei loro luogotenenti: Tiberio mosse dall'Elvezia, mentre il fratello minore da Aquileia e, raggiunta Tridentum, divise l'esercito in due colonne. Una prima colonna percorse la valle dell'Adige e dell'Isarco (alla cui confluenza costruì il Pons Drusi, presso l'attuale Bolzano), risalendo fino all'Inn; la seconda percorse quella che sarebbe diventata, sotto l'imperatore Claudio, la via Claudia Augusta (tracciata pertanto dal padre Druso) e che, attraverso la val Venosta e il passo di Resia, raggiungeva anch'essa il fiume Inn. Tiberio, che avanzava da ovest, sconfisse i Vindelici nei pressi di Basilea e del lago di Costanza in una battaglia navale; in quel luogo i due eserciti poterono riunirsi e prepararsi a invadere la Vindelicia. Druso, nel frattempo, aveva sconfitto e sottomesso i popoli dei Breuni e dei Genauni. L'azione congiunta permise ai due fratelli di avanzare fino alle sorgenti del Danubio, dove ottennero l'ultima e definitiva vittoria sui Vindelici. Questi successi permisero ad Augusto di sottomettere le popolazioni dell'arco alpino fino al Danubio, e gli valsero una nuova acclamazione imperatoria, mentre Druso, figliastro prediletto di Augusto, per questa e altre vittorie poté più tardi ottenere il trionfo. Su una montagna vicino a Monaco, presso l'attuale La Turbie, venne eretto un trofeo delle Alpi.
Nel corso della prima campagna in Germania del 12 a.C. Druso per prima cosa respinse un'invasione dei Sigambri e dei loro alleati Tencteri e Usipeti. Penetrò all'interno del territorio germano, passando per l'isola dei Batavi (probabili alleati di Roma) e devastò le terre di Usipeti e Sigambri. Dopo avere disceso con una flotta il Reno in direzione del Mare del Nord (grazie anche alla costruzione di un canale artificiale, la fossa Drusi), rese alleati i Frisi e penetrò nel territorio dei Cauci fin oltre l'Amisia (l'attuale Ems, dove potrebbe avere costituito un punto di attracco):
(Cassio Dione Cocceiano, LIV, 32.)
Sappiamo che negli anni 10 e 9 a.C. Druso maggiore, operando dalla fortezza legionaria Mogontiacum, sconfisse prima i Mattiaci, poi i Catti e i Marcomanni, devastando le loro terre, costruendovi alcune fortezze, tra cui quella di Rödgen, e ponendo anche una flotta a difesa di quel tratto di fiume Reno (Classis Germanica).
Quindici anni più tardi, il fratello Tiberio invase nuovamente la Germania (nel 4 e 5), operando al di là del fiume Weser, in un'azione congiunta tra l'esercito terrestre e la flotta. Questa riuscì a risalire l'Elba, sottomettendo tutte le popolazioni a occidente di esso (dai Cauci, ai feroci Longobardi, fino agli Ermunduri), e costringendo quelle a oriente a diventarne clienti (Semnoni, Cimbri e Charidi). Ecco come lo racconta Velleio Patercolo e le stesse Res Gestae Divi Augusti:
(Velleio Patercolo, II, 106.2.)
Occupata l'intera Germania settentrionale e centrale fino all'Elba mancava soltanto la parte meridionale, ovvero la Boemia, per completare l'opera di conquista dell'intera area germanica. Era necessario, pertanto, annettere anche il potente regno dei Marcomanni di Maroboduo. Tiberio aveva progettato tutto e nel 6 cominciò quella campagna, che si riteneva sarebbe stata l'ultima. Procedette, così, con 4-5 legioni dal fronte sud-orientale (da Carnuntum sul Danubio), dovendo attraversare la Moravia, "accompagnato" dalla flotta (come risulterebbe da alcuni reperti rinvenuti presso l'accampamento legionario a Mušov, che si trovava sul fiume della Slovacchia, il Morava), e poi nel cuore della Boemia, il centro del potere di Maroboduo. Cinque giorni prima di riunirsi, gli eserciti furono fermati dallo scoppio della rivolta in Pannonia e Dalmazia.
Dopo la disfatta di Teutoburgo (del 9 d.C.), che aveva provocato grande angoscia in Roma e in cui tre delle migliori legioni latine erano state completamente distrutte, si rendeva necessaria una reazione militare immediata e decisa da parte dell'impero romano. Non si doveva permettere al nemico germanico di prendere coraggio e di invadere i territori della Gallia e forse dell'Italia stessa, mettendo a rischio non solo una provincia ma la stessa salvezza di Roma. Augusto inviò subito Tiberio lungo il fronte renano. Egli, passato il Reno (probabilmente solo fino al fiume Weser), condusse tre lunghe campagne in territorio germanico (dal 10 al 12) anche via mare (i Frisi rimasero infatti fedeli ai Romani fino al 28), accompagnato dal figlio adottivo Germanico.

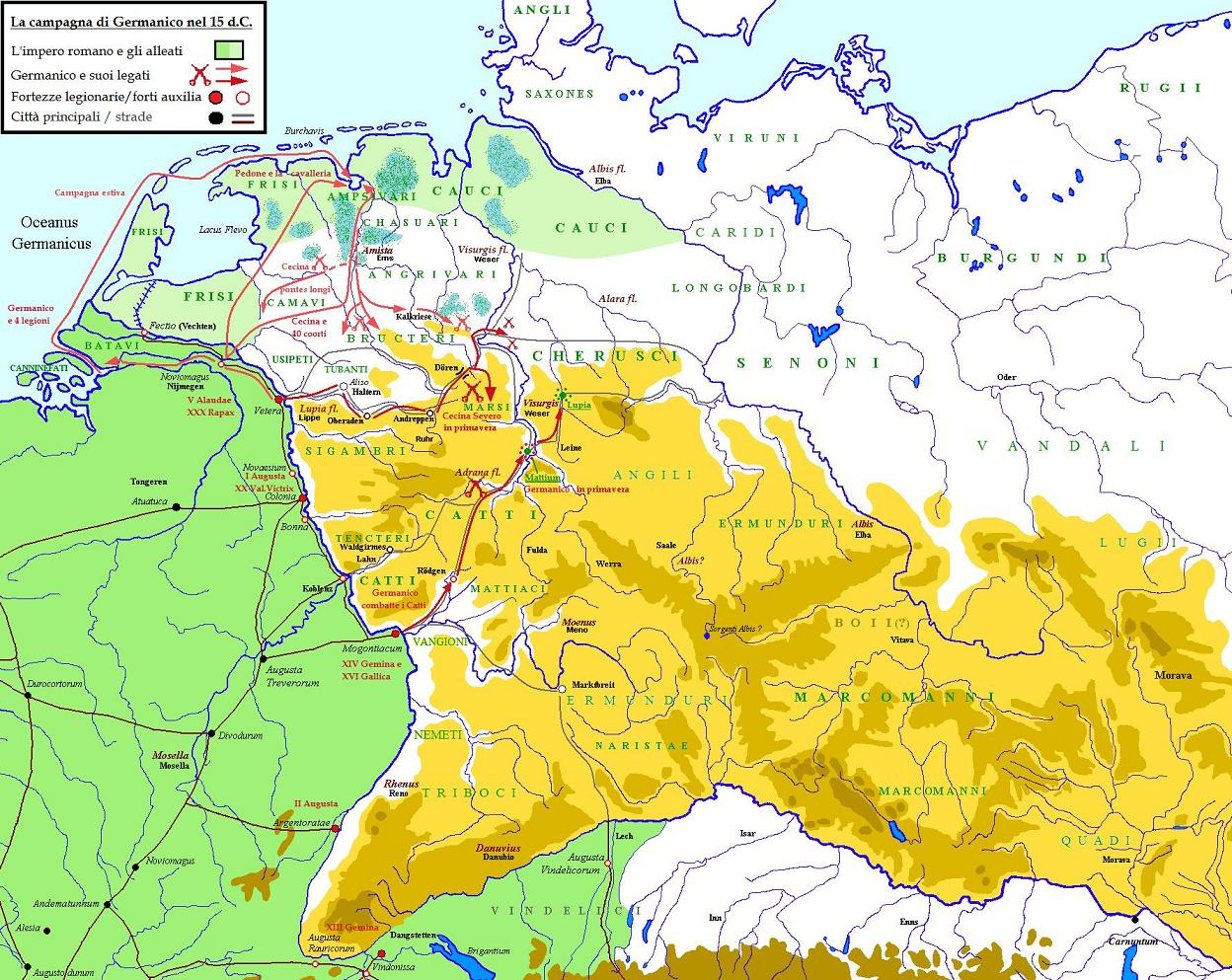
La campagna militare di Germanico del 15 d.C.

Vi fu un ultimo tentativo pochi anni più tardi da parte del figlio di Druso, Germanico appunto, per vendicare l'onore di Roma. In esso ancora una volta la flotta giocò un importante ruolo di appoggio alle legioni (negli anni 14-16). Nel 15 Germanico affidò a Publio Vitellio le legioni II Augusta e XIV Gemina con l'incarico di riportarle nei quartieri invernali via terra, per alleggerire la flotta e permetterle di navigare lungo le coste poco profonde del Mare del Nord, evitando così di arenarsi a causa del riflusso della marea. Vitellio non ebbe difficoltà nel primo tratto, su terreno asciutto o appena toccato dalla marea ma più avanti, sotto le raffiche del vento e delle maree dell'equinozio, per le quali l'Oceano s'ingrossa con grande rapidità, la colonna venne travolta. Le onde provocarono un grande disastro, trascinando tra i flutti animali, salmerie e uomini. Alla fine Vitellio riuscì a portare la colonna di soldati, ormai allo sbando, su una leggera altura salvandone molti. La mattina del giorno seguente la marea si era ritirata, e i superstiti poterono ricongiungersi a Germanico e alla sua flotta, imbarcandosi anch'essi e facendo ritorno ai quartieri d'inverno. L'anno successivo (16), Germanico delegò i suoi legati, Silio, Anteio e Cecina di occuparsi della costruzione di una flotta composta da circa mille navi, subito messe in cantiere. Ne furono costruite alcune strette a poppa e a prua ma larghe ai fianchi, per reggere meglio le onde dell'Oceano; altre con la chiglia piatta, per fare in modo che l'arenarsi non procurasse danni. La maggior parte delle navi aveva timoni alle due estremità, in modo che potessero approdare da prua o da poppa indifferentemente; molte erano fornite di ponte per potere trasportare macchine da guerra, cavalli e carriaggi; e tutte predisposte all'uso della vela e dei remi. Il luogo in cui fu deciso di concentrarle fu l'isola dei Batavi, per i facili approdi e per il fatto che era adatta all'imbarco delle truppe e alla destinazione finale. La Classis Germanica era ormai pronta e Germanico, una volta distribuiti i viveri, le legioni e gli ausiliari sulle navi, entrò nel canale scavato dal padre, percorse i laghi e un tratto del Mare del Nord, raggiungendo senza intoppi la foce del fiume Amisia (probabilmente in località Bentumersiel). Lasciando la flotta sulla riva sinistra dell'Amisia commise un primo errore, poiché se avesse marciato sulla riva opposta avrebbe evitato di dovere costruire un ponte più oltre per fare passare le truppe, opera che richiese alcuni giorni di lavoro.

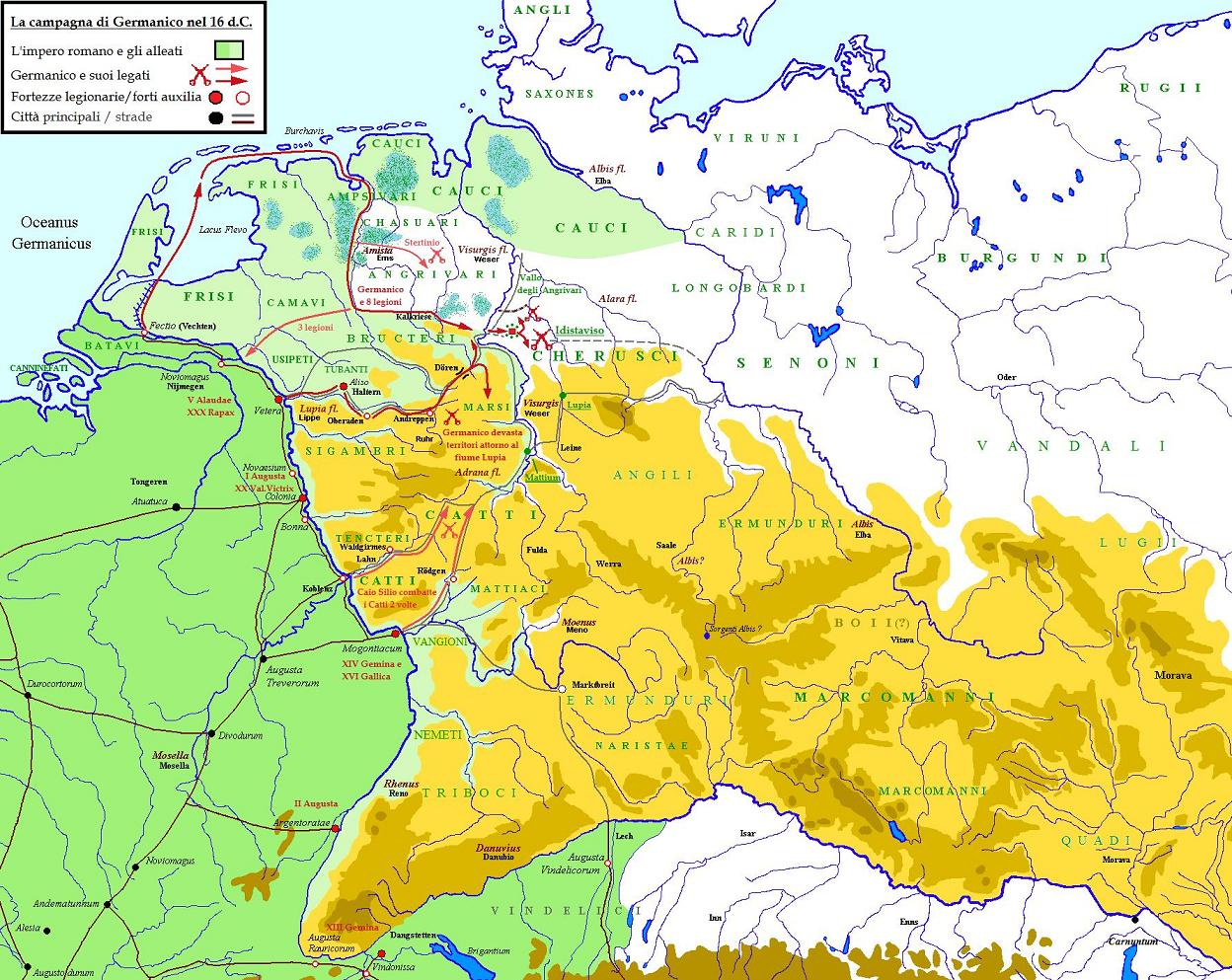
La campagna militare di Germanico del 16 d.C.

Alla fine della campagna del 16, quando l'estate stava ormai volgendo al termine, Germanico decise di rimandare alcune legioni nei loro alloggiamenti invernali via terra, mentre la maggior parte fu condotta al fiume Amisia presso le navi ivi attraccate, per intraprendere il viaggio di ritorno. La sfortuna volle che una terribile tempesta si abbattesse sulla flotta romana, disperdendo alcune sue unità fino alle vicine isole di fronte alla costa. Molte navi, per evitare di arenarsi o di affondare, furono costrette a buttare a mare cavalli, muli, salmerie, perfino armi, per alleggerire le carene che imbarcavano acqua dai fianchi, mentre onde enormi si riversavano loro addosso dall'alto. La stessa trireme di Germanico, colto da sconforto, approdò nella terra dei Cauci:
(Tacito, Annales, II, 24.)
Una volta terminata la tempesta, nonostante alcune fossero andate a picco, la maggior parte delle navi tornò, pur se semidistrutta, con pochi remi e con brandelli al posto delle vele, mentre altre dovettero essere trainate da quelle meno danneggiate. Alcune furono mandate in perlustrazione sulle isole, dove recuperarono numerosi dispersi. Altri, riscattati dalle popolazioni dell'interno, furono restituiti dagli Angrivari (passati da poco dalla parte dei Romani). Altri ancora si videro trascinati fino in Britannia, ma restituiti dai capi locali.
Tiberio, visto anche quanto era capitato alla flotta, preferì rinunciare a nuovi piani di occupazione territoriale. Del resto il nipote, Germanico, non aveva raggiunto gli obiettivi militari auspicati, non essendo riuscito a battere in maniera risolutiva Arminio e la coalizione germanica da lui guidata. Ma soprattutto la Germania, terra selvaggia e primitiva, era un territorio inospitale, ricoperto da paludi e foreste, con limitate risorse naturali allora note e, quindi, non particolarmente appetibile da un punto di vista economico. Tiberio preferì, pertanto, abbandonare i territori della Germania, lasciando che fossero le sue stesse popolazioni a combattere l'una contro l'altra. Era deciso a evitare nuovi disastri militari da parte dei suoi generali, come in precedenza era accaduto a Varo, oltre a dovere impiegare ingenti e inutili risorse militari ed economiche, per l'occupazione di territori tanto vasti e inospitali.
Nell'anno 28 è segnalata una rivolta tra i Frisi (tributari dei Romani fin dalla prima campagna del 12 a.C. di Druso), soffocata nel sangue dalle truppe romane accorse dalla vicina provincia della Germania inferiore. Anche in quell'occasione fu coinvolta la flotta. Si racconta che, vent'anni più tardi (nel 47), una rivolta tra la popolazione germanica dei Cauci, che aveva portato ad attività di pirateria marittima lungo le coste della Gallia settentrionale, diede il via a una rapida campagna militare, da parte di Gneo Domizio Corbulone, il quale sottomise tale popolo grazie anche all'aiuto della flotta.

#### Conquista dell'isola di Britannia

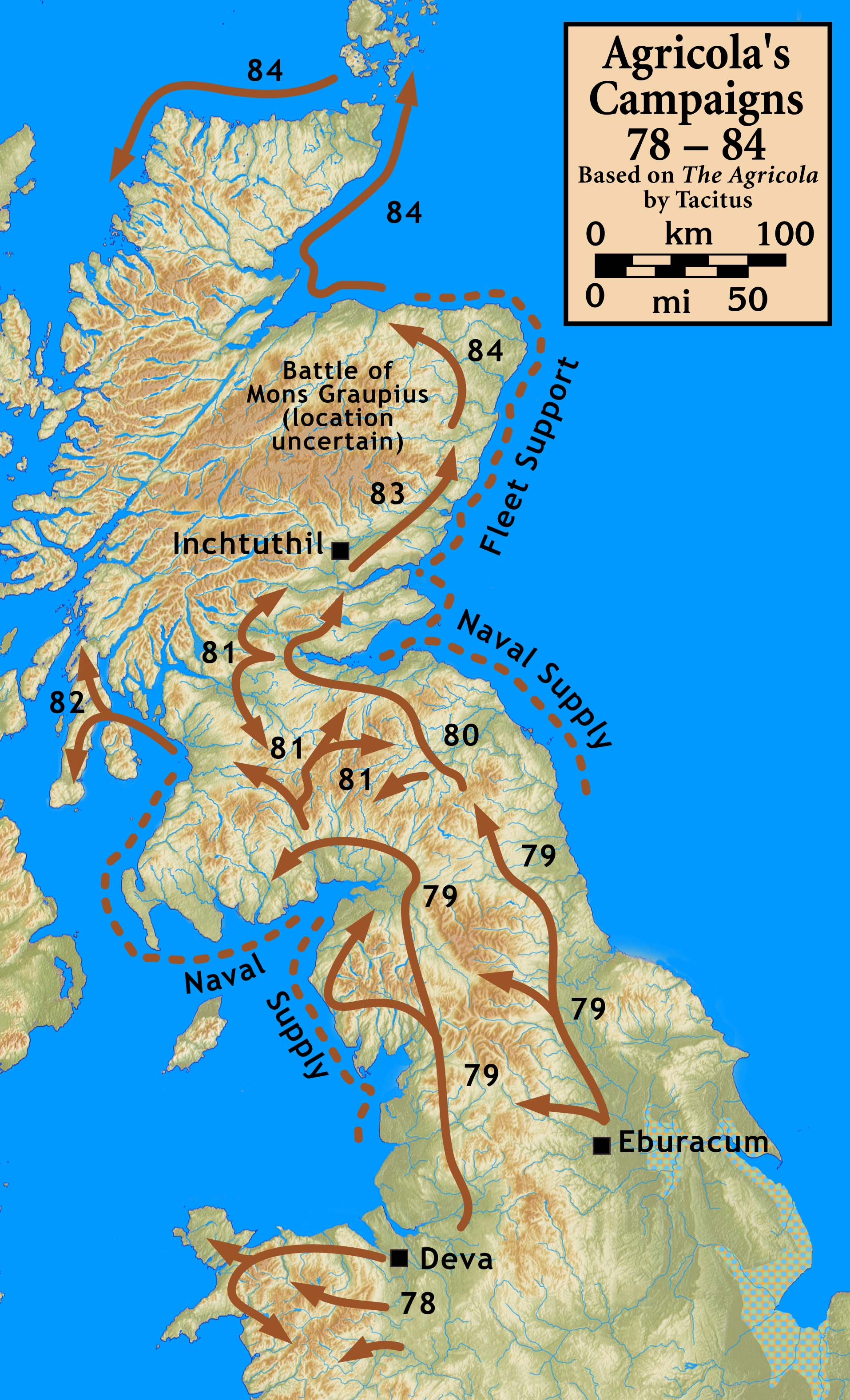
Le campagne in Britannia di Agricola (78-84) coinvolsero oltre alle legioni anche la flotta

La conquista della Britannia (dal 43 all'84) vide l'armata romana salpare da Boulogne e sbarcare a Rutupiae (sulla costa orientale del Kent). Alcuni storici come John Manley pensano che l'esercito romano sia salpato da Boulogne per approdare nei pressi di Noviomago (Chichester) o di Southampton, nell'ex regno di Verica. Per altri, invece, sarebbe salpato dalla foce del Reno e avrebbe navigato fino a Richborough. La resistenza britannica fu guidata da Togodumno e Carataco, figli del re catuvellauno Cunobelino. Un consistente esercito britannico diede battaglia vicino a Rochester, sul fiume Medway. La battaglia infuriò per due giorni e, visto il ruolo decisivo da lui svolto, Osidio Geta fu insignito degli ornamenta triumphalia. I Britanni furono incalzati oltre il Tamigi dai Romani, che inflissero loro gravi perdite. Togodumno morì poco dopo. In breve i Romani dilagarono e conquistarono il sud-est dell'isola, ponendo la capitale a Camulodunum. Claudio tornò a Roma per celebrare la vittoria e ottenere il titolo di Britannicus. In seguito a questi eventi, fu istituita la nuova classis Britannica, migliorando l'organizzazione dell'intera marina militare romana. Aumentò infatti il numero di cittadini liberi e provinciali impiegati fra i marinai, al contrario di quanto fosse accaduto all'epoca di Augusto, dove la maggioranza era costituita da schiavi e/o liberti. La flotta divenne allora parte degli auxilia regolari, in cui i marinai ricevevano la cittadinanza al momento del congedo (honesta missio), dopo ventisei anni di servizio, mentre ai loro figli era consentito di prestare servizio nelle legioni.
La flotta militare fu utilizzata soprattutto per la conquista della Caledonia da parte di Agricola, quando nel 77 egli, appena diventato governatore, mosse guerra verso occidente, sconfiggendo per primo il popolo degli Ordovici (tribù del Galles settentrionale), che poco prima dell'arrivo del generale romano aveva annientato un contingente di cavalleria ausiliaria. Al termine di queste prime operazioni, Agricola decise di allestire una flotta e di sottomettere nuovamente l'isola di Mona (Anglesey), che si trovava poco distante dalle coste appena occupate. La piccola isola, dopo essere stata conquistata da Svetonio Paolino nel 61, era però stata perduta poco tempo più tardi. Ancora, nell'83-84, quando l'esercito romano si scontrò nella battaglia del Monte Graupio contro l'armata dei Caledoni, guidati da un certo Calgaco, dispose che il prefetto navale lo appoggiasse via mare con la flotta lungo la costa settentrionale. Si racconta, infatti, che il prefetto della flotta riuscì a scoprire e sottomettere le popolazioni delle isole Orcadi (Orcadae) e scorgere l'isola di Thyle (che alcuni identificano con le isole Shetland o la stessa Islanda). Ciò confermò per la prima volta che la Britannia era effettivamente un'isola.

#### Giulio-Claudii e Flavii: operazioni navali di appoggio alle forze terrestri

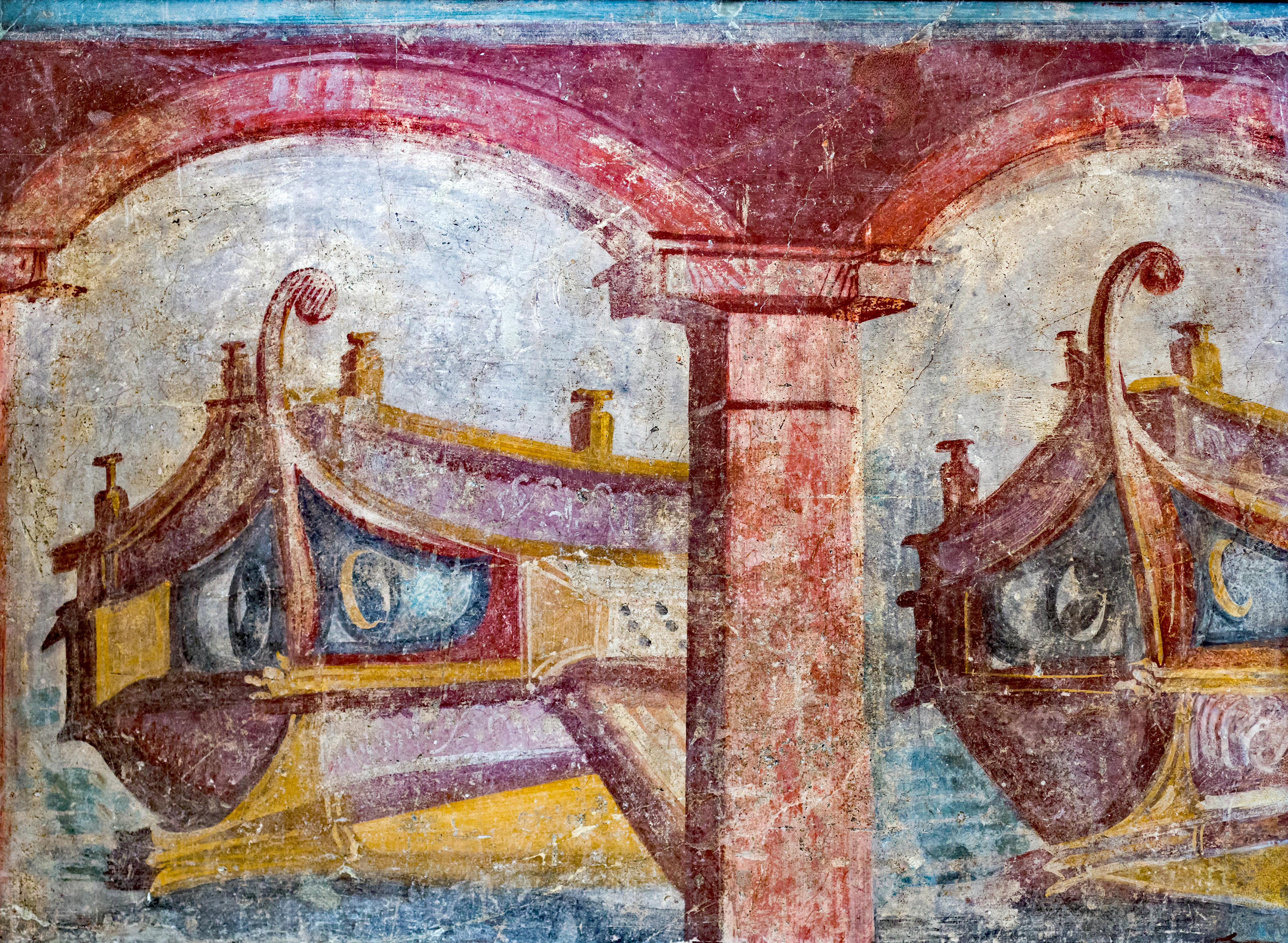
Navi da guerra in un affresco da Pompei (Museo archeologico nazionale di Napoli)

Nel 46 una nuova spedizione navale, questa volta lungo le coste del Ponto Eusino (Mar Nero), condusse le armate romane fino al fiume Tanais (attuale Don). Nel 57 una nuova spedizione nell'area raggiunse il Chersoneso Taurico, ovvero l'attuale penisola di Crimea. In seguito a questi eventi venne creata una nuova flotta permanente a presidio e pattugliamento del Pontus Euxinus: la Classis Pontica, utilizzando anche navi appartenute al precedente regno di Tracia (annesso nel 46 da Claudio). Sembra che, sotto Nerone, la marina militare romana abbia ottenuto importanti risultati in termini strategici nella gestione dei commerci con l'India, sebbene non sia nota una flotta sulle rive del mar Rosso. Forse si trattava di vexillationes della principale flotta della zona: la Classis Alexandrina.
Durante la prima guerra giudaica (dal 66 al 70) le truppe di terra romane furono appoggiate da quelle marittime, che ingaggiarono aspri combattimenti con quelle degli Ebrei, come ci racconta Giuseppe Flavio. Nel giugno del 67, infatti, la V legione andò sul monte Garizim a reprimere una ribellione di Samaritani, mentre il legato di Vespasiano, Marco Ulpio Traiano conquistò Iafa, uccidendo dodicimila difensori. Vespasiano fece svernare le sue legioni a Cesarea e quella di Tito a Scitopoli. Alcuni Giudei si rifugiarono a Ioppe (l'attuale Jaffa), distrutta l'anno prima da Cestio. La città venne ricostruita e divenne la base delle numerose azioni di pirateria che i Giudei compirono nel periodo successivo; i Romani, tuttavia, la conquistarono sfruttando una tempesta che aveva distrutto la flotta pirata.
Nel 68, sempre sotto Nerone, fu arruolata un'intera legione, i cui milites provenivano tutti dalla flotta praetoria di Miseno (la Classis Misenensis). Si trattava di semplici classiarii, ora inquadrati nella legio I Adiutrix, la quale si schierò, durante la guerra civile romana che seguì alla morte di Nerone, dalla parte di Otone, contro l'usurpazione di Vitellio. Solo un certo Aniceto, praefectus Classis della flotta del Bitinia e Ponto (Classis Pontica), supportò inizialmente Vitellio. Si racconta che egli bruciò la flotta e si rifugiò in Iberia caucasica, trasformandosi in un temibile pirata. Una nuova flotta dovette così essere costruita dai Romani, riuscendo infine a soffocare la rivolta.
Terminata la guerra civile, il nuovo imperatore, Vespasiano, formò una nuova legione di classiarii, questa volta dalla flotta praetoria di Ravenna (la Classis Ravennatis), a cui diede il nome di legio II Adiutrix. Durante la rivolta dei Batavi degli anni 69-70, questi riuscirono a impossessarsi di alcune squadriglie della Classis Germanica, ma la parte rimasta in mano romana (in parte ricostruita dal generale Quinto Petilio Ceriale), insieme a quella Britannica (e alla Legio XIV Gemina), intervenne a supporto dell'avanzata delle legioni nella Germania superiore, riuscendo a reprimere la rivolta con successo. Quando poi nell'89 gran parte dell'esercito del Reno si rivoltò contro l'imperatore Domiziano, la Classis Germanica gli rimase fedele, contribuendo a sconfiggere i ribelli, tanto da meritarsi il titolo onorifico di Pia Fidelis Domitiana classis.

#### Dalla conquista della Dacia alle guerre marcomanniche: flotta sul Danubio

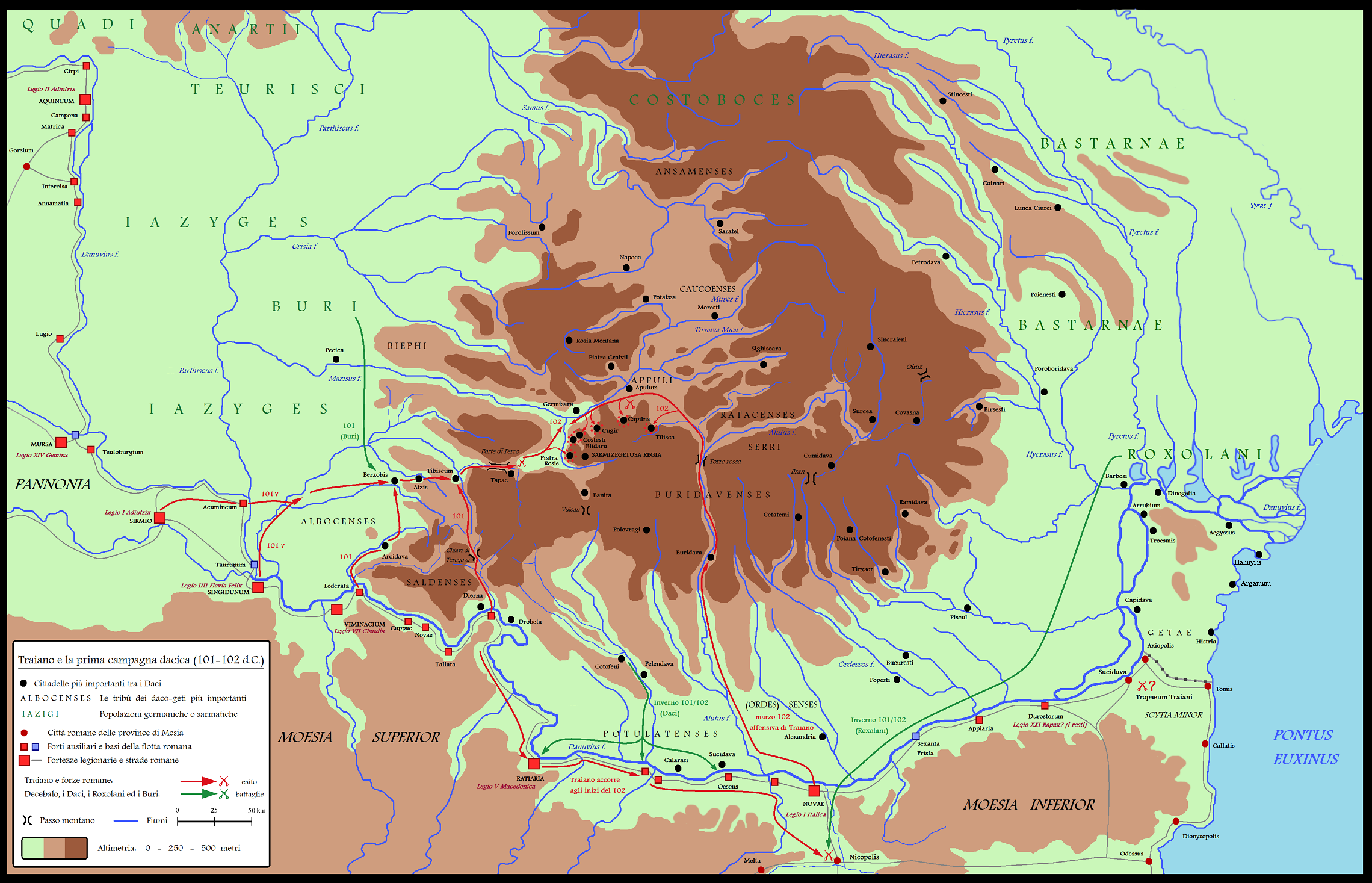
La campagna in Dacia di Traiano del 101 e 102

Si deve a Tiberio la creazione della Classis Moesica, organizzata in un primo momento da Claudio con l'annessione della Tracia (nel 46) e poi da Domiziano, in seguito alle prime campagne militari contro i Daci di Decebalo. Anche nella successiva conquista della Dacia (a nord del limes danubiano), l'imperatore Traiano mise in campo la flotta creata dal suo predecessore. Si racconta infatti che, durante l'inverno del 101-102, Decebalo, ormai bloccato a occidente, decise di passare al contrattacco, mirando soprattutto ad aprire un secondo fronte per dividere così le forze dell'esercito romano. Come era già successo nell'85, il re dace scelse di assalire la Mesia Inferiore, insieme agli alleati sarmati Roxolani (anch'essi rappresentati sulla Colonna), il cui re era un certo Susago. Le due armate passarono il fiume ma, pur riportando qualche successo iniziale, vennero tenute a bada dall'allora governatore e abile generale Manio Laberio Massimo, il quale riuscì anche a catturare la sorella del re dei Daci, come ben illustra la Colonna. Solo con l'arrivo dei rinforzi, capeggiati dallo stesso imperatore Traiano (rappresentato sulla Colonna nell'atto di raggiungere il fronte mesico su imbarcazioni della marina), le forze dei Daci e dei Roxolani furono fermate e anzi subirono una pesante sconfitta, forse separatamente:
- i Daci in una località forse posta in relazione con il grande trofeo, eretto nel 107-108 ad Adamclisi nella Dobrugia;[193]
- i Roxolani presso il luogo dove sarebbe sorta la città di Nicopolis ad Istrum, fondata per celebrare la vittoria,[194][195] forse dopo avere inutilmente assediato la fortezza legionaria di Novae. Traiano, infatti, memore dell'azione analoga avvenuta oltre quindici anni prima durante le campagne daciche di Domiziano, si era ben preparato a una simile mossa strategica da parte dei Daci.[196]

Ancora la flotta Pannonica fu coinvolta nel corso della crisi sarmatica degli anni 117-119, quando il nuovo Imperatore Adriano, appena insediatosi sul trono, fu costretto a combattere prima contro i Roxolani della Moldavia e della Valacchia, e poi contro gli Iazigi della valle del fiume Tisza (a cui seguì l'abbandono del Banato occidentale). La successiva guerra contro le popolazioni suebiche di Marcomanni e Quadi fu condotta dall'erede designato Elio Cesare (negli anni 136-137) e poi dal legatus Augusti pro praetore Tito Aterio Nepote (negli anni successivi), grazie anche al contributo della flotta. Il successore di Adriano, Antonino Pio, al termine della guerra poté coniare monete (databili agli anni 140-142) che celebravano la sudditanza del re "cliente" dei Quadi all'Impero romano ("Rex Quadi datus", ovvero "fu imposto [dai Romani] un re ai Quadi"), a dimostrazione che le turbolenze lungo il tratto di limes pannonicus erano, almeno in quel momento, terminate.
Durante le successive guerre in Marcomannia e Sarmatia di Marco Aurelio (170-180), le flotte Moesica e Pannonica furono utilizzate in appoggio all'avanzata delle legioni romane nei territori barbarici. Sappiamo per esempio da un'iscrizione di Marco Valerio Massimiano che lo stesso divenne comandante della flotta sul Danubio e che gli fu affidato il compito di proteggere gli approvvigionamenti degli eserciti di Pannonia. Per questo compito furono aggiunti alcuni distaccamenti delle flotte di Miseno, Ravenna e Britannia. In questa particolare circostanza il comando generale della flotta fu tolto alle province pannoniche, a vantaggio di un diretto collaboratore dell'Imperatore, che poteva agire anche lungo gli affluenti del Danubio, a nord dello stesso, nella nuova provincia di Marcomannia. Per questi motivi la stessa flotta fu rinforzata anche in vista della creazione di nuove basi militari nella provincia appena costituita, lungo i fiumi Morava, Thaya, Dyje, Jihlava, Nitra, Waag (o Váh) e Hron. Stessa sorte accadde per l'area sarmatica, coinvolgendo le flotte Moesicae lungo i fiumi Tisza (Parthiscus) e Mures (Marisus).

#### Campagne contro i Parti: flotte su Eufrate e Tigri

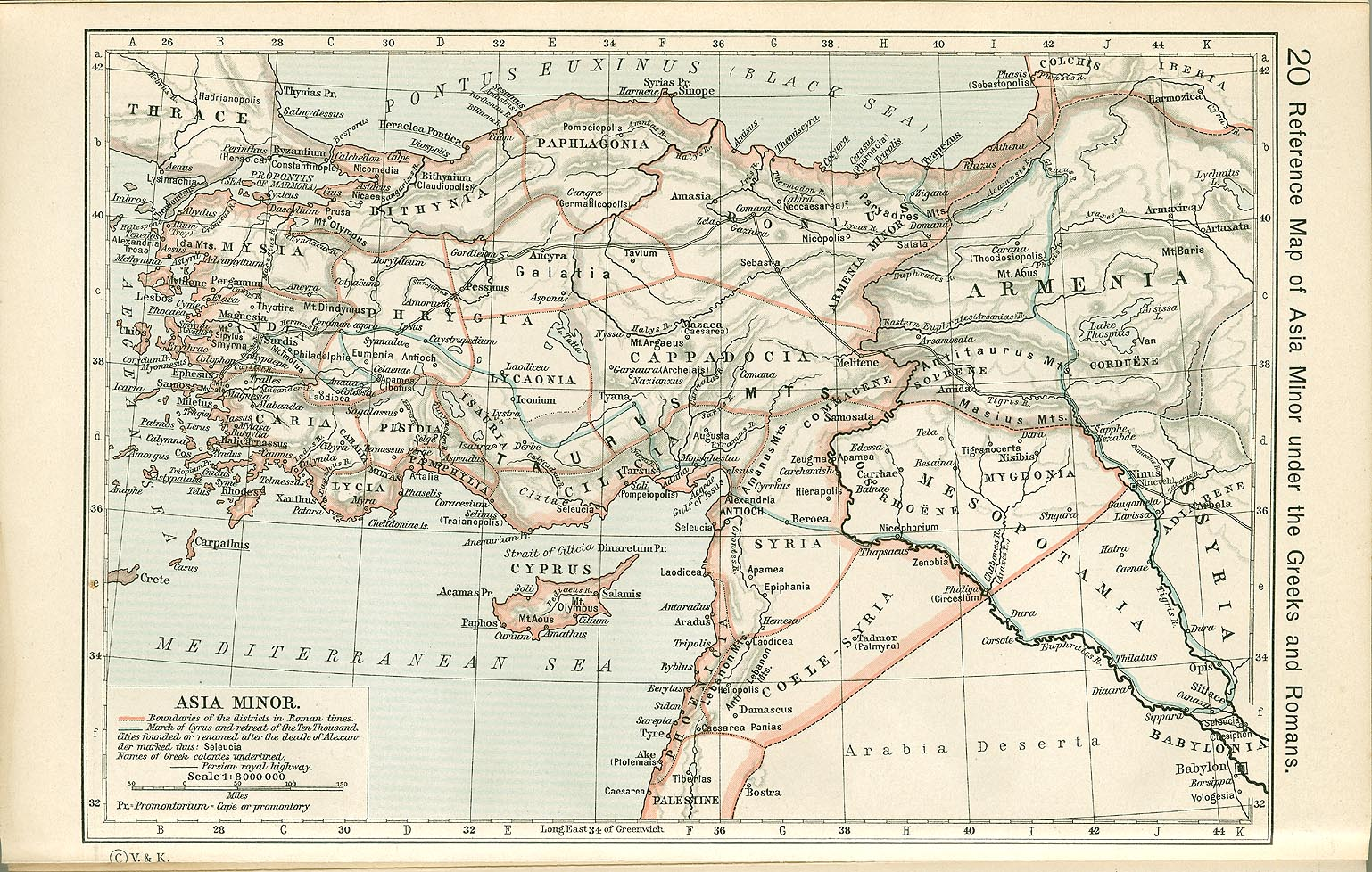
L'oriente romano al tempo di Settimio Severo

Anche durante le numerose guerre romano-partiche, fin dal tempo di Traiano, la flotta romana servì come fonte di approvvigionamento e/o trasporto delle legioni romane, tanto che il successore, Adriano, istituì una flotta permanente lungo il fiume Eufrate. Ricordiamo, infatti, che nel corso delle campagne militari del 115 e 116, le armate romane furono accompagnate fino a Ctesifonte e poi al golfo persico dalla flotta, seguendo i corsi dei fiumi Eufrate e Tigri. Un'identica situazione si ripeté anche durante le campagne partiche di Lucio Vero, quando le armate romane occuparono l'importante roccaforte di Dura Europos sull'Eufrate. Poi, le armate romane vittoriose penetrarono ancor più profondamente lungo i grandi corsi d'acqua della regione, raggiungendo prima Seleucia, che preferì aprire le porte cittadine al nemico, e poi occupando, dopo un lungo assedio, la capitale Ctesifonte, che fu lasciata un cumulo di macerie. Anche Seleucia subì la stessa sorte, malgrado si fosse arresa senza combattere. Trent'anni più tardi, fu la volta di Settimio Severo, il quale, costruita una flotta, percorse l'Eufrate con navi estremamente rapide, raggiungendo prima Dura Europos e proseguendo per Seleucia, che occupò, dopo avere messo in fuga la cavalleria catafratta dei Parti. L'avanzata proseguì con la cattura di Babilonia, che poco prima era stata abbandonata dalle forze nemiche e, verso la fine dell'anno, anche la stessa capitale dei Parti, Ctesifonte, fu posta sotto assedio. La città, ormai circondata, tentò inutilmente di resistere all'impressionante macchina militare che l'imperatore romano era riuscito a mettere insieme (circa centocinquantamila armati). Quando ormai fu prossima alla capitolazione, il re Vologase V abbandonò i suoi e fuggì verso l'interno dei suoi territori. La città fu saccheggiata e molti dei suoi abitanti furono trucidati barbaramente dai soldati romani, come era successo in passato ai tempi di Traiano e Lucio Vero.

#### Crisi del III secolo: invasioni barbariche e sasanidi
La pace, che aveva regnato per oltre due secoli nel Mediterraneo, grazie al fatto che la pirateria era stata debellata totalmente e non si erano verificate altre forme di minacce esterne navali, fu interrotta dal periodo dell'anarchia militare e della crisi del III secolo. Come conseguenza, le tattiche navali e la tecnologia erano state trascurate, tanto che l'intera flotta romana era andata deteriorandosi. A partire dalla fine della dinastia dei Severi (193-235) e per i cinquant'anni successivi, durante il periodo denominato dell'anarchia militare, un costante e crescente assalto dei barbari, proveniente soprattutto dal Ponto Eusino, mise in grave crisi il sistema difensivo romano e la stessa marina militare.
In Occidente, a partire dal regno di Treboniano Gallo, i Pitti e le flotte celtiche provenienti dall'Hibernia (l'antica Irlanda) cominciarono a compiere le loro prime scorrerie lungo le coste della Britannia romana, mentre i Sassoni depredavano quelle del mare del Nord, costringendo i Romani ad abbandonare la Frisia.

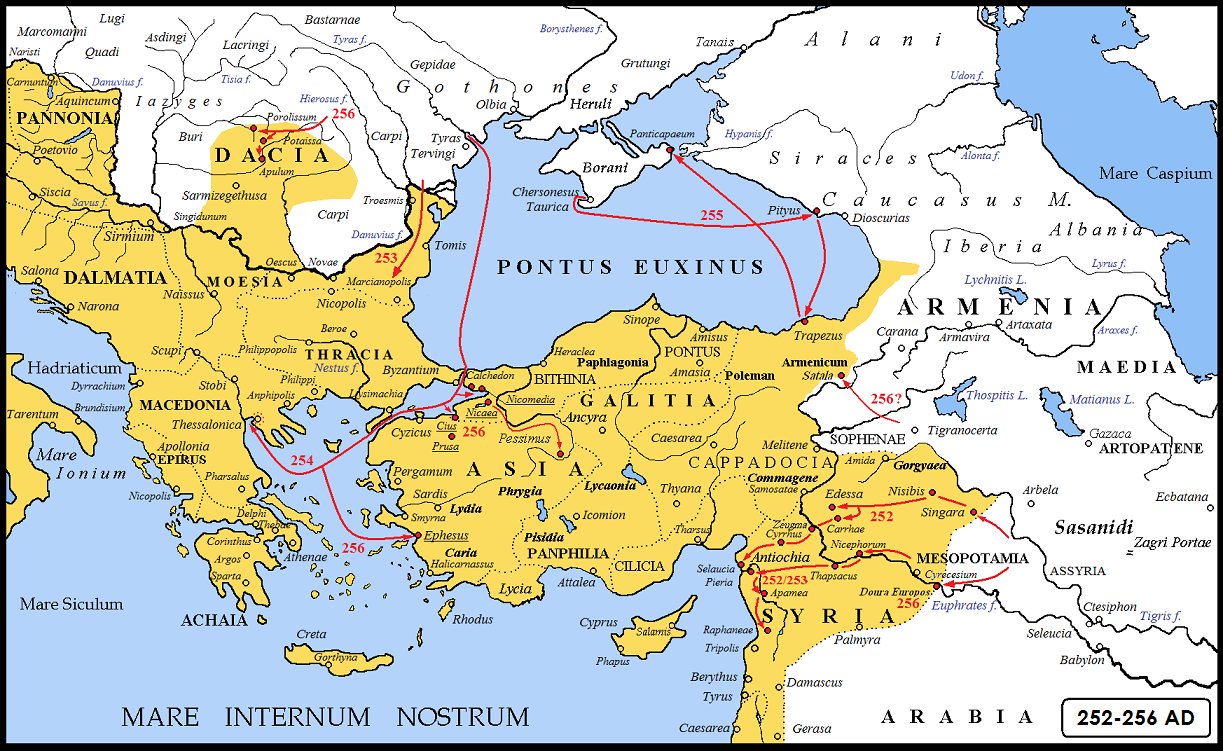
Invasioni barbariche di Goti, Borani e Carpi, contemporanee a quelle dei Sasanidi di Sapore I, degli anni 252-256, durante il regno di Valeriano e Gallieno

Nel 255 i Goti intrapresero un nuovo attacco, questa volta via mare, lungo le coste dell'Asia Minore, dopo avere requisito numerose imbarcazioni al Bosforo Cimmerio, alleato di Roma. I primi a impadronirsi di queste imbarcazioni furono però i Borani che, percorrendo le coste orientali del Mar Nero, si spinsero fino all'estremità dell'Impero romano, presso la città di Pityus, che per sua fortuna era dotata di una cinta di mura molto solida e di un porto ben attrezzato. Qui furono respinti grazie alla vigorosa resistenza da parte della popolazione locale, organizzata per l'occasione dal governatore Successiano.
I Goti, invece, partiti con le loro navi dalla penisola di Crimea, raggiunsero la foce del fiume Fasi (che si trova nella regione di Guria in Georgia, nelle vicinanze dell'attuale città di Sukhumi); avanzarono anch'essi verso Pityus, che in quell'occasione cedette, anche perché Successiano, promosso prefetto del Pretorio, aveva seguito l'imperatore Valeriano ad Antiochia. La grande flotta proseguì quindi fino a Trapezunte, riuscendo a occupare anche questa importante città, protetta da una duplice cinta muraria e da diverse migliaia di armati, come racconta Zosimo:
(Zosimo, I, 33.)
Carichi ormai di un enorme bottino, sulla strada del ritorno saccheggiarono anche la città di Panticapeo, nell'attuale Crimea, interrompendo i rifornimenti di grano necessari ai Romani in quella regione. La situazione era così grave da costringere Gallieno ad accorrere lungo i confini danubiani per riorganizzare le forze dopo questa devastante invasione, come testimonierebbe un'iscrizione proveniente dalla fortezza legionaria di Viminacium.
L'anno successivo (256) una nuova invasione di Goti percorse il Mar Nero, ancora una volta via mare ma verso la costa occidentale, avanzando fino al lago di Fileatina (l'attuale Derkos) a occidente di Bisanzio. Da qui proseguirono fin sotto le mura di Calcedonia. La città fu depredata di tutte le sue grandi ricchezze, benché, come riferisce Zosimo, la guarnigione superasse il numero degli assalitori Goti. Molte altre importanti città della Bitinia, come Prusa, Apamea e Cio furono saccheggiate dalle armate gotiche, mentre Nicomedia e Nicea furono date alle fiamme.
Ancora la flotta venne in soccorso alle armate di terra, quando, dopo la cocente sconfitta di Edessa, che portò alla cattura dello stesso imperatore romano Valeriano (nel 260), la controffensiva romana portò Macriano (procurator arcae et praepositus annonae in expeditione Persica) a radunare a Samosata quello che rimaneva dell'esercito romano in Oriente, mentre il prefetto del pretorio, Ballista, riuscì a sorprendere i Persiani presso Pompeiopolis, catturando l'harem e appropriandosi di molte delle ricchezze di Sapore I. Sulla strada del ritorno la flotta, diretta a Corico in Cilicia e Sebaste, incontrò lungo il percorso tremila Persiani e li mise in fuga.
Dieci anni dopo la prima grande invasione, verso la fine del 267 - inizi del 268, una nuova e immensa invasione da parte dei Goti, unitamente ai Peucini, agli "ultimi arrivati" nella regione dell'attuale mar d'Azov, gli Eruli, e a numerosi altri popoli prese corpo dalla foce del fiume Tyras (presso l'omonima città). Tale invasione sconvolse le coste e l'entroterra delle province romane di Asia Minore, Tracia e Acaia affacciate sul Ponto Eusino e sul mar Egeo.
(Historia Augusta, I due Gallieni, 13.6-7.)
(Historia Augusta, Claudio II il Gotico, 6.2-8.1.)

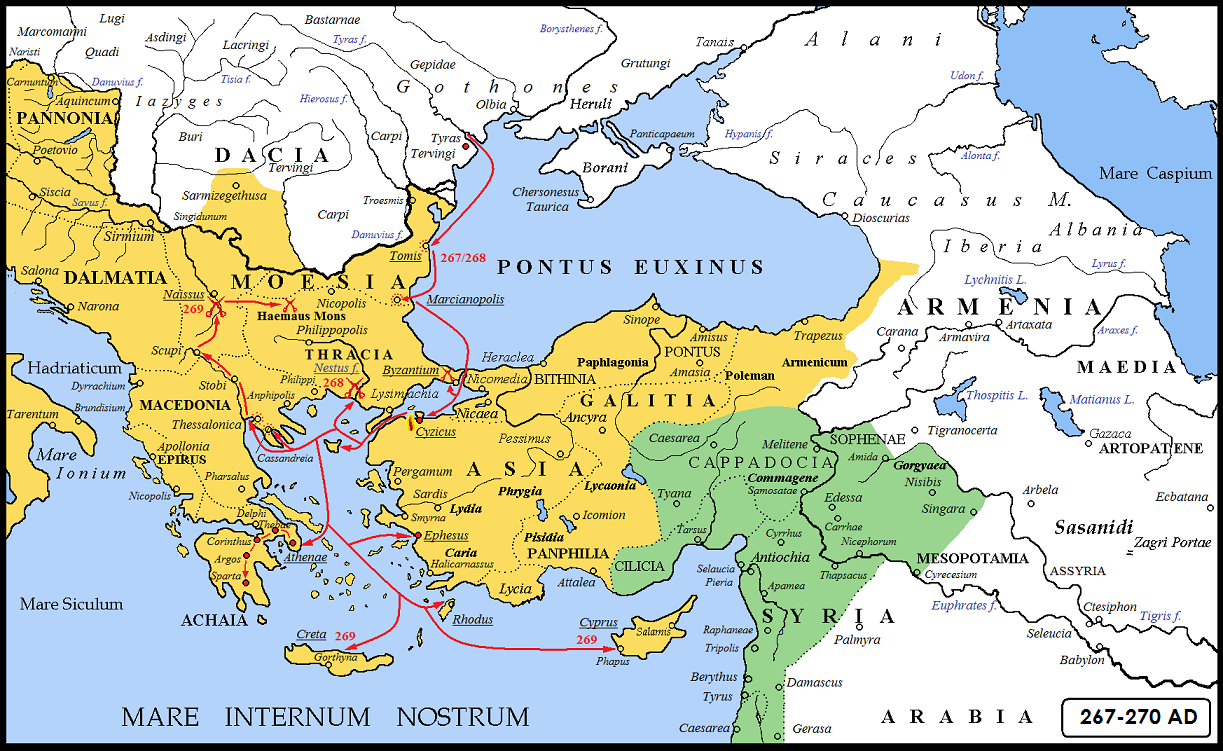
L'invasione delle genti gotiche del 267/268-270 durante i regni di Gallieno e Claudio il Gotico. In colore verde il regno di Palmira della regina Zenobia e Vaballato

Sembra che i barbari diedero per prima cosa l'assalto alla città di Tomi, ma furono respinti. Proseguirono invadendo la Mesia e la Tracia fino a raggiungere Marcianopoli. Dopo avere fallito anche questo secondo obiettivo, continuarono la loro navigazione verso sud ma, arrivati negli stretti della Propontide, subirono numerose perdite a causa di una violenta tempesta che si abbatté su di loro.
Volte le loro vele verso Cizico, che assediarono senza successo, subirono presso Bisanzio un'iniziale sconfitta da parte dell'esercito romano accorsovi. L'incursione dei barbari, tuttavia, continuò fino a costeggiare l'Ellesponto e a giungere a Monte Athos. Ricostruite alcune navi, si divisero in almeno tre colonne:
1. una prima si diresse verso ovest, assediando senza successo prima Cizico, poi saccheggiando le isole di Imbro e Lemno,[237] occupando la futura città di Crisopoli (di fronte a Bisanzio), proseguendo fin sotto le mura di Cassandreia e poi di Tessalonica,[238][239] e portando devastazione anche nell'entroterra della provincia di Macedonia.[240][241]
2. una seconda armata, giunta in prossimità della foce del fiume Nestus o Nessos, tentò di risalirlo verso nord, ma fu intercettata dalle armate romane e subì una sconfitta a opera dello stesso Gallieno, accorso per l'occasione. Si racconta, infatti, che Gallieno riuscì a battere le orde dei barbari, tra cui certamente i Goti, uccidendone un gran numero (primavera del 268).[242][243][244]
3. una terza si diresse verso sud lungo le coste dell'Asia minore, della Tessaglia e dell'Acaia, dove i barbari riuscirono a saccheggiare Sparta, Argo, Corinto e Tebe. Lo storico Dessippo racconta, nella sua Cronaca, di essere riuscito egli stesso nell'impresa di respingere un primo attacco alle mura della città di Atene.[228][245][246]

(Historia Augusta, I due Gallieni, 6.1-2.)

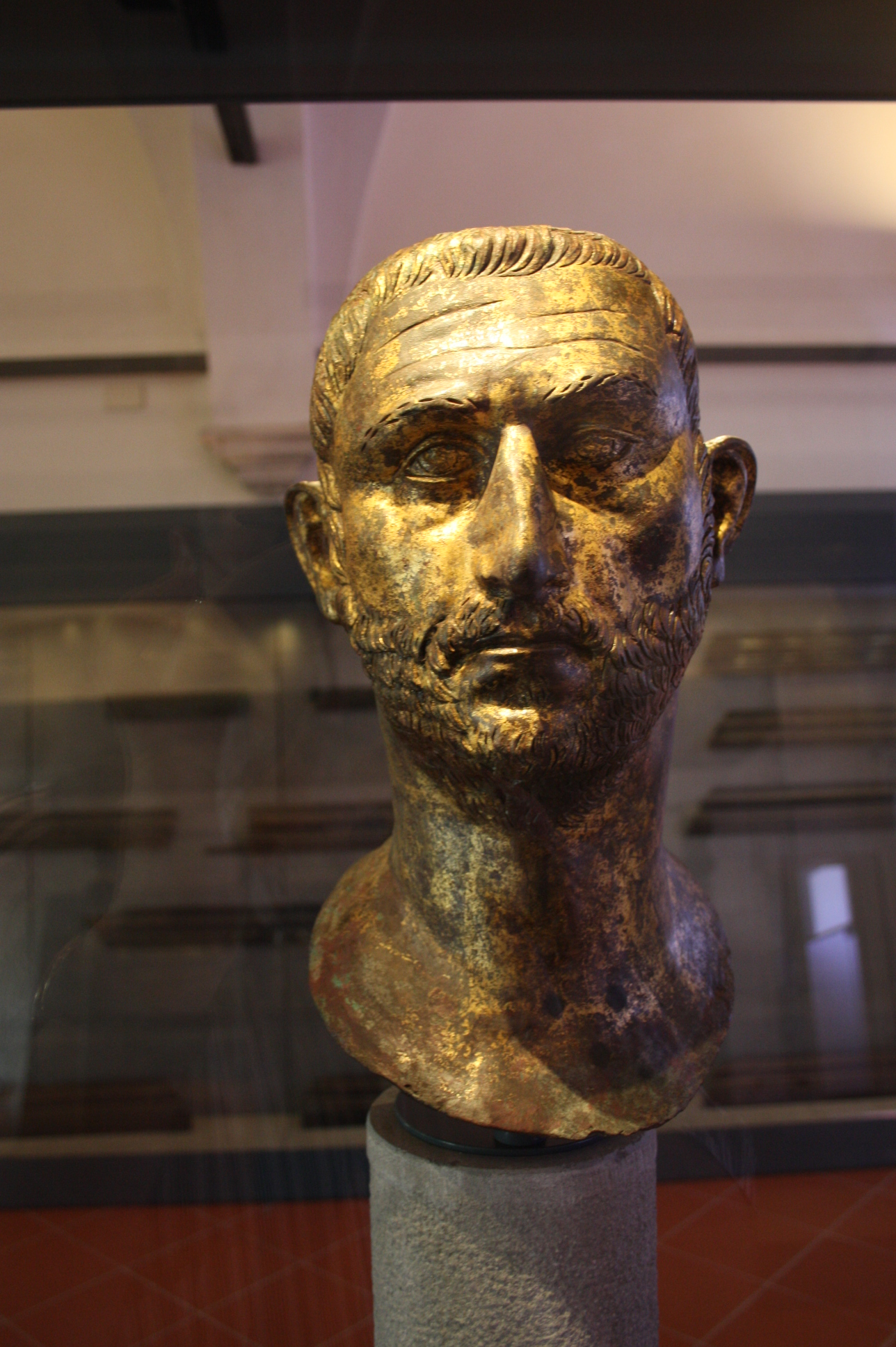
Ritratto bronzeo di Marco Aurelio Probo, conservato presso il Museo di Santa Giulia a Brescia

Il 269 vide i Goti, che si erano spinti l'anno precedente nel mar Egeo e nel Mediterraneo orientale compiendo azioni di pirateria, respinti definitivamente dopo una serie di scontri da parte del prefetto d'Egitto, Tenagino Probo, nelle acque di fronte alle isole di Cipro, Creta e Rodi. La Historia Augusta, riferendosi a un discorso di Claudio gli attribuisce queste parole:
(Historia Augusta, Claudio, 8.4-8.6.)
Nel 278, in seguito a una nuova vittoria in Gallia, l'imperatore Marco Aurelio Probo impose ai vinti la consegna di ostaggi a garanzia del trattato di pace. Sedicimila Germani furono arruolati tra le file dell'esercito romano e distribuiti a gruppi di cinquanta o sessanta tra le varie unità ausiliarie e, per compensare il regresso demografico delle campagne, un certo numero di barbari ("laeti" o "gentiles" o "dediticii") furono insediati a coltivare le terre dell'impero, come era avvenuto già in passato, all'epoca di Marco Aurelio. Fra questi coloni un gruppo di Franchi stanziati nel Ponto si ribellarono e, dopo essersi impadroniti di alcune navi, compirono incursioni e devastazioni in Acaia, Asia Minore e Africa settentrionale, spingendosi fino a Siracusa, che occuparono prima di fare ritorno in patria incolumi. Sempre nel 278, Probo si recò in Isauria per domare una rivolta di briganti e pirati (con assedio finale presso la loro roccaforte di Cremna, in Pisidia).
Nel 280-281 l'allora governatore della Germania inferiore, Gaio Quinto Bonoso, permise che bande di Alemanni attraversassero il Reno e bruciassero alcune navi della flotta Germanica. Cinque anni più tardi, nel 286, il prefetto della flotta del canale della Manica, il futuro usurpatore Carausio, che aveva come sede principale la città di Gesoriacum, riuscì a respingere gli attacchi dei pirati Franchi e Sassoni lungo le coste della Britannia e della Gallia Belgica.

### Età tardo imperiale
Dopo le riorganizzazioni di Diocleziano e Costantino, agli inizi del V secolo la flotta cessò di esistere in Occidente.

#### Riforma dioclezianea

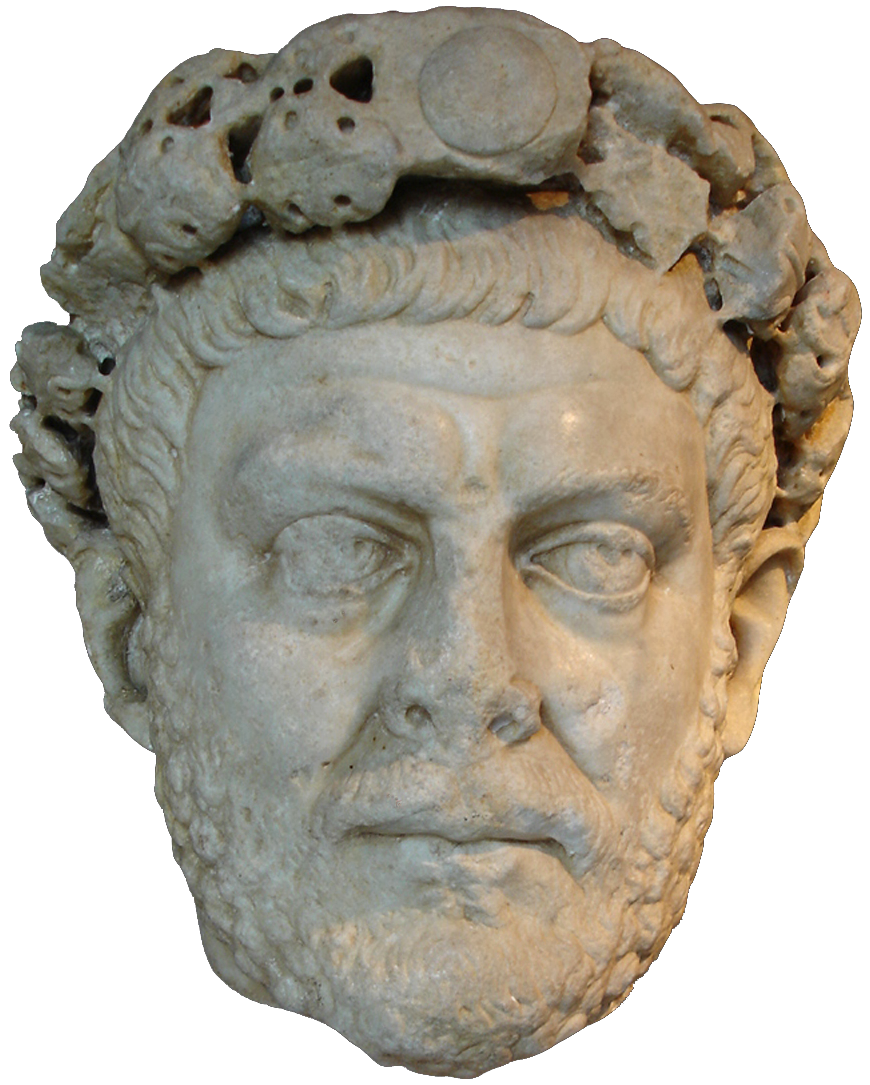
Busto di Diocleziano (Museo archeologico di Costantinopoli)

Nel 285, al nuovo e unico imperatore Diocleziano toccò riorganizzare l'intero sistema militare imperiale. L'anno successivo, il prefetto della flotta del canale della Manica, il futuro usurpatore Carausio, riuscì a respingere gli attacchi dei pirati Franchi e Sassoni lungo le coste della Britannia e della Gallia Belgica. Conseguentemente (287), si ebbe la secessione di Carausio, che si rese indipendente dal potere centrale di Massimiano con Britannia e nord della Gallia. Ancora nel 287 le armate romane ottennero nuovi successi sulle tribù germaniche di Alemanni e Burgundi sull'alto Reno, oltre a Sassoni e Franchi lungo il corso inferiore.
Con la successiva riforma tetrarchica del 293, la flotta del periodo si attestò su un numero di quarantacinquemila effettivi, come testimonierebbe Giovanni Lido, monaco che scrisse ai tempi di Giustiniano. Vi è chi sostiene che invece il numero dei classiarii fosse stato aumentato fino a sessantaquattromila. Tale numero è ipotizzabile in un periodo attorno al 300, prima dello scoppio della guerra civile, o forse in seguito alla riforma costantiniana. In totale le armate messe in campo assommavano tra le cinquecentomila e le seicentomila unità, vale a dire da centoventicinquemila a centocinquantamila armati per singolo Augusto o Cesare, di cui il 10% era costituito da Classiarii. Fu nel corso del 293 che il Cesare Costanzo Cloro riuscì a riguadagnare al potere centrale di Roma le coste della Gallia. Fu quindi costruita una nuova flotta per la progettata invasione della Britannia, ancora in mano a Carausio. Fu solo nel 296 che la spedizione ebbe successo, con un attacco concentrato sulla capitale Londinium. Roma riotteneva così il controllo di tutte le province occidentali.

#### Riforma costantiniana

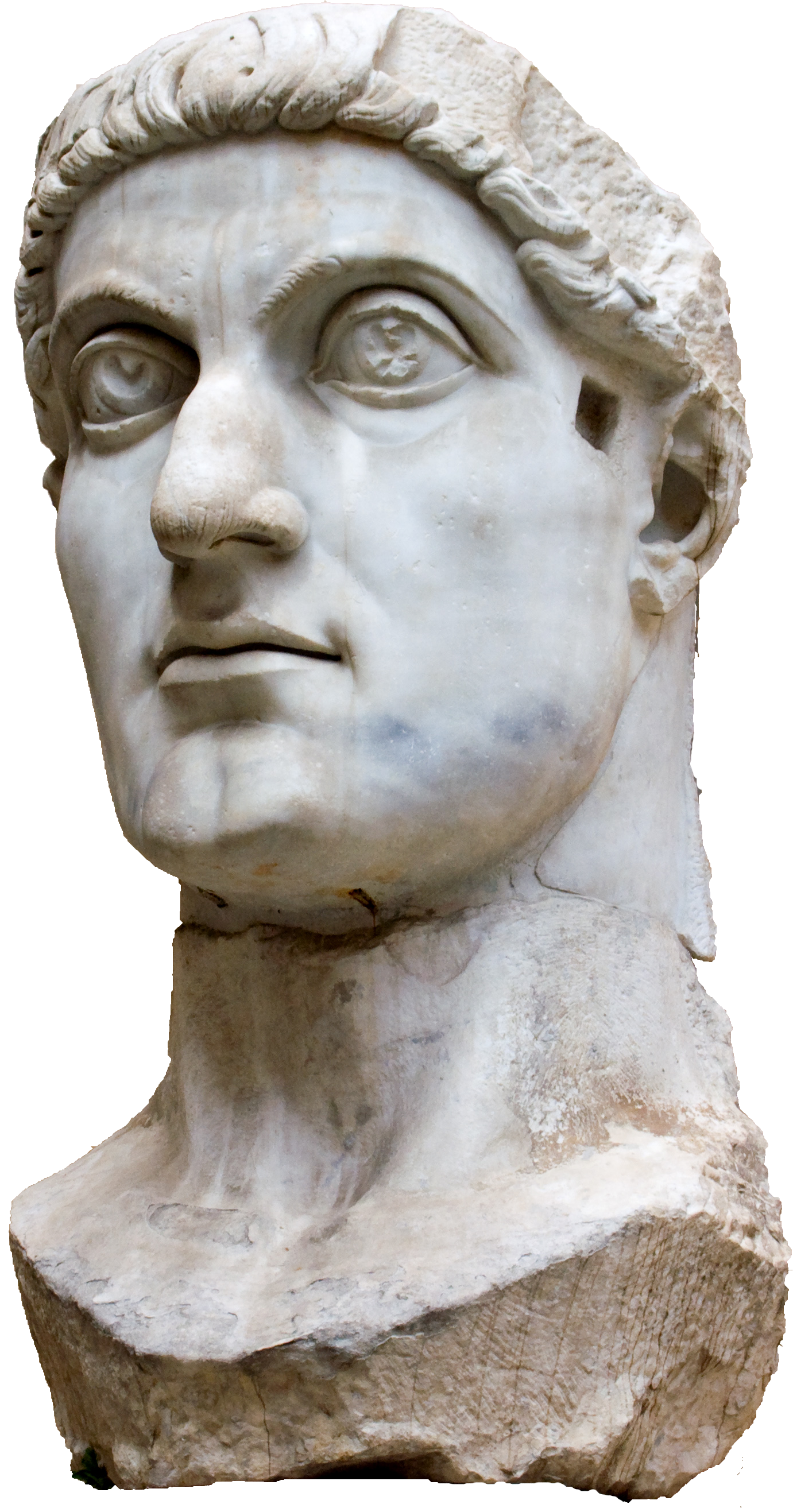
Testa colossale dell'imperatore Costantino I, innovatore delle forze armate romane

Durante la guerra civile, che portò a riunificare l'Impero romano sotto un solo imperatore (Costantino I), la flotta fu probabilmente aumentata a sessantacinquemila uomini. Tra gli anni 318 e 321 Costantino si dimostrò ancora una volta molto attivo militarmente. Viaggiò lungo l'intero tratto di confine dei territori appena acquisiti con la pace di Serdica (Illirico). Ispezionò le guarnigioni della ripa sarmatica, provvedendo al loro rafforzamento anche attraverso la costruzione di nuove "teste di ponte" in direzione della piana del fiume Tisza, per fare fronte al pericolo dei barbari d'oltre confine. Potenziò le flotte fluviali su Danubio, Sava, Drina e Morava (riorganizzandole nella classis Histrica), oltre a quelle marittime dell'Adriatico e dell'Egeo. Rafforzò i porti marittimi di Aquileia, Pireo e Tessalonica (ex-capitale di Galerio), con la costruzione di arsenali e cantieri navali, oltre a migliorare l'armamento delle squadre navali. Queste opere di ricostruzione e potenziamento marittimo gli sarebbero servite un giorno, oltre che contro i barbari (Iazigi e Goti), anche contro Licinio.
Nel 324, infatti, dopo una pace che era durata per sei anni, Costantino mise in campo, secondo Zosimo, una flotta di duecento navi da guerra (da trenta rematori ciascuna) e duemila da carico, oltre a centoventimila fanti, diecimila marinai e la cavalleria; Licinio riuscì invece a mettere insieme un esercito composto da 350 triremi (ottanta provenienti dall'Egitto, ottanta dalla Fenicia, sessanta dalla Ionia d'Asia, trenta da Cipro, venti dalla Caria, trenta dalla Bitinia e cinquanta dall'Africa) oltre a centocinquantamila fanti e quindicimila cavalieri. Il primo scontro avvenne in Mesia ad Adrianopoli, dove Costantino, pur in inferiorità numerica, ebbe la meglio su Licinio, che fu costretto a rifugiarsi a Bisanzio, dove parte delle sue truppe rimasero assediate fino al termine della guerra. La flotta di Costantino, comandata dal figlio Crispo salpò dal Pireo e si radunò prima in Macedonia, poi all'imboccatura dell'Ellesponto, dove avvenne la seconda battaglia, questa volta navale, in cui Licinio fu sconfitto nuovamente. Questi nominò un nuovo cesare nel magister officiorum, Sesto Martiniano, inviandolo a Lampsaco per fermare l'avanzata di Costantino dalla Tracia all'Ellesponto. Reclutò, infine, schiavi e contadini delle terre bitiniche, assieme ai quali ingaggiò un'ultima e disperata battaglia contro le truppe veterane di Costantino (la cosiddetta battaglia di Crisopoli, odierna Scutari), venendo disastrosamente sconfitto.
Sappiamo poi da Vegezio che, con la fine della guerra civile nel 324, le flotte praetoriae scomparvero dall'Italia, ma rimasero per esempio quelle sul Danubio, come la Classis Histrica che fu riorganizzata.

#### Al tempo dellaNotitia dignitatum
All'inizio del V secolo solo la parte orientale dell'Impero poteva mettere in campo una flotta, grazie alle risorse marittime di Grecia e Medio Oriente. E benché la Notitia dignitatum ancora menzioni alcune unità navali per l'Impero romano d'Occidente, queste non avevano che piccole mansioni di mero pattugliamento, tanto erano state ridotte nell'armamento e nell'organico. A ogni buon conto l'ascesa della potenza navale dei Vandali in Africa sotto Genserico e le sue incursioni nel bacino occidentale del Mediterraneo si rivelarono incontrastate. Benché ci siano alcune evidenze di attività navale nella prima metà del V secolo, essa si trattava per lo più di trasporto di truppe di terra o operazioni di sbarco minori.

#### Vandali in Africa e caduta dell'Occidente

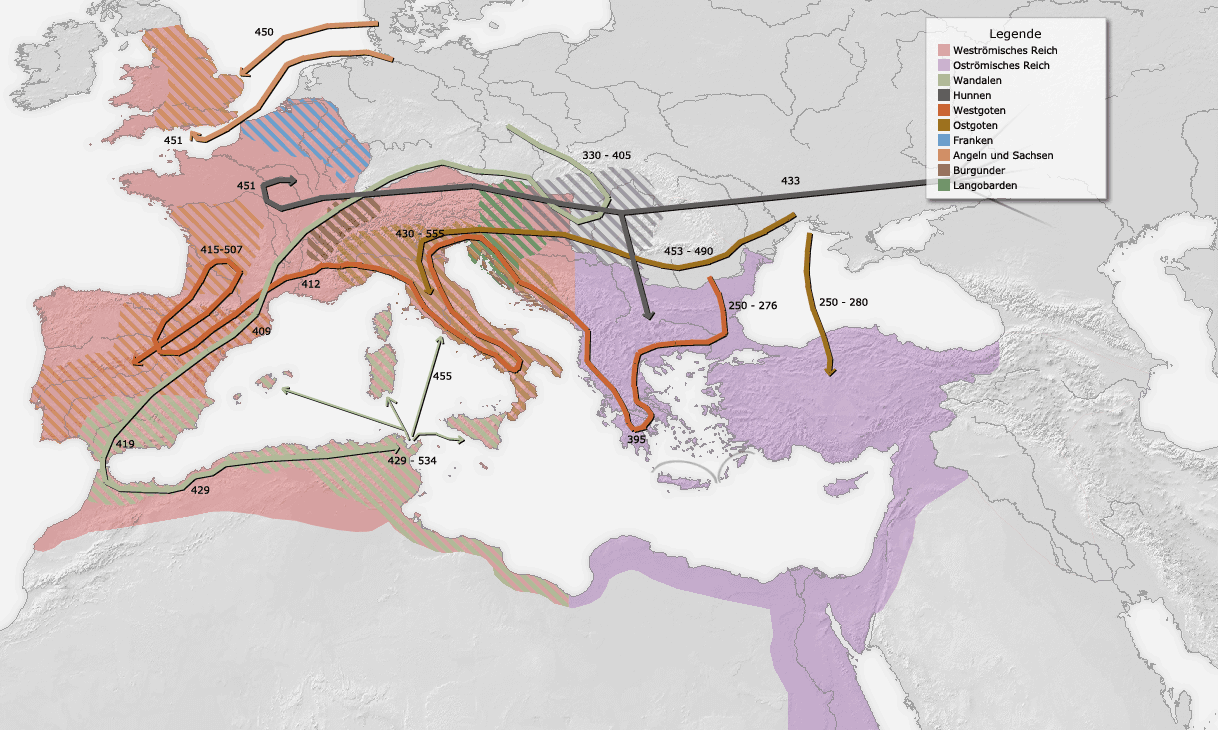
Mappa semplificata delle invasioni barbariche del V secolo, che portarono alla fine della marina militare romana in Occidente, prima ancora della sua definitiva caduta nel 476

Con l'avvento dei Vandali per la prima volta la marina militare romana, largamente abbandonata nel V secolo, trovò un avversario che si dimostrò addirittura superiore a essa. Sembra comunque che il progressivo sviluppo della flotta vandala sia dovuto al contributo delle popolazioni provinciali sottomesse dai Vandali in Africa (e, prima ancora, in Spagna), che avrebbero insegnato loro l'arte della navigazione e anzi vennero impiegate dai Vandali stessi come equipaggio delle spedizioni, come svelato da Sidonio Apollinare, che, in un panegirico del 467, mette in bocca alla personificazione dell'Africa il seguente discorso:
(Sidonio Apollinare, V, 332-335.)
Nonostante una legge del Codice Teodosiano proibisse a un romano di insegnare a un barbaro l'arte della navigazione, pena il rogo, i Romani sottomessi contribuirono allo sviluppo e al potenziamento della flotta vandala. Le prime notizie di spedizioni navali a fini di saccheggio si hanno già nel periodo 425-428, quando ancora i Vandali erano stanziati in Betica: essi, requisite le navi romane nella Spagna e stretti dei contatti con gli armatori locali, saccheggiarono le Isole Baleari. Le navi requisite da Genserico dai porti ispanici conquistati permisero inoltre ai Vandali di sbarcare in Africa indisturbati, dando un contributo decisivo alla caduta dell'Africa romana in mano vandala. Dopo il 455 i Vandali, ritenendo rotto il trattato del 442 con l'Imperatore Valentiniano III, cominciarono a sferrare incursioni in tutto il Mediterraneo, saccheggiando Roma nel 455 e sottomisero Sicilia, Sardegna, Corsica e Baleari.
Secondo gli storici Prisco di Panion e Sidonio Apollinare, sin dalla metà del V secolo l'Impero romano d'Occidente era completamente privo di una sua flotta. Ragion per cui, nel 458, l'imperatore Maggioriano riorganizzò e riarmò due flotte, probabilmente la classis Misenensis e quella Ravennatis, con l'intento di allestire una spedizione contro i Vandali. Nel 461 trecento navi erano ancorate nei porti della Cartaginense, una provincia ispanica, con l'intento di trasportare l'esercito romano in Mauritania, per marciare poi in direzione di Cartagine. Tali preparativi allarmarono talmente Genserico da spingerlo ad avvelenare i pozzi della Mauritania come azione di disturbo. Tuttavia, la flotta romana adibita per l'invasione fu distrutta, mentre era ancora ormeggiata, da un attacco repentino dei Vandali, che erano stati avvertiti da traditori dei preparativi dell'imperatore e dell'ubicazione della flotta nemica; Maggioriano, non disponendo di risorse sufficienti per la costruzione di una nuova imponente flotta, fu costretto a rinunciare alla spedizione e a negoziare una pace onerosa con i Vandali. Tornato in Italia, Maggioriano fu detronizzato e ucciso per ordine del generalissimo Ricimero.
Genserico colse l'uccisione di Maggioriano come pretesto per dichiarare nullo il trattato stretto con lui e riprendere le incursioni in Italia meridionale e Sicilia. Inoltre il nuovo imperatore d'Occidente, Libio Severo, non fu riconosciuto dalla corte romano-orientale. Prisco di Panion narra che l'Impero romano d'Occidente non fu in grado di opporsi ai saccheggi dei Vandali in quanto privo di una propria flotta, e che la pars orientis respinse la richiesta di prestare la propria flotta alla parte occidentale adducendo come motivazione il trattato di pace stipulato con Genserico nel 462 che la vincolava alla neutralità nei conflitti con i Vandali. In seguito alla morte di Libio Severo in circostanze sospette, Ricimero accettò di coinvolgere l'imperatore d'Oriente nella nomina del nuovo sovrano romano-occidentale in cambio del ristabilimento dell'alleanza tra le due partes, sancita nel 467 dall'ascesa al trono d'Occidente del "greco" Antemio, imposto da Costantinopoli. Nel 468 vi fu l'ultima e più grande operazione navale dell'antichità: sotto il comando del generale Basilisco, le flotte combinate d'Oriente e d'Occidente attaccarono i Vandali. I Romani sembravano avere la situazione in pugno, quando rimasero bloccati dal vento avverso: i Vandali ne approfittarono distruggendo con brulotti (navi incendiarie) la flotta nemica. Per l'Occidente non vi fu più alcuna possibilità di recupero, poiché l'ultimo imperatore occidentale, Romolo Augusto, fu deposto meno di dieci anni più tardi nel 476. In Oriente, invece, la tradizione navale ellenistica sopravvisse, tanto che fu riformata nel VI secolo e rimase una formidabile flotta almeno fino all'XI secolo.

## Corpo di truppa:Classiarii
La marina romana era una flotta cosmopolita: quasi un terzo dei classiari (marinai) era composto da egiziani; molti altri erano greci, fenici e siriani; tutti gli altri facevano parte delle restanti etnie sotto il dominio di Roma. I giovani si arruolavano in un'età compresa tra i 16 e i 23 anni e il loro servizio durava non meno di 20-26 anni, al termine dei quali diventavano cittadini romani.
Si stima che il totale complessivo dei marinai, in epoca augustea, fosse non inferiore ai quaranta o quarantacinquemila uomini, con una retribuzione annua di 150 denarii che, già alla fine del I secolo salì a duecento, a trecento nel II e a quattrocentocinquanta nel III secolo. Questi sistematici aumenti di salario sono comunque da attribuire a un tentativo di ovviare alla continua svalutazione del denario e alla conseguente perdita del potere d'acquisto.
Comunque, nelle rispettive epoche, i classiarii della flotta imperiale guadagnavano in media il cinquanta per cento in meno dei loro equivalenti sulla terraferma, vale a dire i legionari della fanteria; il loro salario annuale era 225 denari all'epoca di Augusto, trecento nel I secolo, 450 nel II e 675 nel III.
Si richiedeva grande perizia e responsabilità da parte di tutti i classiarii, in particolare ad alcune figure chiave:
- il gubernator (timoniere) doveva non solo conoscere i porti, ma anche gli scogli, le secche o i banchi di sabbia presenti lungo la rotta di navigazione.[298] Allo stesso era richiesta grande perizia durante gli scontri navali, quando era di fondamentale importanza individuare la miglior rotta per colpire le navi avversarie o per evitare di essere affondati dal nemico.[299]
- i navarchi (comandanti delle navi) dovevano essere dotati di grande attenzione e capacità di comando dell'equipaggio.[300]
- Ai rematori era richiesto coraggio[300] e grande forza fisica, come necessario durante una battaglia navale, quando sul mare calmo, senza un soffio di vento, tutto viene affidato alla spinta dei remi, per colpire gli avversari con i rostri e, a loro volta, evitare di essere colpiti e affondati.[299]

I classiarii si distinguevano in "remiges" (rematori), "fabri" (addetti a costruzione e manutenzione), e "milites classiarii" (fanti marinai).

## Classiariie legionari
Occorre distinguere tra i classiarii o classici e i legionari imbarcati, riuniti in legiones classicae, per quanto fossero tutti a bordo delle navi di flotta (classis). I primi erano socii navales, peregrini, liberti o schiavi, ed erano funzionali e ausiliari ai secondi, i quali guadagnavano il doppio e avevano la cittadinanza romana. La marina romana nasce in effetti con lo scopo di muovere per mare i legionari e consentire loro di combattere contro i nemici navali di Roma (tanto che inizialmente dovette essere adottato il sistema del Corvus). Anche successivamente, il compito principale della marina romana rimase quello di trasferire i legionari da un teatro all'altro del Mediterraneo e di combattere la pirateria. In capo ai legionari stava anche il maggior peso della battaglia navale vera e propria: si consideri che in epoca augustea, a fronte di 270 rematori, una quinquireme imbarcava "30 milites classiarii" e 200 legionari; una trireme imbarcava 30 "milites classiarii "e 120 legionari. Nella battaglia di Azio si combatterono i distaccamenti (vexillationes) di ben 50 legioni.

## Imbarcazioni

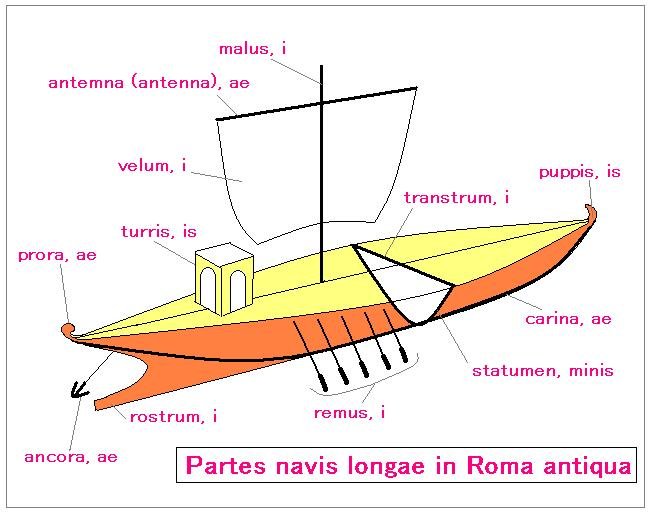
Ricostruzione di una nave romana da guerra

Le navi facenti parte della marina romana si dividevano in due categorie, naves longae e naves ceterae. Le prime erano adibite per la guerra propriamente detta, le altre erano navi da trasporto e da carico. Le navi da guerra romane erano fondamentalmente delle versioni aggiornate e riviste delle navi greche, dunque biremi e triremi (ma anche modelli più grandi) con l'aggiunta di invenzioni tutte capitoline come il corvo. Ecco come le descrive Vegezio:
(Vegezio, IV, 37.1-2.)

### Navi da guerra: le liburne
La liburna prende il nome dal popolo dei Liburni (pirati della Dalmazia, nella zona di Iader). Utilizzata per la prima volta durante la battaglia di Azio, fu adottata da Augusto come modello per le sue flotte, risultando la migliore tra le navi a disposizione.
Era una nave stretta, veloce e molto manovrabile, adatta agli inseguimenti, al supporto logistico e al rapido trasporto di truppe. Poteva essere a due, tre, fino a sei ordini di remi, almeno in epoca imperiale.
Bireme
Era un'antica imbarcazione ellenistica, costruita probabilmente per la prima volta in Fenicia (V secolo a.C.). Lunga circa 23/24 metri e larga poco più di tre, presentava due file di rematori (30+30 su un lato e 30+30 sull'altro lato, per un totale di centoventi) seduti sulla stessa panca. Quelli più in alto erano chiamati ζευγῖται, quelli più in basso θαλαμῖται. Aveva una vela di forma quadrata e riusciva a raggiungere discrete velocità grazie al peso e alle dimensioni contenute. Abbastanza diffusa nell'antichità, fu però presto soppiantata dalla più funzionale e completa trireme.
Trireme
Le triremi costituivano la vera "spina dorsale" della marina romana. Veloci e agili, molto manovrabili, furono la tipologia di imbarcazione da guerra più diffusa nel Mediterraneo fino al Medioevo. Lunghe oltre quaranta metri erano larghe poco più di sei. Tali dimensioni garantivano anche lo spazio per posizionarvi armi da campo riadattate o semplicemente fissate sul ponte della nave, e una centuria (ottanta uomini) di fanti di marina. Sotto al tavolato del ponte, in condizioni molto precarie (ma mai quanto quelle degli schiavi adibiti alla pulizia delle cloache o di quelli che lavoravano alle fornaci sotto le terme), remavano 170-180 vogatori (secondo quanto ci tramandano Tucidide e Senofonte), disposti su tre livelli sovrapposti (30+30+30 su un lato e 30+30+30 sull'altro lato).
Quadrireme e quinquereme

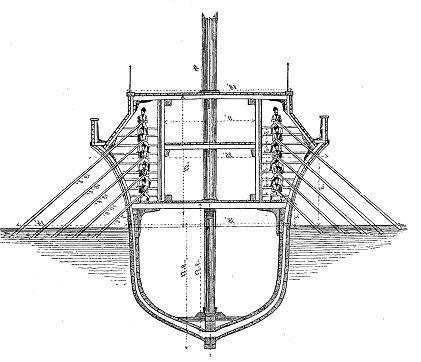
Struttura di una quinquereme

La quadrireme e la quinquereme erano due navi simili per dimensioni (48 metri di lunghezza per 8 di larghezza e un pescaggio di un metro circa la prima, poco di più per la seconda), ed erano le corazzate dell'epoca. Montavano due corvi (uno a prua l'altro a poppa), diverse armi da assedio sul ponte (baliste e piccoli onagri) e una o due vere e proprie torri in legno, per permettere agli arcieri di tirare frecce incendiarie da una posizione vantaggiosamente rialzata. La quadrireme aveva 240 vogatori, 15 marinai e 75 soldati (milites classiarii). La quinquereme portava sottocoperta 300 vogatori e 120 milites classiarii.
Esareme
Vi era, infine, una sola nave che trasportava lo Stato Maggiore dell'esercito (dall'imperatore al praefectus classis), che non prendeva però parte agli scontri. Aveva per lo più la funzione di deterrente per impressionare il nemico, o anche solo quello di trasportare il princeps "in parata militare". Nonostante la funzione probabilmente "dimostrativa", era comunque armata di tutto punto e imponente per dimensioni. Risulta, infatti, che, a partire da Augusto e poi per tutto l'alto Impero romano, vi fosse una sola esareme, che apparteneva alla classis Misenensis e svolgeva il ruolo di ammiraglia dell'intera flotta romana. Floro, Plutarco e Cassio Dione Cocceiano riferiscono che, nel corso della battaglia di Azio, furono utilizzate navi con nove o addirittura anche dieci ordini di remi, completamente dismesse in seguito alla grande riforma augustea, ma le fonti sono ancora da verificare e confutare con eventuali riscontri archeologici.

### Navi da trasporto/approvvigionamenti
Actuaria
Questo tipo di imbarcazione, la cosiddetta navis actuaria, serviva per il trasporto delle truppe di terra (compresi i reparti di cavalleria) e gli approvvigionamenti. Secondo Ammiano Marcellino, alcune di esse potevano trasportare fino a ottocento armati. Erano imbarcazioni non grandi, con quindici remi per lato e dotate di vele. Avevano, inoltre, una chiglia piatta e timoni anche anteriormente, per potere sbarcare le truppe sulle spiagge e tornare in mare aperto senza incagliarsi. Si ritiene che avessero una lunghezza media di 21 metri per 6,50 metri di larghezza, con profondità della linea di galleggiamento pari a 0,80-0,90 metri. Erano perlopiù non armate.
Sappiamo che furono utilizzate durante la spedizione germanica di Germanico del 16, e che durante la campagna sasanide di Giuliano ne furono costruite ben mille sull'Eufrate (su cui erano imbarcati circa ventimila classiarii), per il trasporto di grano, legname e macchine d'assedio. Vi erano poi le cosiddette naves onerariae o corbitae, per il trasporto di merci e l'approvvigionamento dei classiarii.

#### Caudicaria
La caudicaria (derivante dal latino caudex, che sta per codice, già usato per la compagine di parecchie tavole) era una nave da trasporto piatta e larga, somigliante a una chiatta, utilizzata nei fiumi venendo trainata da dei buoi sulla sponda destra. Era utilizzata per raggiungere le coste e, in situazioni imperve, era un'alternativa al trasporto via terra, portando anche truppe, viveri o macchine da guerra.

### Materiali e metodi di costruzione
Secondo quanto ci racconta Vegezio, le navi liburniche erano normalmente costruite in legno di cipresso, pino domestico o silvestre, larice e abete. Le travi erano fissate con chiodi di bronzo, preferito al ferro che si arrugginisce per l'acqua.
(Vegezio, IV, 34.3.)
Vegezio raccomanda che gli alberi per la costruzione delle navi siano tagliati tra la quindicesima e la ventiduesima luna. Egli sostiene che solo il legno tagliato durante questi otto giorni del mese lunare si conservi perfettamente, e che quindi bisogna avere quest'accortezza per evitarne il disfacimento una volta in mare. Quello, al contrario, tagliato nei giorni sbagliati, si ridurrebbe con l'andare del tempo in polvere a causa della corrosione interna. Vegezio consiglia, inoltre, di tagliare i tronchi degli alberi tra i mesi di luglio e agosto, ovvero trascorso il solstizio d'estate, e nel periodo tra l'equinozio d'autunno e gli inizi di gennaio. In tali mesi, infatti, l'umidità può evaporare e il legno risulta più asciutto e quindi più forte. Ancora, bisognerebbe evitare che i tronchi venissero segati subito dopo essere stati tagliati, e che venissero inviati subito per la costruzione delle navi dopo essere stati segati, poiché essi devono avere un periodo di riposo, per raggiungere un giusto livello di secchezza, prima di essere lavorati. Vegezio dà la sua motivazione:
(Vegezio, IV, 36.4.)

## Flotte alto imperiali

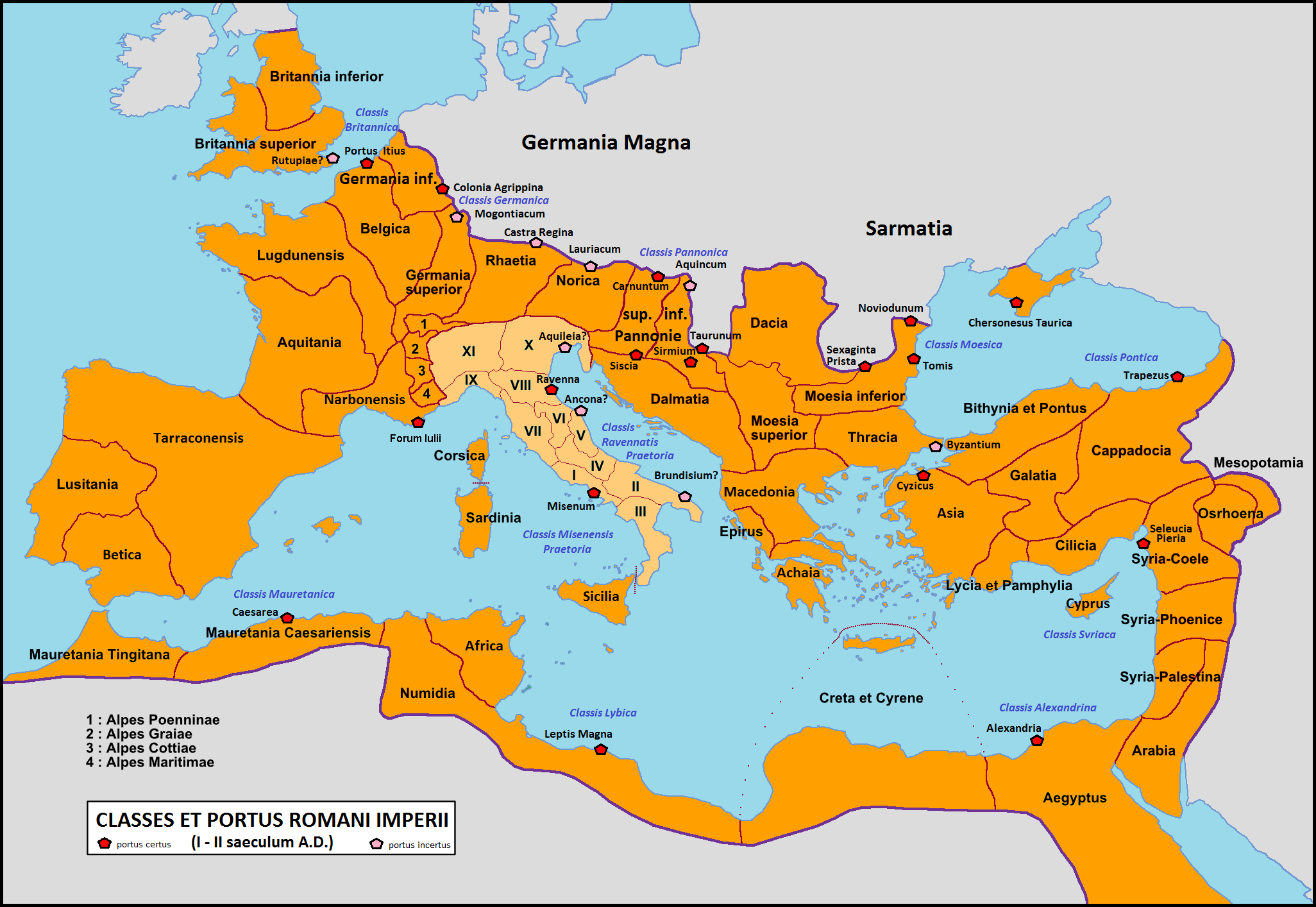
Principali porti militari e flotte, nei primi due secoli di Impero romano (da Augusto a Settimio Severo)

La marina militare romana aveva due basi principali (praetoriae) e diverse basi provinciali (provinciales); ciascuna base ospitava una flotta, marittima o fluviale. Le due flotte principali avevano la funzione di controllare l'intero Mediterraneo, ed erano la Classis Misenensis, di stanza a Miseno e la Classis Ravennatis, di stanza a Ravenna (porto di Classe). Ognuna era comandata da un prefetto dell'ordine equestre. Il prefetto di Miseno era di grado superiore rispetto a quello di Ravenna.
Le flotte provinciali erano la Classis Britannica, che controllava il canale della Manica e le acque intorno alla Britannia; la Classis Germanica, che era una flotta fluviale e controllava il Reno; la Classis Pannonica, che era una flotta fluviale e controllava il Danubio; la Classis Moesica, che controllava il Mar Nero occidentale e parte del corso del Danubio; la Classis Pontica, che controllava il mar Nero meridionale; la Classis Syriaca, che controllava le coste della Siria, della Palestina e della Turchia meridionale; la Classis Alexandrina, che controllava le coste dell'Egitto; la Classis Mauretanica, che controllava le coste dell'Africa occidentale e la Classis Libyca, che controllava i litorali libici.
Successivamente, nel IV e nel V secolo, a causa dell'indebolimento militare dell'Impero, vennero create molte piccole flottiglie navali che operavano soprattutto nei fiumi della Gallia e nei laghi alpini.

### Flottepraetoriae
Classis Misenensis
La Classis Misenensis, successivamente Classis Praetoria Misenensis Pia Vindex, aveva il compito di controllare la parte occidentale del Mediterraneo. Istituita da Augusto intorno al 27 a.C., era di stanza a Miseno, porto naturale nel golfo di Napoli. I Romani sfruttarono ad arte la naturale conformazione del porto, che consiste in una doppia baia (una interna e una esterna), adibendo gli spazi più interni ai cantieri e al rimessaggio delle navi, mentre quelli più esterni come porto propriamente detto. La flotta ebbe poi alcuni suoi distaccamenti nei principali porti del Mediterraneo, come per esempio nel mar Egeo a Il Pireo (presso Atene), e a Salona.
Le navi della flotta rimanevano al sicuro nella base in autunno e inverno: la navigazione iniziava il 10 marzo con la festa detta Isidis Navigium in onore della dea egizia Iside, patrona del mare, dei marinai e delle attività marinare.
La residenza del prefetto della flotta di Miseno sorgeva su quello che oggi è l'isolotto di Punta Pennata (allora collegato alla costa), dove sono presenti alcune evidenze archeologiche risalenti al periodo romano. Nel 79 il prefetto della flotta misenate era Gaio Plinio Secondo, meglio conosciuto come Plinio il Vecchio. Plinio, secondo il nipote, morì durante l'eruzione del Vesuvio del 79, nel tentativo di salvare alcuni cittadini in difficoltà.
Il velarium (sistema di teloni retrattili che coprivano il Colosseo) era azionato da un distaccamento della Classis Misenensis, che era alloggiato nei castra misenatium, accampamenti situati nei pressi del grande Anfiteatro Flavio. L'imperatore Costantino I, nel 330, creò una nuova flotta praetoria a Costantinopoli.
Gli effettivi in armi erano circa diecimila tra legionari e ausiliari ed erano acquartierati nella cittadella di Miseno, nei pressi della quale aveva sede la Schola Militum dove i legionari apprendevano e si esercitavano tanto nelle tattiche della guerra navale quanto in quelle tradizionali della guerra campale.
Classis Ravennatis
La Classis Ravennatis, successivamente rinominata Classis Praetoria Ravennatis Pia Vindex, fu istituita da Augusto intorno al 27 a.C. Era di stanza a Ravenna ed era la seconda flotta dell'Impero per importanza. Aveva il compito di sorvegliare la parte orientale del Mediterraneo.
Il porto di Classe era simile per conformazione a quello di Miseno, ma nel suo complesso non era del tutto naturale. Si racconta che potesse contenere fino a duecentocinquanta imbarcazioni. Le lagune, interne rispetto alla costa, erano unite al mare tramite un sistema di dune costiere sopraelevate tagliate da un canale, la "Fossa Augusta", che, prolungato verso nord, congiungeva Ravenna alla laguna veneta e al sistema portuale di Aquileia. Lungo la fossa e attorno ai bacini si potevano vedere arsenali e depositi a perdita d'occhio; lo sviluppo delle banchine raggiungeva i 22 chilometri, estensione ragguardevole se si pensa che alcuni porti europei hanno raggiunto queste dimensioni solo nell'ultimo secolo. A Ravenna, la basilica di Sant'Apollinare in Classe, quando fu costruita nella prima metà del VI secolo, era in riva al mare. Il nome "in Classe" indica appunto la vicinanza a quelli che erano i cantieri navali della flotta imperiale.
La flotta ebbe poi alcuni suoi distaccamenti nei principali porti del Mediterraneo, come per esempio nel mar Egeo a Il Pireo (Atene), nel mare Adriatico ad Aquileia e a Salona. Come la flotta di Miseno, parte di quella di Ravenna fu trasferita nel 330 a Costantinopoli da Costantino. Anche per la flotta ravennate il numero degli effettivi si aggirava intorno ai diecimila tra legionari e ausiliari.

### Flotteprovinciales
Classis Africana Commodiana Herculea
Flotta africana istituita da Commodo nel 186, secondo quanto ci riferisce la Historia Augusta. Fu creata per mettere al sicuro i rifornimenti di grano a Roma provenienti dall'Africa proconsolare.
Classis Alexandrina
Con base principale ad Alessandria d'Egitto (oltre a basi secondarie lungo il Nilo, come a Thebis), la Classis Alexandrina controllava la parte orientale del Mediterraneo. Venne formata da Augusto nel 30 a.C. e, per avere dimostrato il proprio appoggio a Ottaviano nella guerra civile, ricevette il titolo di Augusta, divenendo così la Classis Augusta Alexandrina. Durante la guerra civile del IV secolo tra Costantino I e Licinio, quest'ultimo poté schierare 80 triremi provenienti dalla Classis Alexandrina.
Classis Britannica
La Classis Britannica aveva il compito di controllare le acque tra le province romane della Gallia e della Britannia. Questa flotta svolse un ruolo importante nell'invasione della Britannia da parte dell'imperatore Claudio. Era inizialmente di stanza a Portus Itius, forse l'attuale Boulogne-sur-Mer (detta anche Gesoriacum o Bononia), in Gallia settentrionale. Con la dinastia dei Flavi, venne resa permanente, spostandola nell'85 a Portus Dubris (Dover), con basi aggiunte anche a Portus Lemanis (Lympne) e Anderitum (Pevensey). Sotto il governatorato di Gneo Giulio Agricola, la Britannica circumnavigò la Scozia e, nell'83, attaccò la costa orientale della Scozia. L'anno dopo, invece, raggiunse le isole Orcadi. Dopo la vittoria di Costanzo Cloro del 296 sull'usurpatore Alletto, sembra che la base principale della flotta sia stata spostata a Rutupiae (Richborough).
Classis Germanica

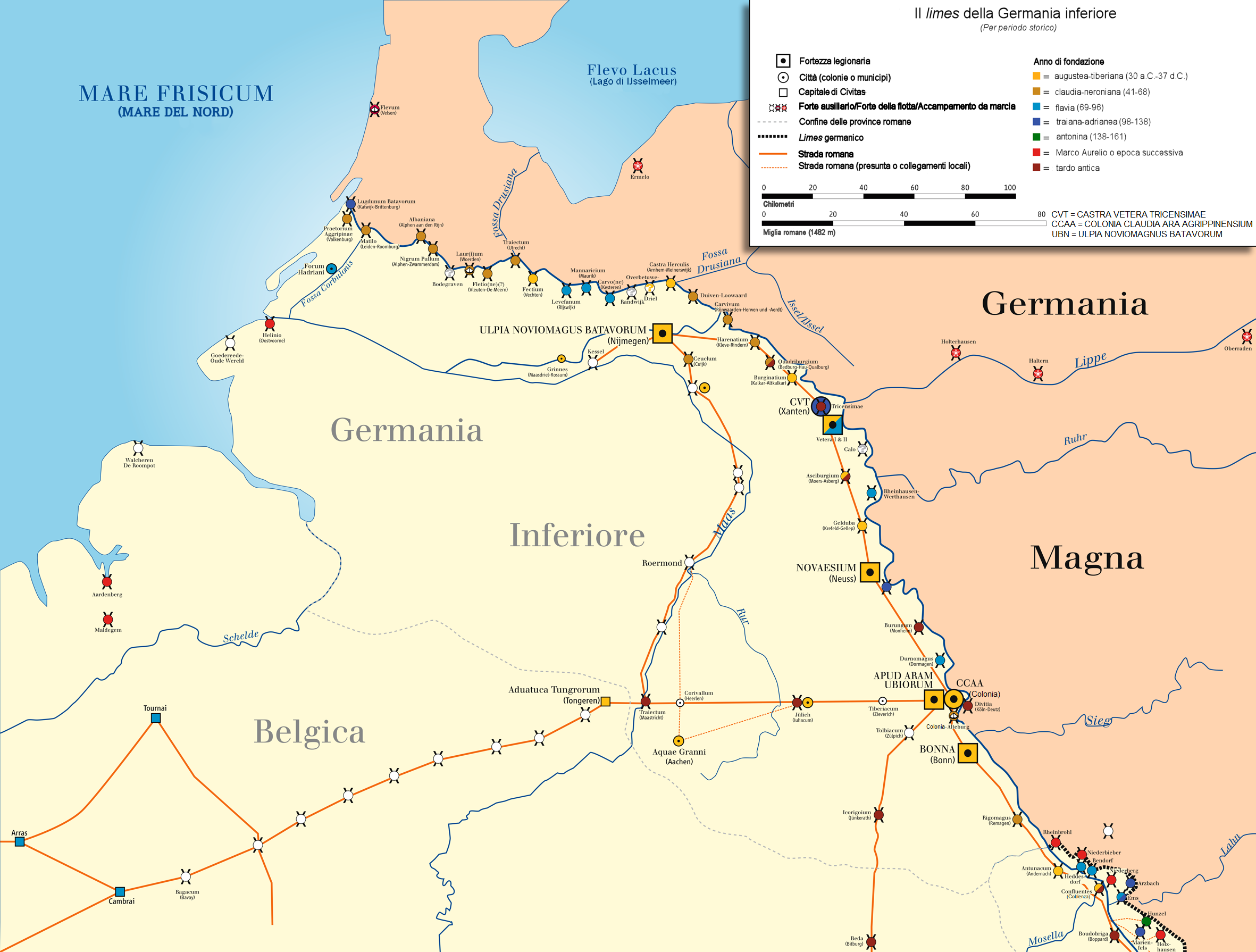
Il limes romano lungo il basso corso del Reno dal I al V secolo

Detta anche Classis Augusta Germanica Pia Fidelis, la Classis Germanica fu istituita nel 12 a.C. da Augusto. Era di stanza a Castra Vetera (l'odierna Xanten), ma fu spostata da Claudio nel 50 a Colonia Agrippinensis (l'odierna Colonia). Aveva il compito di pattugliare il fiume Reno, i suoi affluenti e il Mare del Nord. Di fondamentale importanza logistica, trasportava anche truppe e armamenti al di là di quello che per i romani era il confine per antonomasia.
Tra i prefetti a capo della Classis Augusta Germanica Pia Fidelis risulta, da un'epigrafe, anche il nome di Publio Elvio Pertinace, imperatore dal 192 al 193. Vi fu anche un certo Marco Pomponio Vitelliano.
Classis Libyca
Detta anche Classis Nova Lybica, aveva il compito di pattugliare le coste libiche. Le fonti la menzionano per la prima volta intorno al 180 sotto l'imperatore Marco Aurelio o più probabilmente sotto Commodo (tra il 180 e il 188). Di questa flotta potrebbe essere poi stato praefectus classis un certo Clodio Lucifero.
Classis Mauretanica
Di stanza a Iol-Cesarea Mauretaniae (l'attuale Cherchell in Algeria), la Classis Mauretanica aveva il compito di pattugliare lo stretto di Gibilterra in particolare, ma anche le coste del Mediterraneo sud-occidentale (le coste della Mauretania) e della Spagna meridionale.
Era un distaccamento della Classis Alexandrina (con comando speciale). La sua comparsa si fa risalire al 40 circa, sotto Caligola o più probabilmente sotto Claudio, dopo la costituzione della regione in provincia (abbiamo informazioni di classiarii al tempo di Traiano, probabilmente come vexillationes di altre flotte permanenti). Divenne flotta permanente dopo il 176 con Marco Aurelio.
Classis Moesica

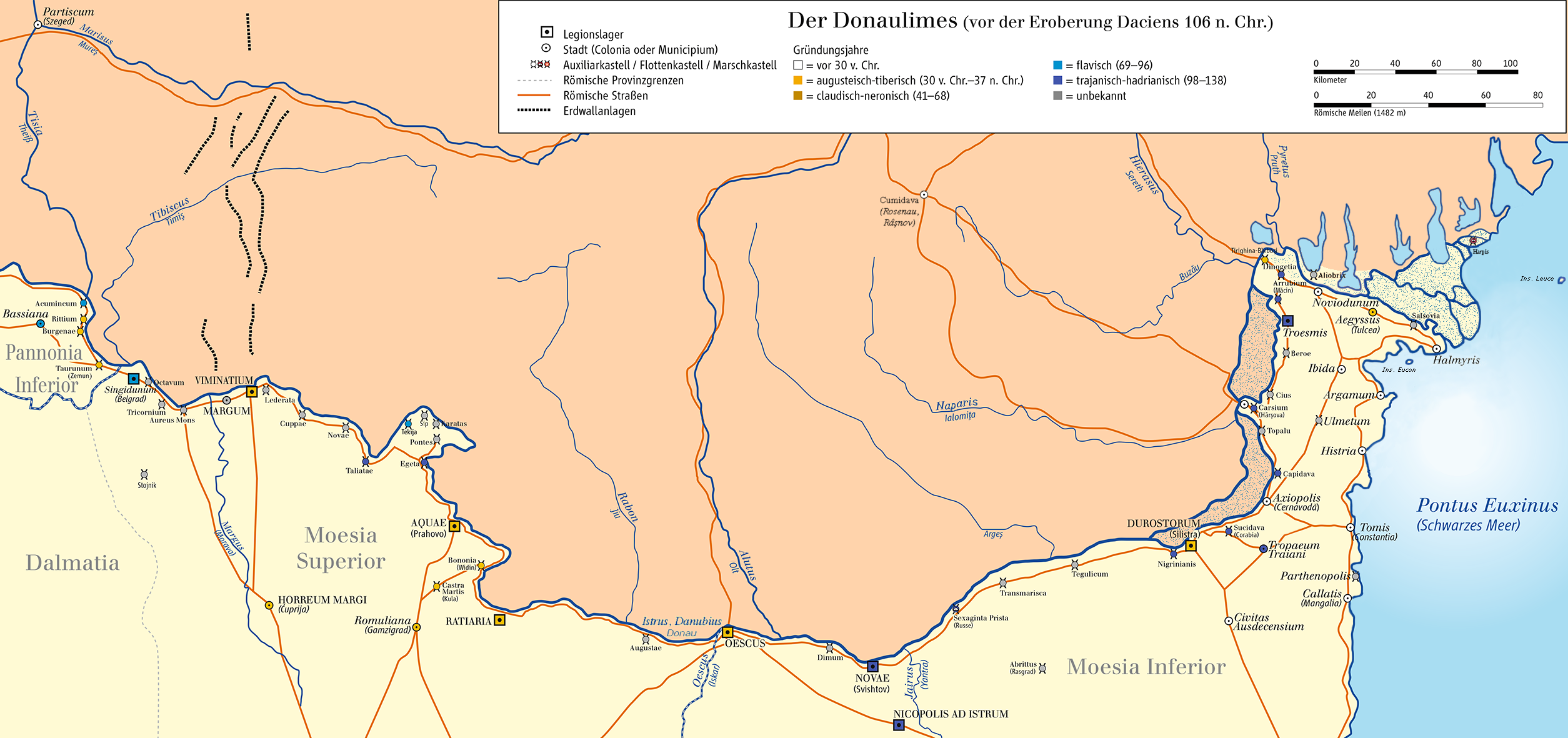
Il limes lungo i confini della Mesia superiore e inferiore

La Classis Moesica era il completamento naturale della flotta del Danubio insieme a quella pannonica. Sede principale della flotta a partire da Domiziano (in seguito alla crisi dacica dell'85-88) fu Sexaginta Prista ("città delle sessanta navi"), più tardi (sotto Traiano dopo la conquista della Dacia) fu Noviodunum.
Altre sedi nel corso dei secoli furono: Novae, Dinogetia, Carsium (oggi Hârșova), Troesmis, Barbosi, Independenta Tomi e Histria. Pattugliava il basso corso del Danubio e i suoi affluenti e, dal 41, il Mar Nero settentrionale con distaccamenti a Olbia Pontica e Chersonesos Taurica.
Classis Pannonica

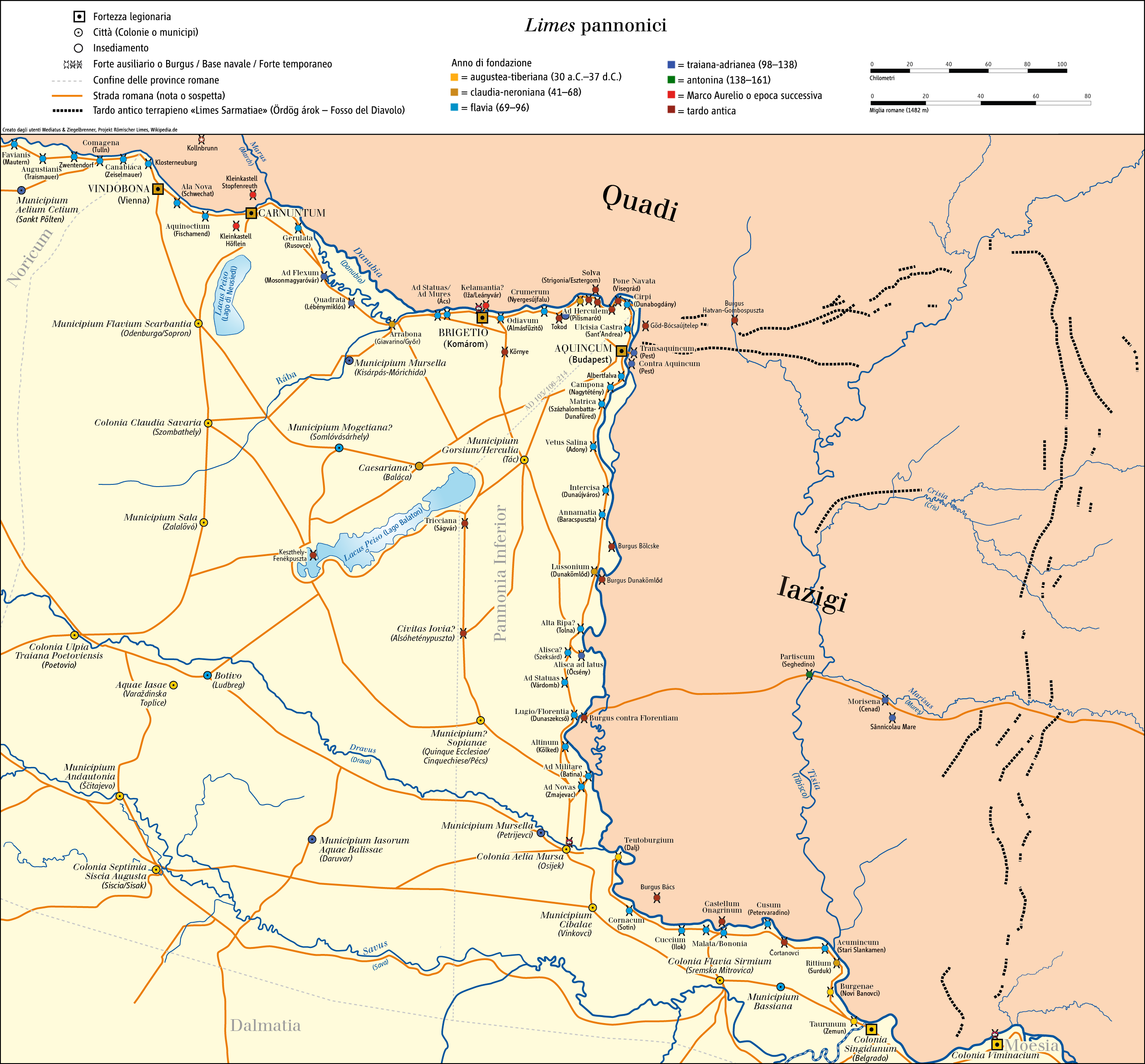
Il limes lungo i confini della Pannonia superiore e inferiore, con il tracciato in Sarmazia della cosiddetta diga del Diavolo.

Fu istituita negli anni 35-33 a.C. dopo le campagne in Illirico di Ottaviano, ma fu stabilmente operativa dal 9/10 dopo la fine della grande ribellione dalmato-pannonica. Lo storico Tacito racconta che nel 50 era presente una flottiglia a guardia del Danubio, subito dopo la caduta di Vannio, re di Marcomanni e Quadi. Riorganizzata sotto la dinastia Flavia, prese il nome di Classis Flavia Pannonica. Aveva il controllo:
- del medio corso del Danubio, da Carnuntum[388] a Taurunum[387] (poco a nord di Singidunum, l'attuale Belgrado), con sedi anche a Brigetio, Aquincum,[389] Lussonium (?),[390] Lugio (?)[391] e Malata;
- del fiume Sava con sedi a Siscia[392] e Sirmio;[393]
- del fiume Drava con basi a Poetovio[394] (almeno nel I secolo) e Mursa.

Classis Pontica
Di stanza a Trapezus (l'odierna Trebisonda), la Classis Pontica pattugliava il Mar Nero meridionale e orientale. Istituita da Augusto nel 14 a.C., operò stabilmente solo a partire dal principato di Nerone. Sembra infatti che, dopo una spedizione nel Chersoneso Taurico (l'attuale penisola di Crimea) nel 57, venne istituita una nuova flotta permanente a presidio e pattugliamento del Pontus Euxinus: la Classis Pontica, utilizzando anche navi appartenute al precedente regno di Tracia (annesso nel 46 da Claudio).
Classis Syriaca
Detta anche Classis Syriaca Seleucena, fu istituita nel 63 a.C. da Gneo Pompeo Magno per debellare i pirati della Cilicia, che rendevano insicure per i commerci le acque orientali del Mediterraneo e del mar Egeo; diventò operativa come flotta stabile sotto l'imperatore Vespasiano nel 70, o forse già sotto Tiberio, al tempo dell'allora governatore di Siria, Gneo Calpurnio Pisone. Era di stanza a Seleucia Pieriae (o Seleucia di Pieria, l'attuale Samandağ in Turchia).

### Vexillationes di flotte
Esistono altri nomi di navi di cui non sappiamo se siano appartenute a flottiglie minori o se, più probabilmente, appartenessero a vexillationes di altre già conosciute (tra cui le due flotte pretorie):
- 1 esareme: Ops (della classis Misenensis) con soggiorni a Roma e Ostia;[397]
- 3 quadriremi: Fortuna (iscrizioni da Roma[398] oppure da Civitavecchia[399]), Ops (iscrizione da Olbia in Sardegna[400]), Padus (da Civitavecchia[401]);
- 18 triremi: Aesculapius (iscrizione da Ravenna[402]), Ops (da Roma[403]), Apollo (iscrizione da Ostia/Roma[404]), Aquila (iscrizione da Roma[405]), Athenonix (iscrizione da Paestum[406]), Augustus (iscrizione da Seleucia ad Calycadnum[407] e Roma[408]), Capricornus (iscrizione da Roma[409]), Diana (iscrizione da Roma[410]), Fides (iscrizione da Roma[411]), Iovis (iscrizione da Seleucia di Pieria[412]), Libertas (iscrizione da Ostia/Roma[413]), Mars (vexill. della Classis Ravennatis in Hispania Citerior[414]), Minerva (iscrizione da Roma[415] e Napoli[416]), Nauta (iscrizione da Brindisi[417]), Neptunus (iscrizione da Roma[418]), Providentia (da Seleucia di Pieria[419]), Quadriga (iscrizione da Brundisium[420]), Triptolemus (iscrizione da Brundisium[421]).
- 12 liburne: Armata (da Roma[422]), Clementia (da Civitavecchia[423]), Clupeus (da Caorle[424]), Dulphinus (da Tiro[425]), Eufrates, Fides (iscrizione da Roma[426]), Gryps (iscrizione da Efeso nella provincia d'Asia), Lucusta (da Opsorus[427] o da Punta Krizia[428] in Dalmazia), Murena (iscrizione da Salona[429]), Salus Augusta (da Olbia in Sardegna[430]), Sphinx, Triton (sembra fosse di stanza a Brundisium[431]).

## Flotte tardo imperiali
Le informazioni qui raccolte derivano in gran parte dalla Notitia dignitatum, che corrisponde a una situazione databile attorno al 420 per l'Impero romano d'Occidente e al 395 per l'Impero romano d'Oriente. Va notata la moltiplicazione di flotte fluviali o locali rispetto al periodo alto imperiale.

### Flotte danubiane
La Classis Histrica successe alle Classis Pannonica e alla Classis Moesica. Aveva come principali basi Mursa nella Pannonia secunda, Florentia in Pannonia Valeria, Arruntum in Pannonia prima, Viminacium in Moesia prima e Aegetae nella Dacia ripensis.
Flotte di minori dimensioni erano attestate anche lungo i tributari del Danubio:
- la Classis Arlapensis et Maginensis (con base a Arelape e Comagena);
- la Classis Lauriacensis (con base a Lauriacum) in Pannonia prima;[434]
- la Classis Stradensis et Germensis (con base a Margo in Moesia prima;[435]
- la Classis Ratianensis, in Dacia ripensis.[436]

Le unità navali erano poi connesse con i porti e le unità imbarcate. Lungo il limes danubiano erano presenti:
- in Pannonia prima e Noricum ripensis, distaccamenti navali (milites liburnarii) della legio XIV Gemina e della legio X Gemina a Carnuntum e Arrabona, oltre a quelli della legio II Italica a Ioviacum;[434]
- in Pannonia secunda, la I Flavia Augusta (a Sirmium) e la II Flavia erano sotto un loro prefetto.[432]
- In Moesia secunda, due unità di classiarii (milites nauclarii) ad Appiaria e Altinum.[437]
- In Scythia Minor, classiarii (muscularii)[438] della legio II Herculia a Inplateypegiis e marinai (nauclarii) a Flaviana.[439]

### Flotte occidentali

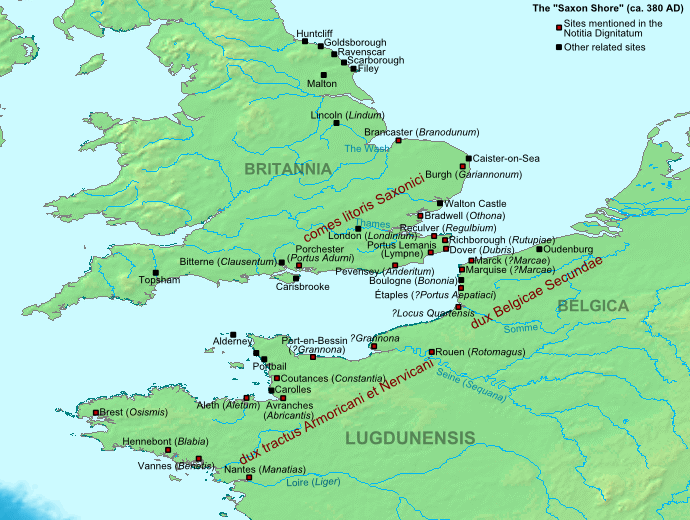
Flotte del Comes litoris Saxonici per Britannias, del Dux Belgicae secundae e del Dux tractus Armoricani et Neruicani.

Nella parte occidentale, in particolare nella Gallia, si trovavano numerose flotte fluviali. Erano tutte poste sotto il comando di un magister peditum dell'Occidente, ed erano le seguenti:
- la Classis Anderetianorum, con base a Lutetia Parisorum (Parigi), che operava lungo i fiumi Senna e Oise;
- la Classis Ararica, con base a Caballodunum (Chalon-sur-Saône), che operava sul fiume Saône;
- la Classis barcariorum, composta da piccole imbarcazioni, con base a Eburodunum (la moderna Yverdon-les-Bains), che operava presso il lago di Neuchâtel;
- la Classis Comensis, presso il lago di Como;
- le antiche flotte della Classis Misenensis e Ravennatis, senza che fosse specificato se fossero o meno superiori alla altre flotte, considerando che buona parte delle stesse era stata trasferita a Costantinopoli a partire dal 330;
- la Classis fluminis Rhodani, con base ad Arelate, che operava lungo il fiume Rodano. Era una flotta complementare a quella di marinai (milites muscularii) con sede a Marsiglia;
- laClassis Sambrica, con base a Locus Quartensis (località sconosciuta), che operava lungo il fiume Somme e il Canale della Manica. Fu posta sotto il comando del Dux Belgicae secundae;[441]
- La Classis Venetum, con sede ad Aquileia, che operava nel nord del mare Adriatico. Questa flotta fu creata per garantire le comunicazioni con le capitali imperiali della valle del Po, Ravenna e Mediolanum (Milano), oltre alle vicine città della provincia di Dalmazia.[442]

Va notato che, con l'eccezione della flotta pretoriana (la cui citazione nella lista non significa necessariamente un suo stato di attività), le antiche flotte del Principato sono del tutto assenti. La Classis Britannica scomparve sotto questo nome dopo la metà del III secolo. I suoi resti confluirono tutti nel sistema del litus Saxonicum. Le flotte di Mauritania e Africa furono invece sciolte dopo la conquista dei Vandali, mentre l'assenza della Classis Germanica fu dovuta molto probabilmente al crollo del limes renano dopo la grande invasione dell'inverno del 405-406.

### Flotte orientali
Riguardo invece alle flotte orientali, sappiamo da fonti autorevoli che la Classis Alexandrina e la Classis Seleucena continuarono a operare, e che attorno al 400 fu creato un distaccamento dalla Classis Syriaca, denominato Classis Carpathia, con sede nel mar Egeo, nell'isola di Scarpanto. Una flotta era infine posizionata a Costantinopoli, ma non si han sufficienti dettagli su di essa.

## Principali porti militari imperiali

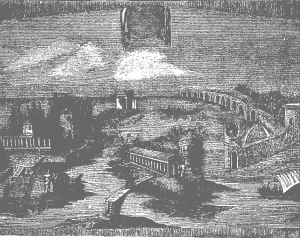
Rappresentazione di un antico porto romano.

Possiamo dividere i principali porti militari/commerciali in due aree di influenza: occidentale e orientale. Nell'ambito poi di questa divisione, vale la pena considerare i porti delle flotte pretorie e provinciali, di quelle marittime e fluviali.

### Porti occidentali

#### Italia
Misenum in regio I Latium et Campania
In età augustea, in seguito all'impraticabilità del precedente porto militare di Portus Iulius nella baia di Pozzuoli (utilizzato da Ottaviano durante la guerra contro Sesto Pompeo), la vicina Miseno divenne la più importante base militare della flotta praetoria romana a guardia del bacino del Mediterraneo occidentale. Il porto sfruttava un doppio bacino naturale, quello più interno di circa 3 km di circonferenza (detto Maremorto o Lago Miseno), in epoca antica dedicato ai cantieri e alla manutenzione navale, e quello più esterno, che era il porto vero e proprio. Tra i due bacini gli storici hanno immaginato vi fossero gli impianti navali e gli alloggiamenti della classis Misenensis.

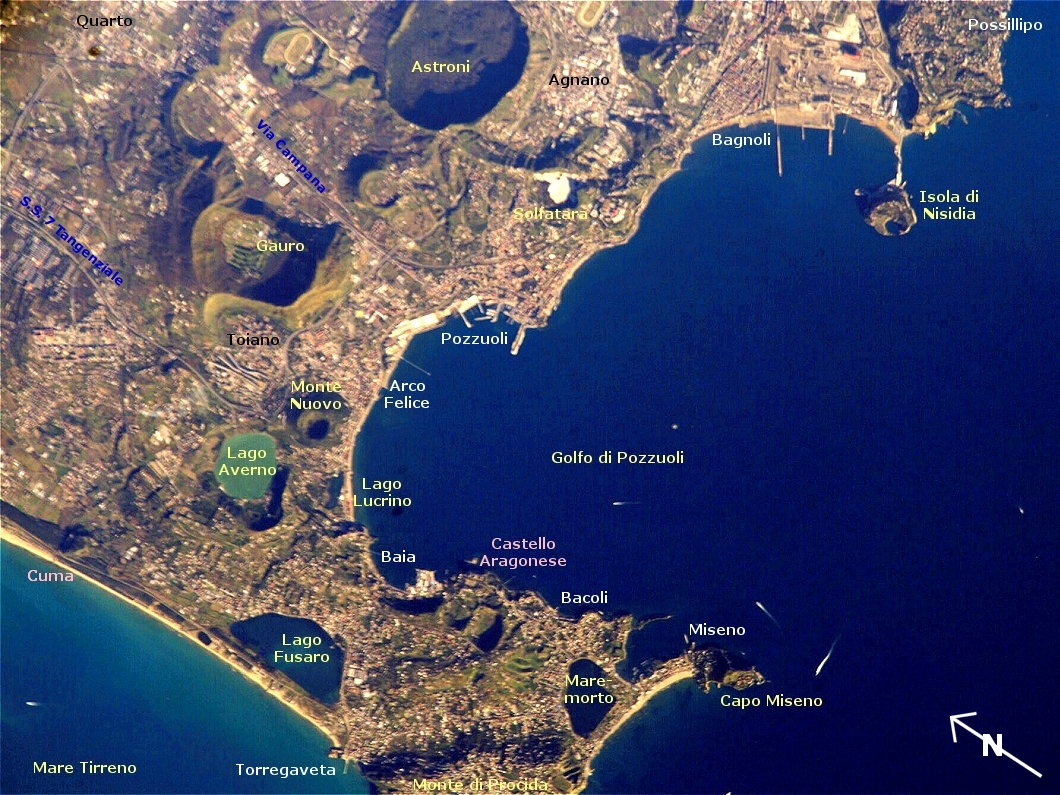
Immagine satellitare con il golfo di Pozzuoli. Nella parte bassa della foto, capo Miseno e l'antico porto della Classis Misenensis.
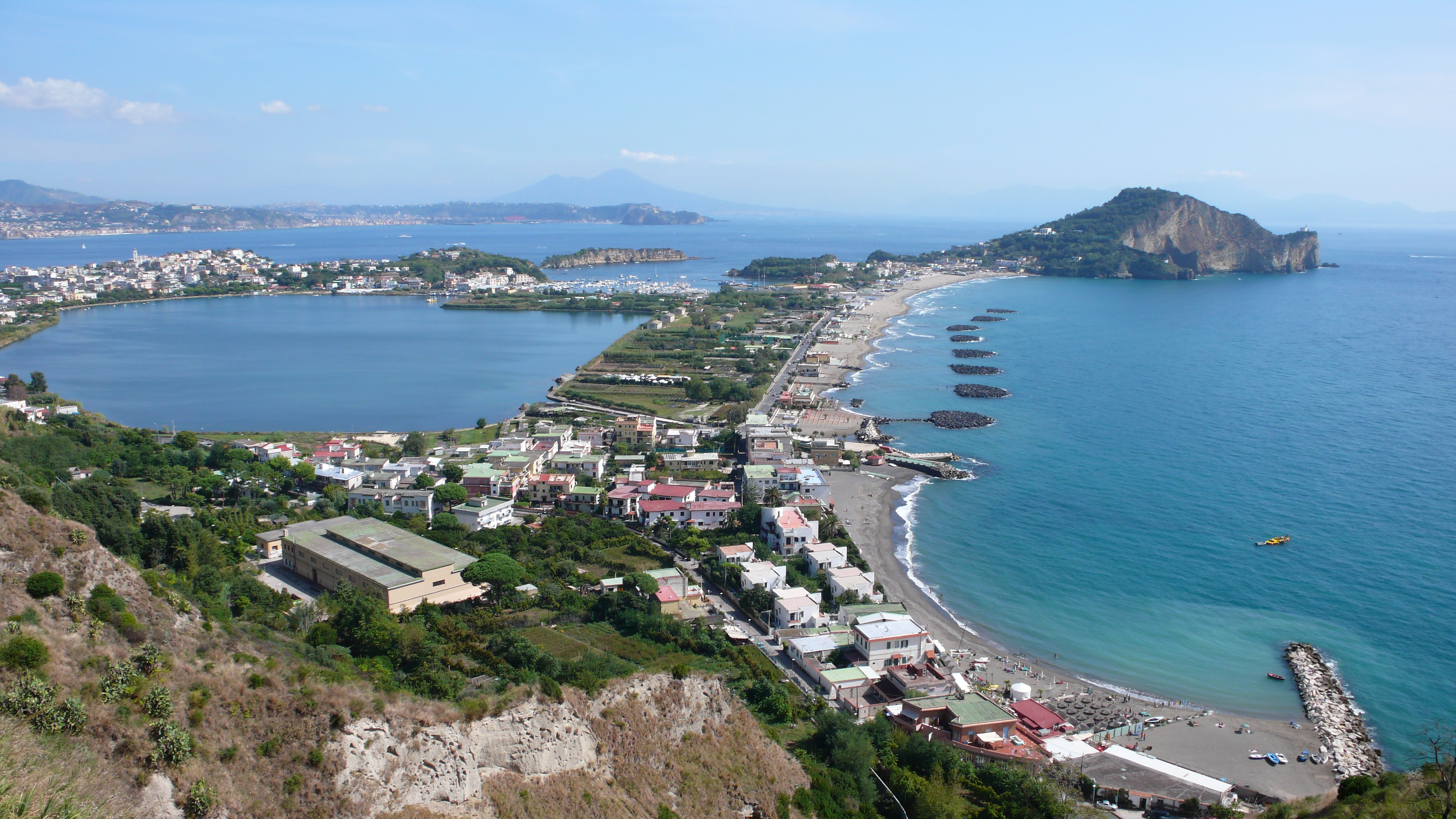
Veduta da Monte di Procida con la spiaggia di Miliscola, Capo Miseno e il bacino interno dell'antico porto di Miseno.
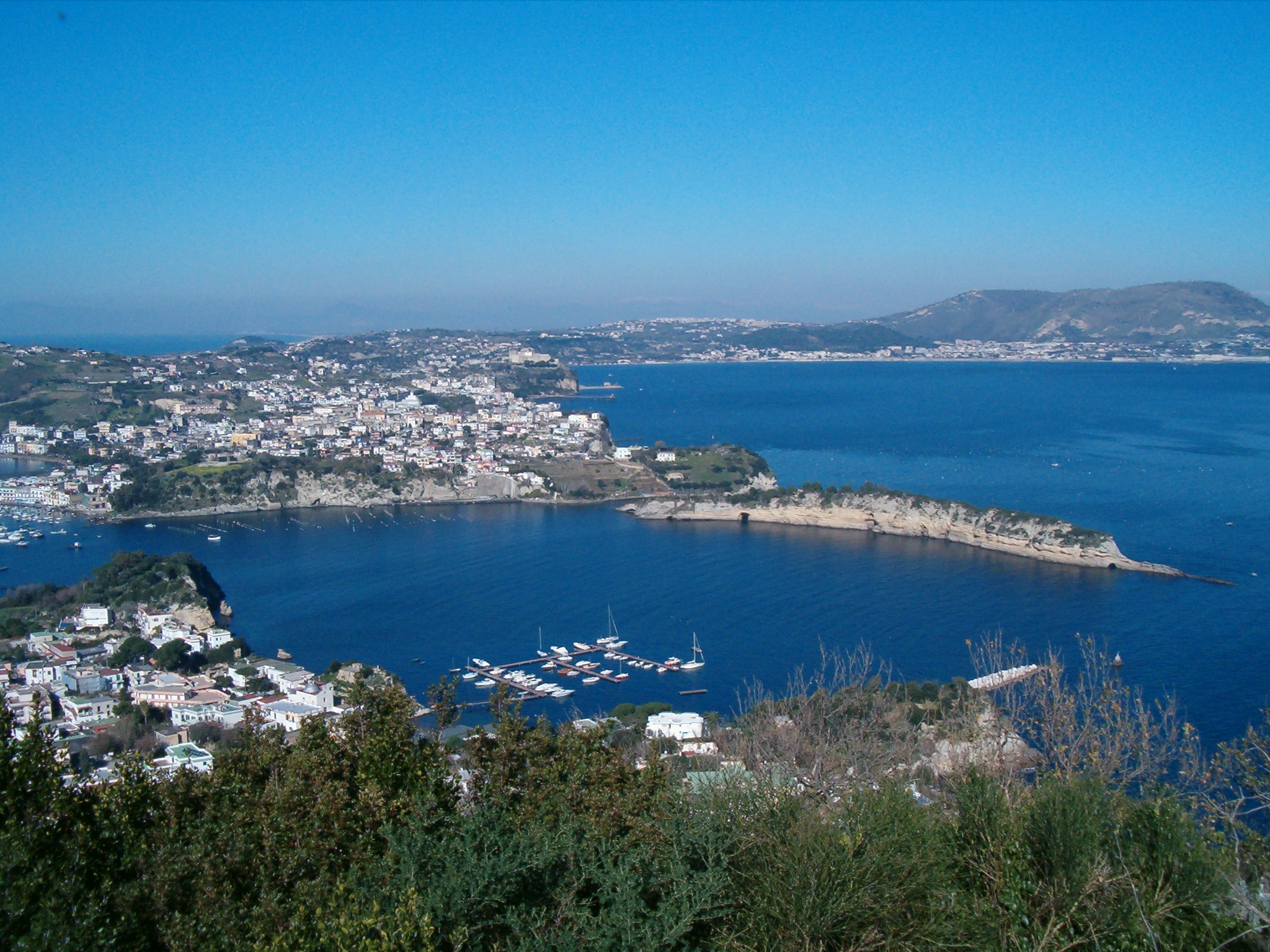
Il porto di Miseno sorgeva su un precedente cratere vulcanico, allagato dal mar Tirreno.
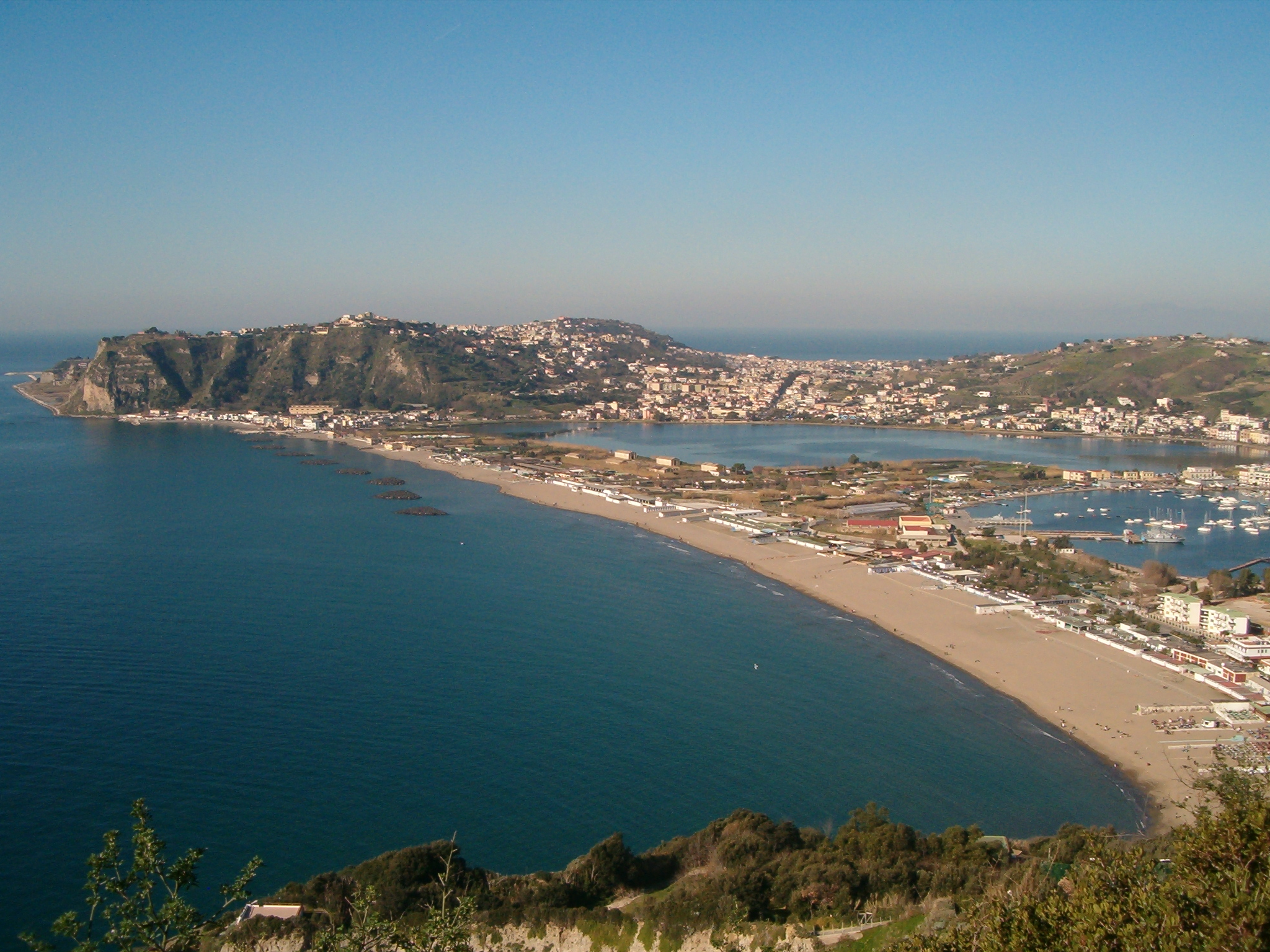
La parte più interna del porto, un lago naturale, quasi chiusa da una lingua di terra, sulla quale era posto il castrum dei classiarii.
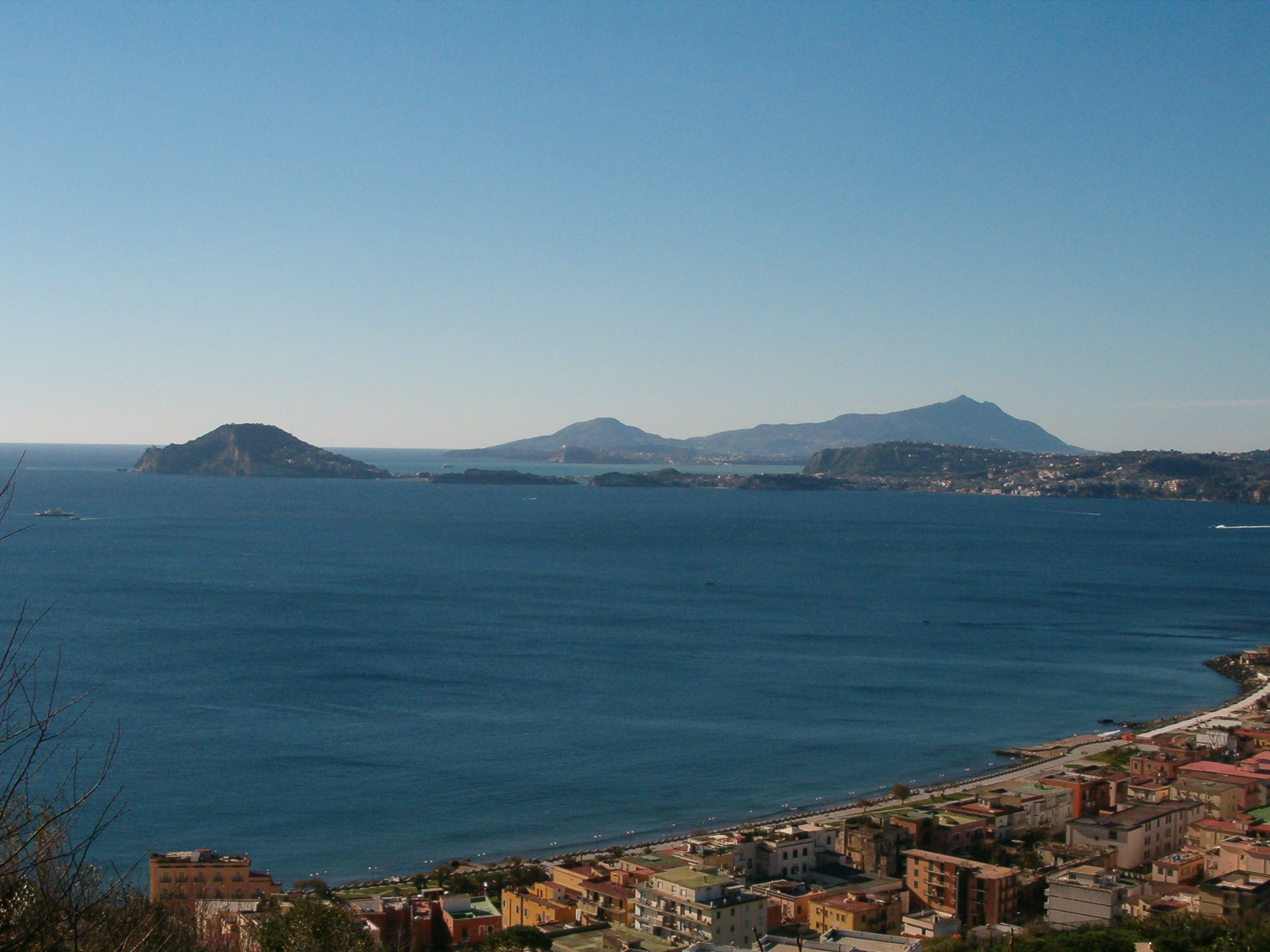
Capo Miseno visto dal golfo di Pozzuoli.

Ostia antica
- Porto di Claudio: già Giulio Cesare aveva intuito la necessità di creare un nuovo porto vicino a Roma, ma le difficoltà tecniche e l'urgenza di altri problemi l'avevano fatto rinunciare. A causa dell'aumento del traffico commerciale e della distanza tra Roma e Ostia (pari a 190 stadi[449]), che dava scarsa autonomia agli approvvigionamenti della capitale dell'Impero romano (solo otto giorni[450]), l'imperatore Claudio fece costruire, a partire dal 42, un nuovo porto circa 3 km a nord di Ostia, collegato al Tevere da un canale, terminato nel 46: il canale di Fiumicino, con la formazione dell'Isola Sacra. Il porto fu terminato da Nerone, nel 64-66 (cfr. moneta qui sotto),[451] ma era già attivo nel 62.

Di forma grossomodo circolare, fu creato partendo da un bacino artificiale di circa 90 ettari di superficie (non molto profondo, solo cinque metri), costruito utilizzando una laguna, con il cordone sabbioso a costituire una protezione naturale. Poteva ospitare fino a duecento navi. L'entrata del bacino fu sbarrata da un'immensa diga di 758 m di lunghezza e 3 m di larghezza, lasciando come entrata al porto un passaggio di 206 m, tra la diga e un molo lungo 600 m e largo 12 m, il cosiddetto monte Giulio, situato a nord-est sulla terra ferma. Furono creati attracchi ed horrea (magazzini utilizzati in epoca romana) sui due bracci del porto, che in complesso coprivano più di cento ettari, per facilitare gli scambi e lo stoccaggio delle merci. All'estremità della grande diga fu eretto un faro, simile a quello del porto di Alessandria, utilizzando come fondazione la nave utilizzata dall'imperatore Caligola per portare dall'Egitto l'obelisco che attualmente si trova in piazza San Pietro, nella città del Vaticano. La nave fu riempita di pietre, quindi fatta affondare per fare affiorare un isolotto artificiale, lungo 300 metri e largo 23. Secondo Svetonio i lavori richiesero l'intervento di trentamila operai e di duemila buoi in un arco di undici anni.
| Immagine | Valore    | Dritto | Rovescio | Datazione | Peso; diametro                               | Catalogazione       |
| -------- | --------- | --- | --- | --------- | -------------------------------------------- | ------------------- |
|          | sesterzio | NERO CLAVD CAESAR AVG GER P M TR P IMP P P, testa laureata di Nerone verso destra, con un globo alla base del busto; | AUGUSTI (in alto) S PORTO S T C, porto di Claudio con sette navi; in alto si nota un faro sormontato da una statua di Nettuno; sotto la personificazione del Tevere sdraiato, tiene un timone e un delfino; a sinistra un molo a forma di mezzaluna con portico e un altare, a destra, a forma di mezzaluna, fila di frangiflutti. | 64        | 37 mm, 28.77 gr, 6 h (zecca di Roma antica); | RIC I 178; WCN 120. |

- Porto esagonale di Traiano: il nuovo porto di Claudio era troppo esposto alle insidie delle tempeste. Tacito riporta che già nel 62, prima quindi che i lavori fossero portati a compimento, una tempesta affondò duecento navi.[456] Inoltre, il suo mantenimento era estremamente costoso. L'imperatore Traiano fece quindi costruire da Apollodoro di Damasco un nuovo porto, il porto di Traiano, più funzionale e più arretrato di quello di Claudio rispetto alla costa.[457] I lavori durarono dal 100 almeno al 112,[458] con la creazione di un bacino di forma esagonale[459] con lati di 358 m e profondo 5 m, con una superficie di trentadue ettari e duemila metri di banchina.[453][460] Fu costruito un ulteriore canale (fossa Traiana) e il collegamento a Ostia fu assicurato da una strada a due corsie. Al Portus Traiani furono costruiti magazzini e depositi per permettere la miglior conservazione delle derrate alimentari.[453]

| Immagine | Valore      | Dritto | Rovescio                                                                                             | Datazione | Peso; diametro       | Catalogazione         |
| -------- | ----------- | --- | --- | --------- | -------------------- | --------------------- |
|          | Æ Sesterzio | IMP CAES NERVAE Traiano AVG GER DAC P M TR P COS V P P, testa laureata a destra, drappeggio sulla spalla sinistra, con mantello. | PORTVM TRAIANI, il bacino ottagonale del porto di Traiano, circondato da magazzini e navi al centro. | 106-111   | 33 mm, 23.35 gr, 6 h | RIC Traianus, II 632. |

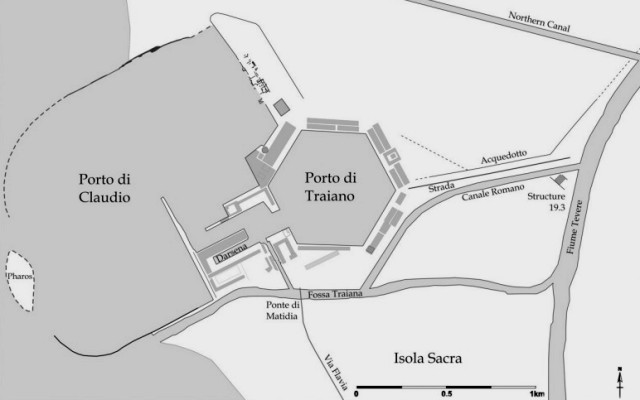
Mappa ricostruttiva dei porti di Claudio e Traiano.
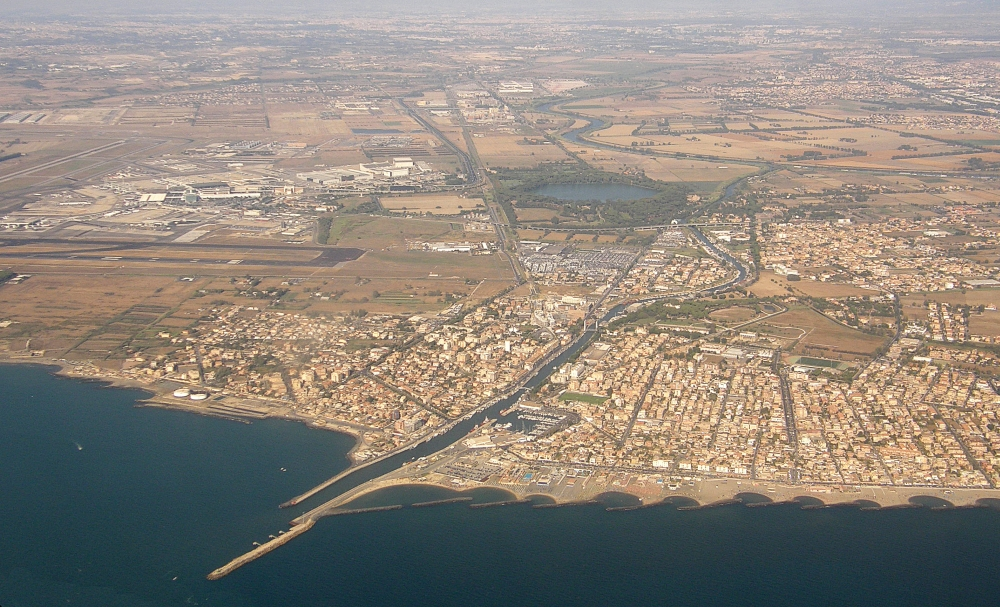
Il bacino del porto di Traiano, nella parte centrale della foto (subito dietro la pista di atterraggio dell'aeroporto di Roma-Fiumicino).
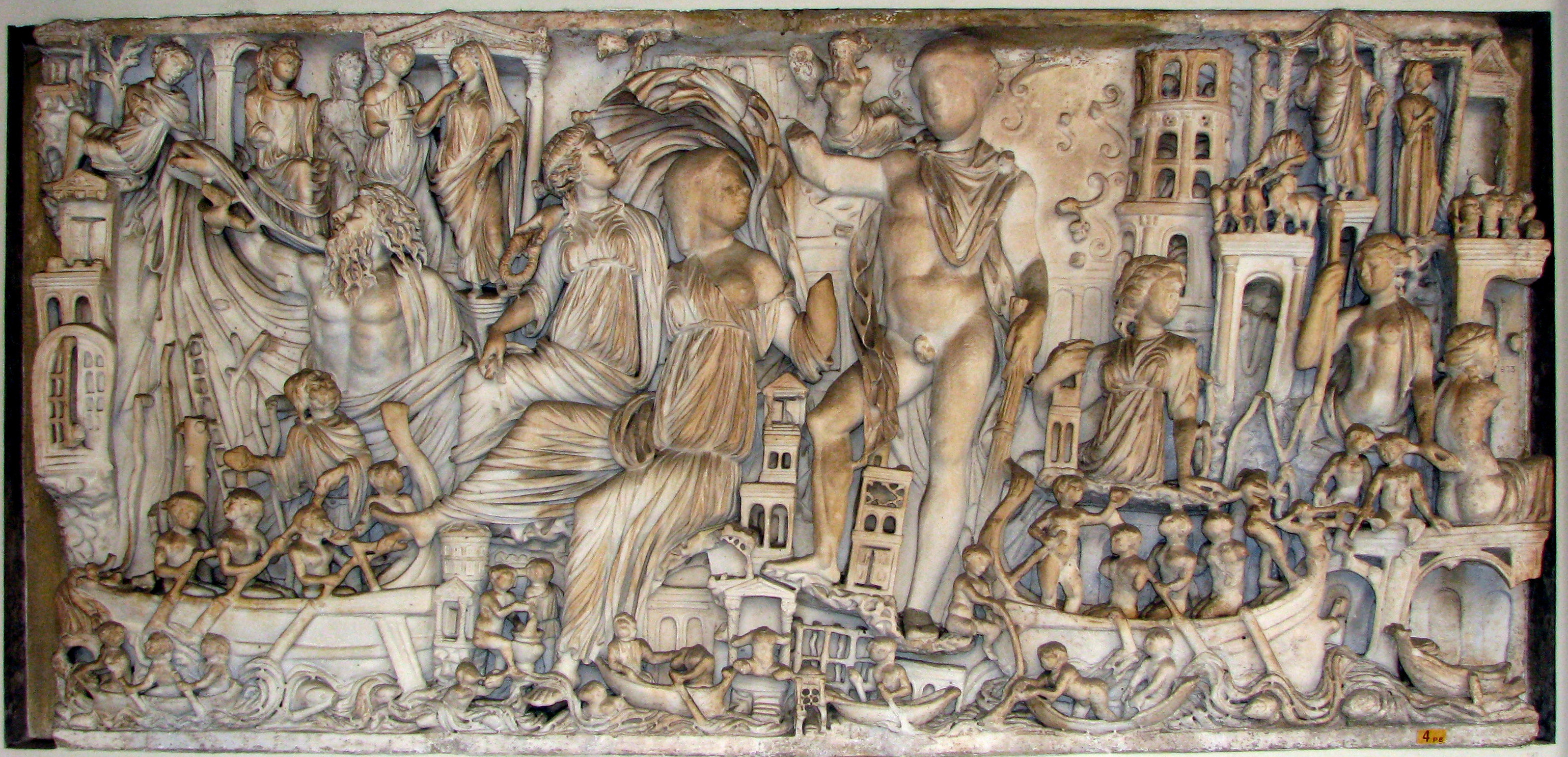
Rappresentazione del porto di Ostia antica, databile alla metà del III secolo (oggi presso il Museo Pio-Clementino).

#### Gallie e Germanie
Forum Iulii nella Gallia Narbonense
Fu fondata da Giulio Cesare in sostituzione della vicina Massalia, attorno al 49 a.C. Qui Ottaviano, dopo la vittoria di Azio, portò tutte le navi da guerra prese al rivale Marco Antonio, costituendovi una base militare. Poi, tra il 29 e il 27 a.C., Forum Iulii venne trasformata in colonia romana con il nome di Colonia Octaviorum con i veterani delle legio VIII Augusta e VIIII Hispana, divenendo un grande mercato per il commercio di prodotti artigianali e beni agricoli. Il porto commerciale fu secondo in Occidente solo a quello di Ostia.
Porto fluviale di Colonia Agrippinensis
Colonia Claudia Ara Agrippinensium (oggi Colonia), oltre a essere una fortezza legionaria della provincia romana della Germania inferiore, fu porto fluviale della Classis germanica.

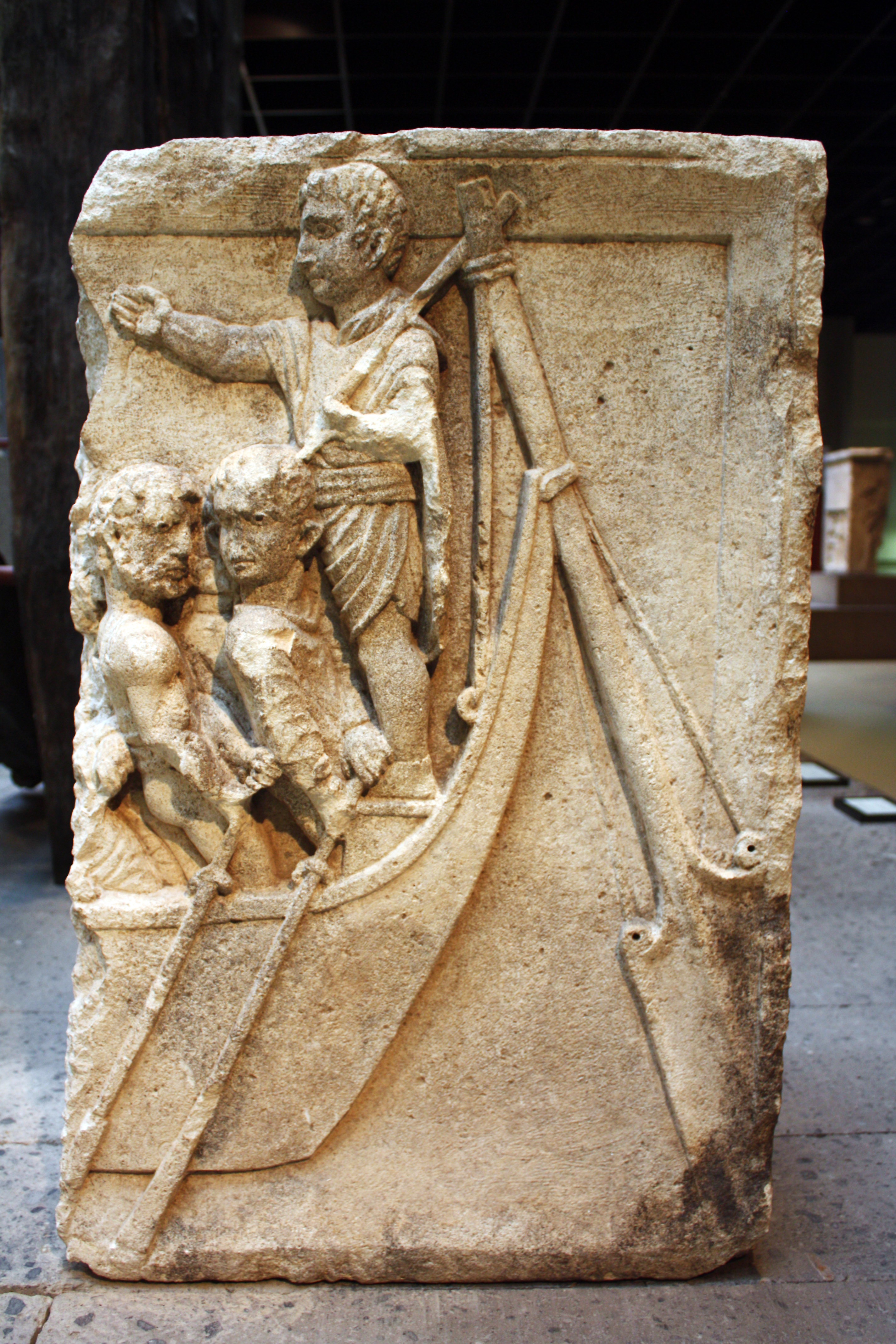
Rilievo in pietra risalente al I secolo, rinvenuto sulle rive del Reno e conservato al Museo romano-germanico di Colonia. Esso mostra la poppa di una nave con il suo timoniere romano alla barra. I servi seduti di fronte a lui sui sedili sono rappresentati con barbe e vestiti tipici "barbari".
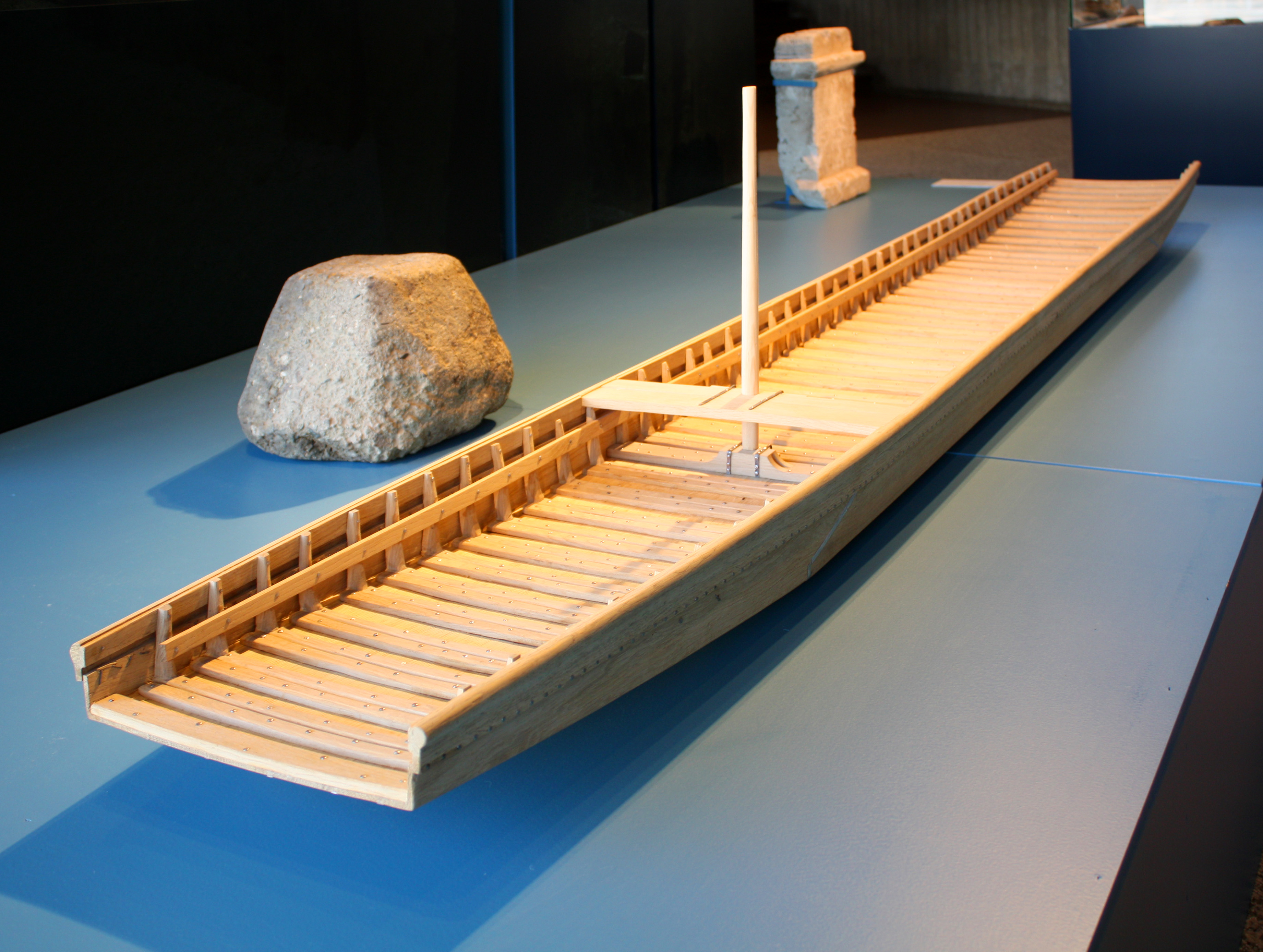
Ricostruzione di una nave romana, trovata tredici metri sotto il livello attuale della città di Colonia. Era lunga in origine venti metri e utilizzata per il trasporto di bestiame, cereali, verdura, legna da ardere, legno e mattoni.
Ricostruzione ideale della città di Colonia Agrippinensis.
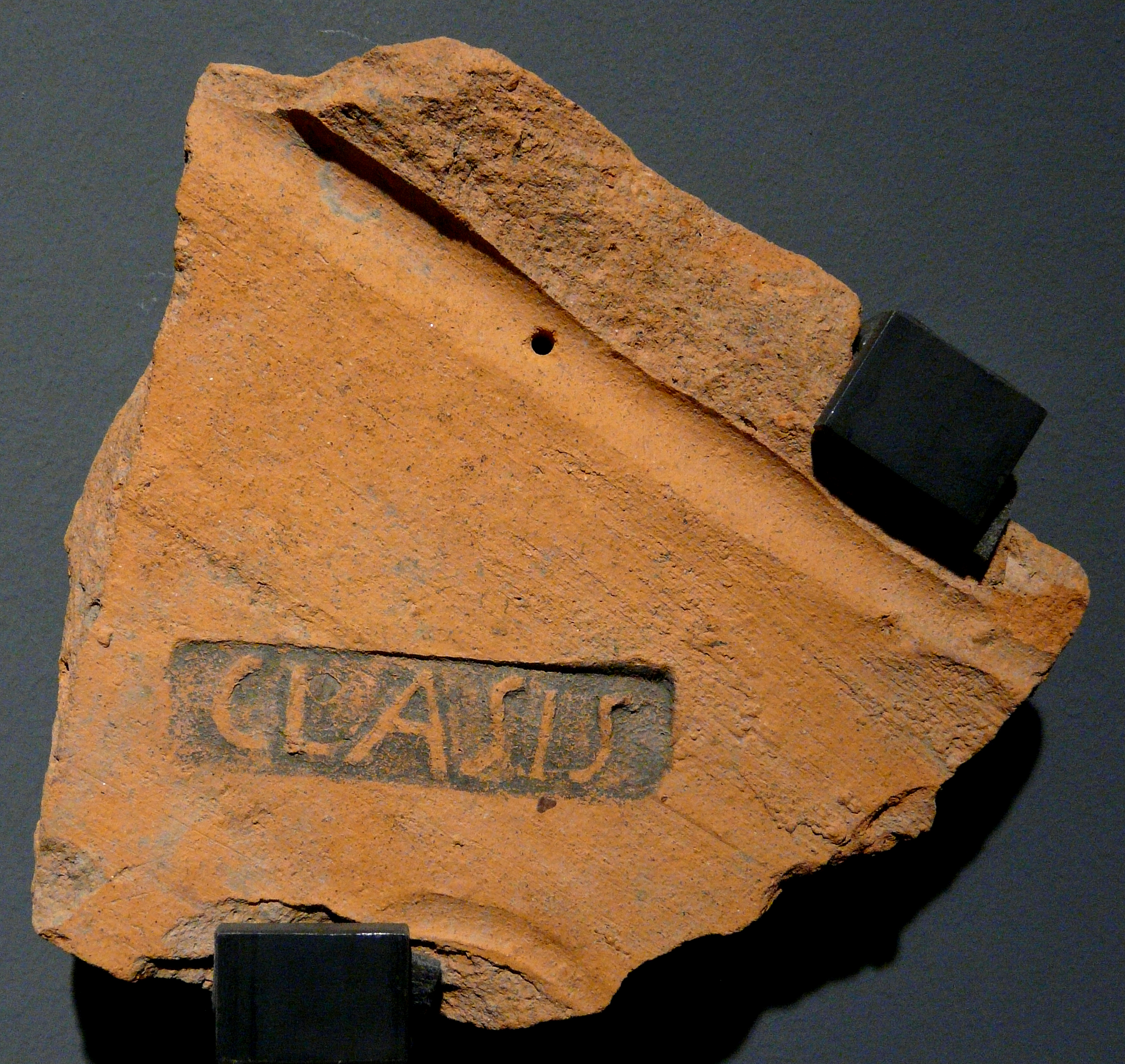
Tegula della flotta romana germanica.

Porto fluviale di Mogontiacum
Si trattava di uno dei maggiori porti fluviali. Era posizionato lungo il limes renano. Sorgeva non molto distante dalla fortezza legionaria, lungo la strada che conduceva a nord-est fino al fiume, sede della classis germanica. Alcune navi della flotta vennero rinvenute e sono oggi presso il Museo delle navi romane di Magonza. Sulla sponda opposta del fiume, attraversato da un lungo ponte i cui piloni in pietra poggiavano su palafitte in legno (metà del I secolo), si raggiungeva un forte ausiliario in località Kastel, a protezione del ponte stesso.

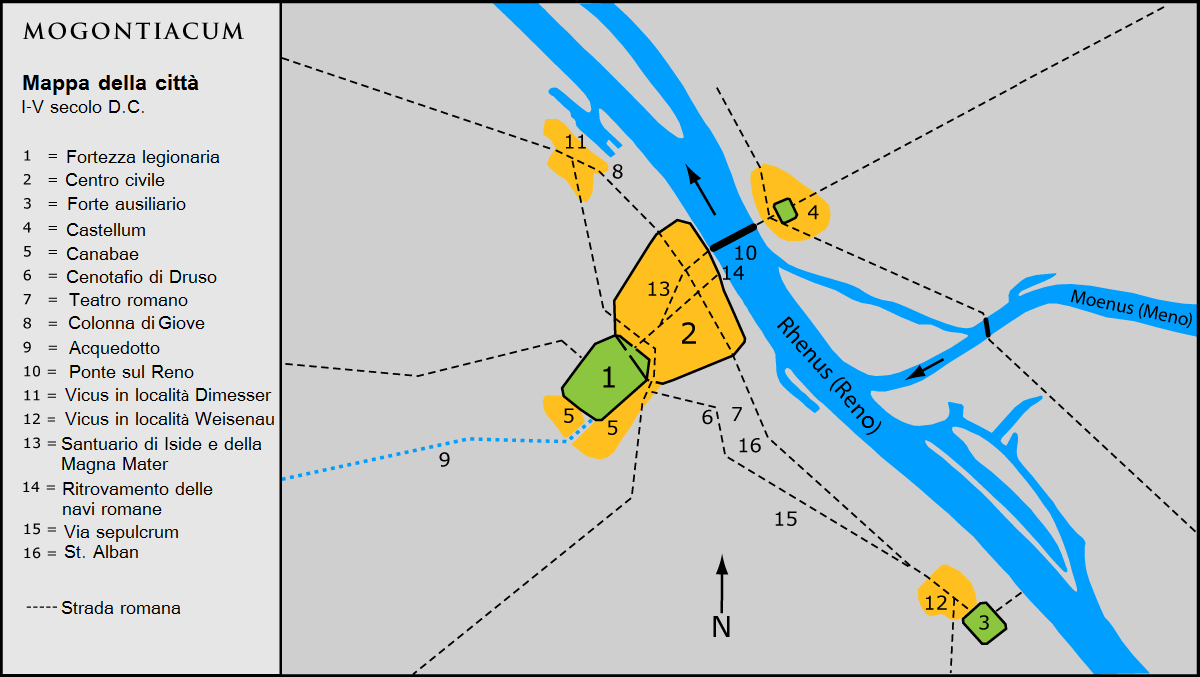
Mappa di Mogontiacum: la fortezza legionaria, il castellum ausiliario e il porto fluviale.
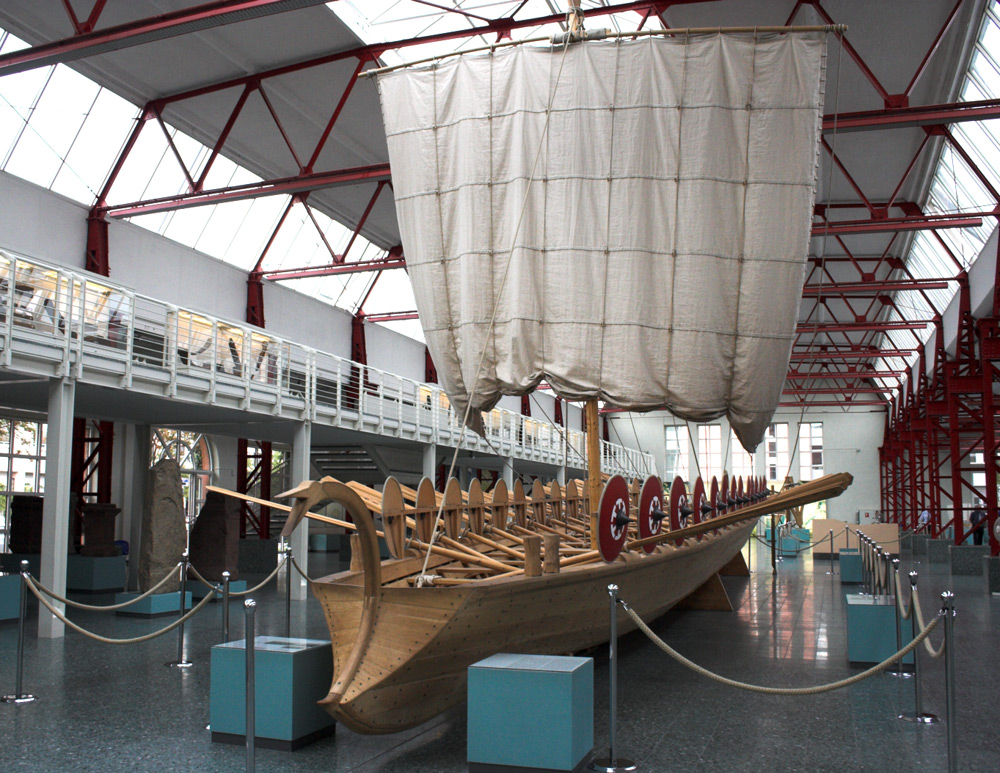
Ricostruzione della Navis lusoria (della Classis Germanica) nel Museo delle navi romane di Magonza.
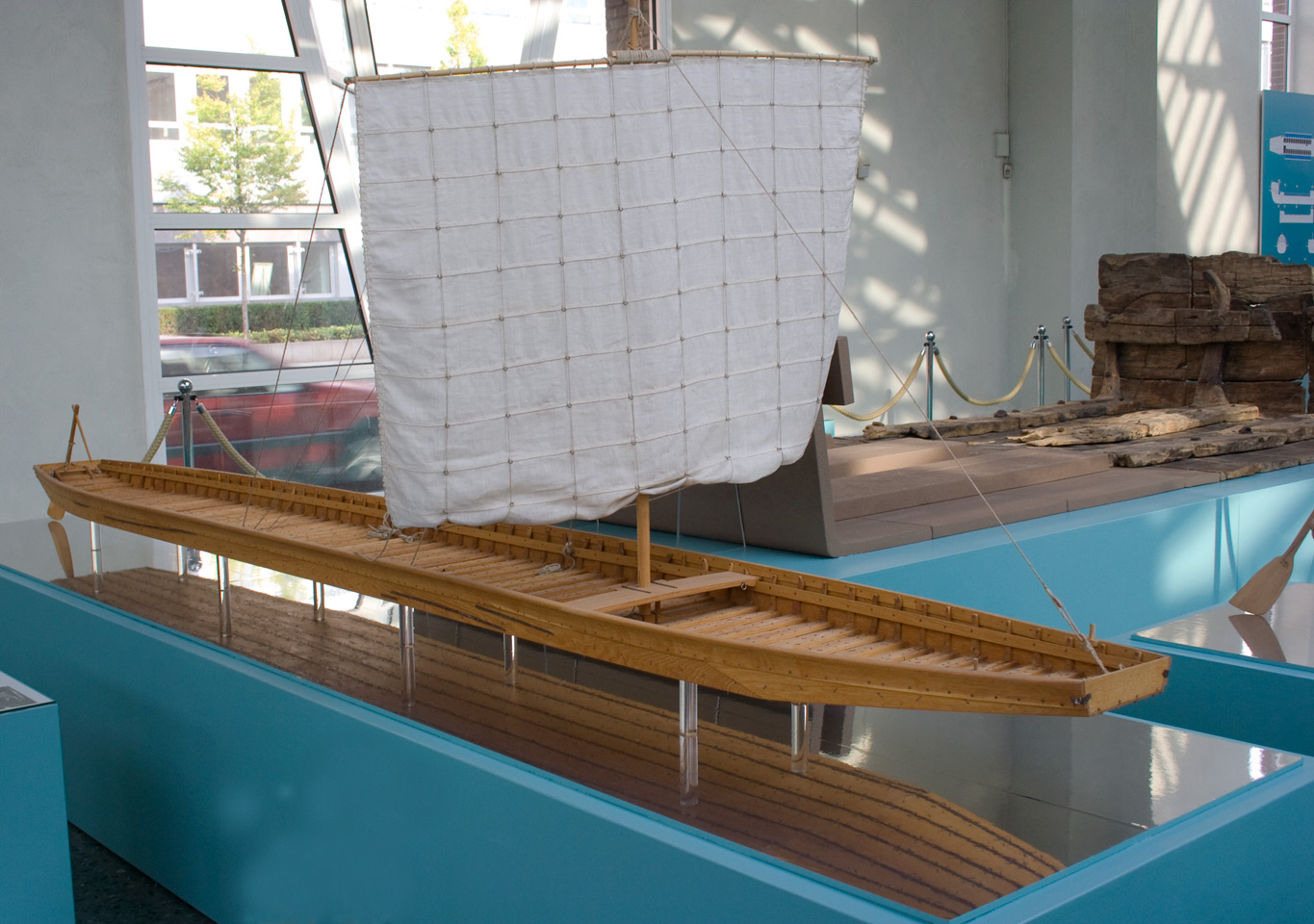
Modello di una chiatta romana a fondo piatto, adatta a navigare sui bassi fondali fluviali.
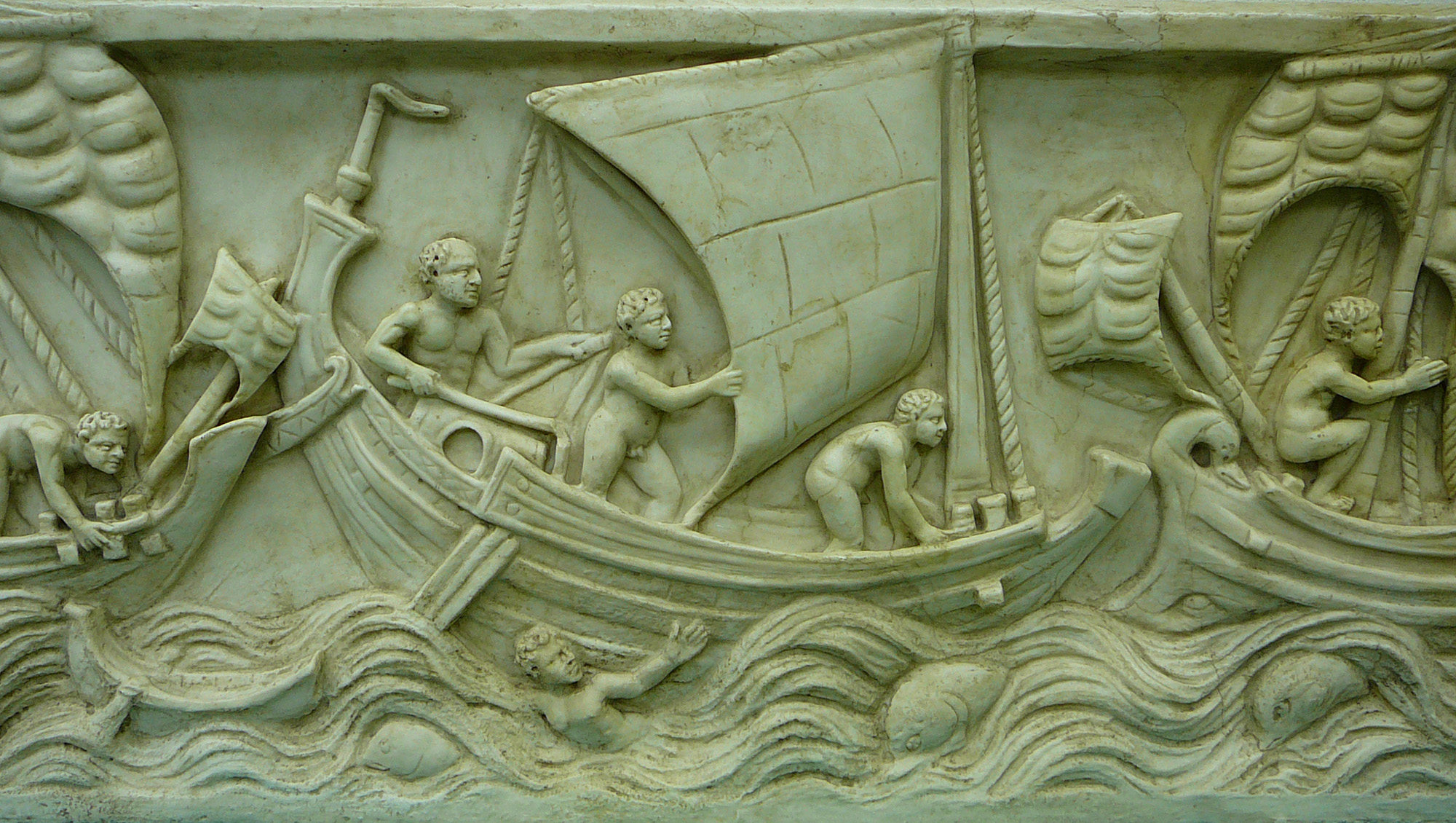
Nave mercantile, denominata corbita, presente lungo i tratti fluviali. Era utilizzata per il trasporto di merci e l'approvvigionamento delle truppe di terra (Museo di Magonza).

#### Africa e Mauritanie
Leptis Magna in Africa proconsolare
Il porto era un elemento dal quale la città non poteva prescindere nella visione urbanistica di Settimio Severo, che qui era nato. Del faro non restano oggi che le fondamenta, ma un tempo esso era alto più di 35 metri e, a detta di alcuni storici, non era molto diverso dal più rinomato faro di Alessandria. Le zone che meglio si sono conservate del porto sono il molo orientale, i magazzini, le rovine di una torre di osservazione e una parte delle banchine utilizzate per il carico delle merci. Il porto era costituito da un grande bacino di circa 102 000 mq (390 x 410 metri), con una circonferenza di quasi 1 300 metri. Ai lati vi erano due banchine di 1 000 metri ciascuna (una delle quali terminava con la forma di una "T"), dotate di numerose postazioni di ormeggio. Altrettanto degna di nota è l'imponente scalinata del tempio di Giove Dolicheno. Era, questa, una divinità siriana poco conosciuta all'epoca di Settimio Severo e si crede che la comparsa di questo tempio a lei dedicato sia dovuta al fatto che la moglie dell'imperatore fosse siriana.

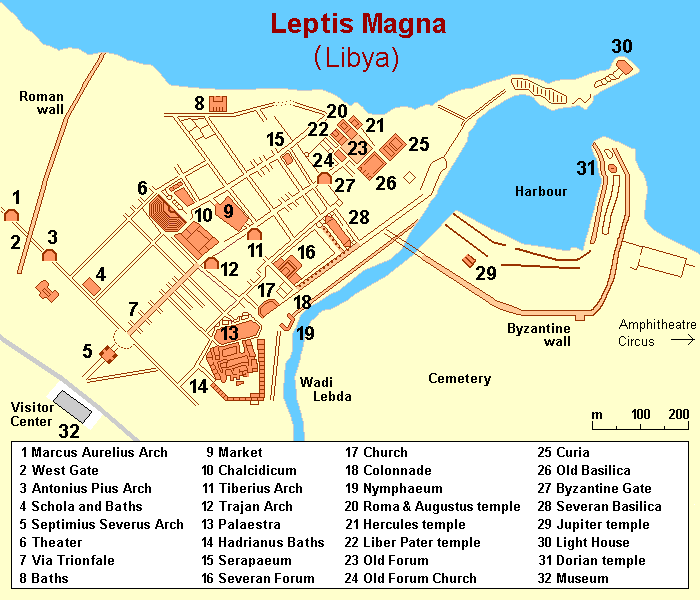
Pianta della città di Leptis Magna con il porto.
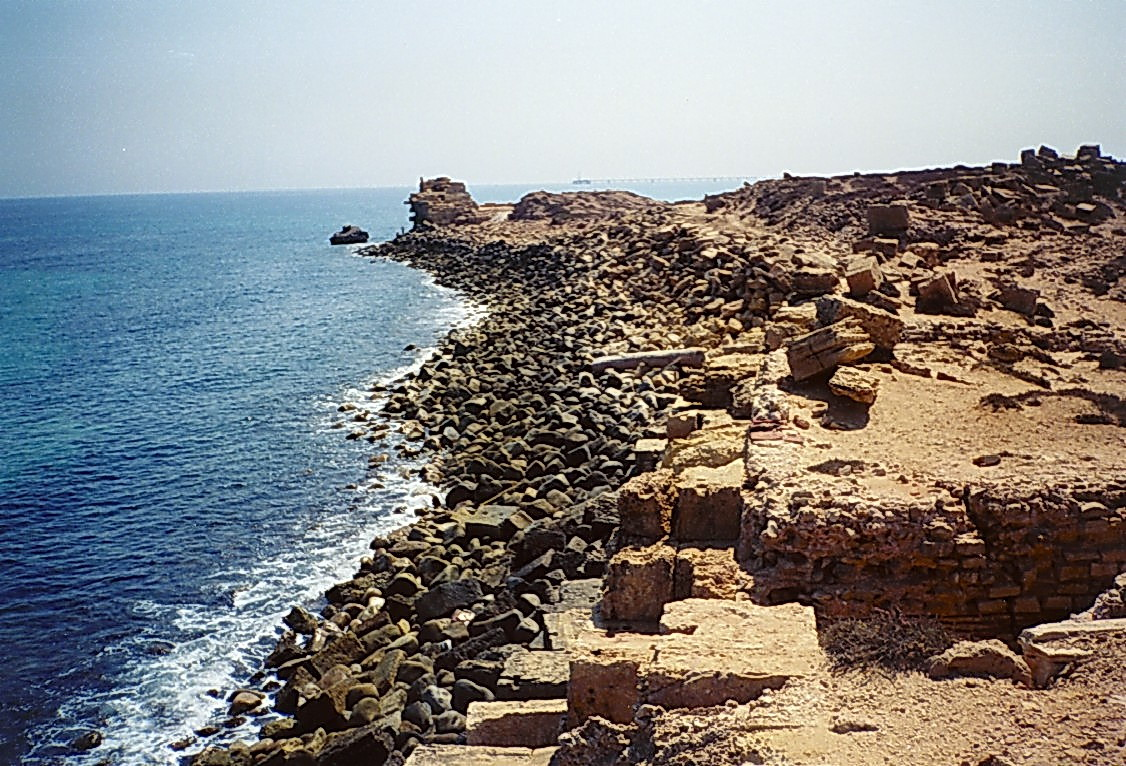
La zona del faro del porto di Leptis.
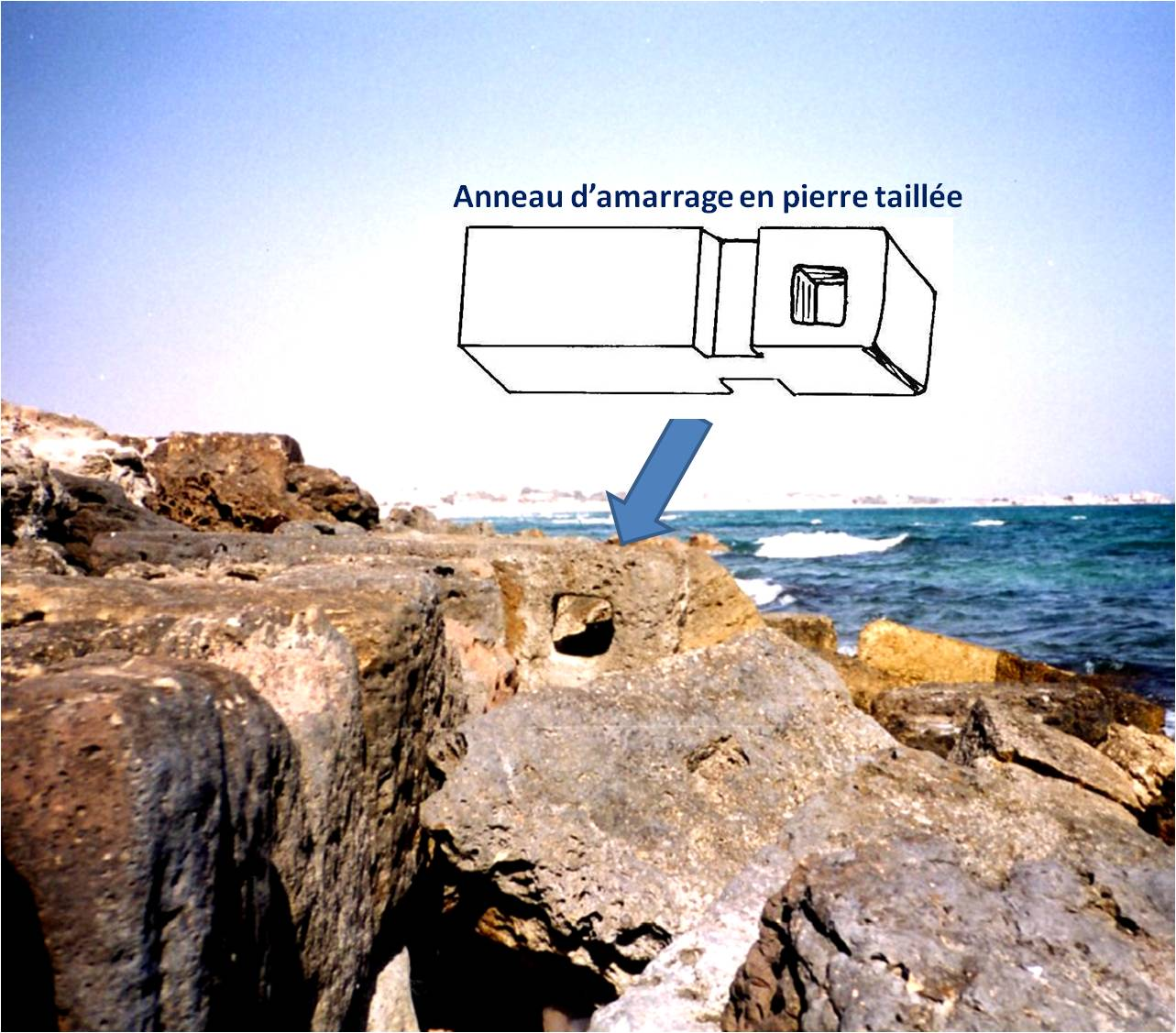
Porto di Leptis con un anello per l'attracco.
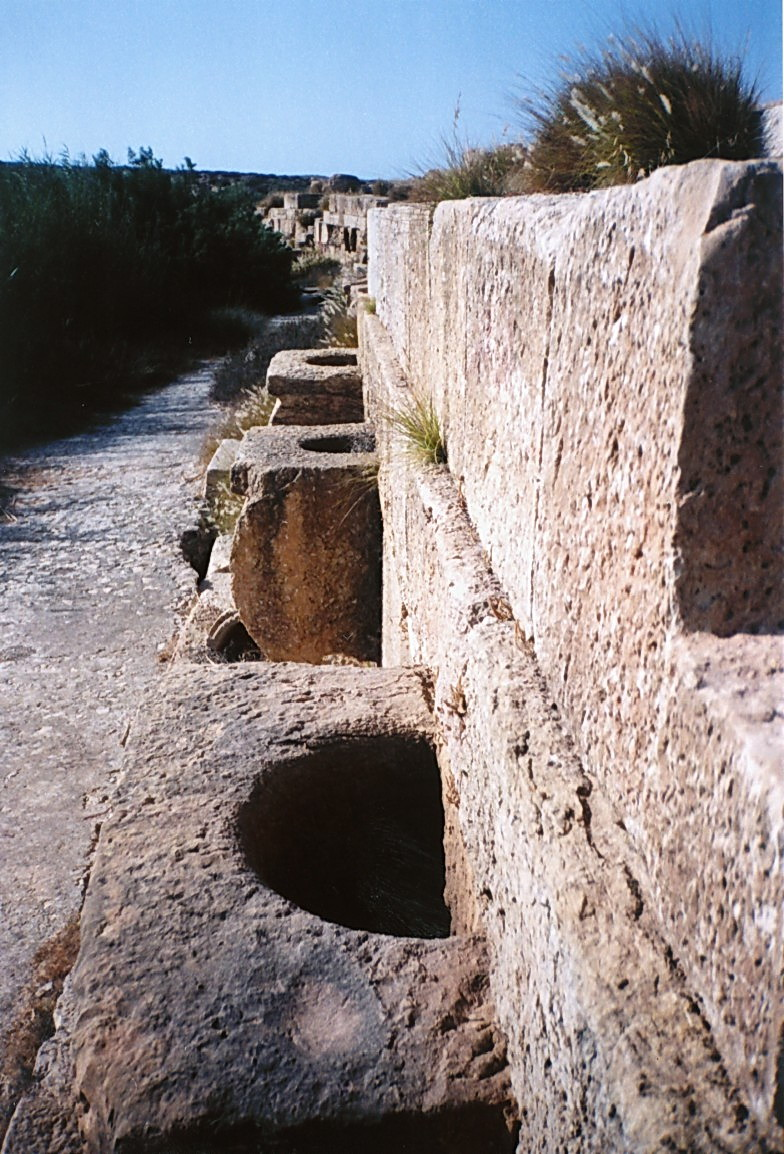
Zona sud del porto di Leptis.

Iol Caesarea Mauretaniae (l'attuale Cherchell in Algeria)
Nel 44, dopo quattro anni di rivolte, l'imperatore Claudio divise il regno di Mauretania in due province. Caesarea divenne la capitale della Mauretania Caesariensis. Claudio diede poi alla città due nomi: la capitale Caesariensis e la città, colonia romana con il secondo nome di Colonia Claudia Caesarea. La città ebbe quindi un porto, dove fu insediato un distaccamento della Classis Alexandrina, che in seguito divenne la Classis Mauretanica. Fu quindi luogo di nascita dell'imperatore Macrino, succeduto a Caracalla. Nel V secolo fu assediata e distrutta dai Vandali, per essere rioccupata dall'imperatore bizantino Giustiniano I, che la restaurò e la riportò al suo antico splendore.
(Strabone, XVII, 3, 12.)

### Porti orientali

#### Italia e Illyricum
Classis (vicino a Ravenna)
Il porto di Classe era simile per conformazione a quello di Miseno, ma nel suo complesso non era del tutto naturale. Poteva contenere fino a 250 imbarcazioni. Le lagune, interne rispetto alla costa, erano unite al mare tramite un sistema di dune costiere sopraelevate tagliate da un canale, la "Fossa Augusta", che, prolungato verso nord, congiungeva Ravenna alla laguna veneta e al sistema portuale di Aquileia. Da questo porto potrebbe essere iniziata nel 105 la seconda campagna di Traiano contro i Daci, come rappresentato sulla colonna di Traiano a Roma. Lungo la fossa e attorno ai bacini si potevano vedere arsenali e depositi a perdita d'occhio; lo sviluppo delle banchine raggiungeva i 22 chilometri, estensione ragguardevole se si pensa che alcuni porti europei hanno raggiunto queste dimensioni solo nell'ultimo secolo.

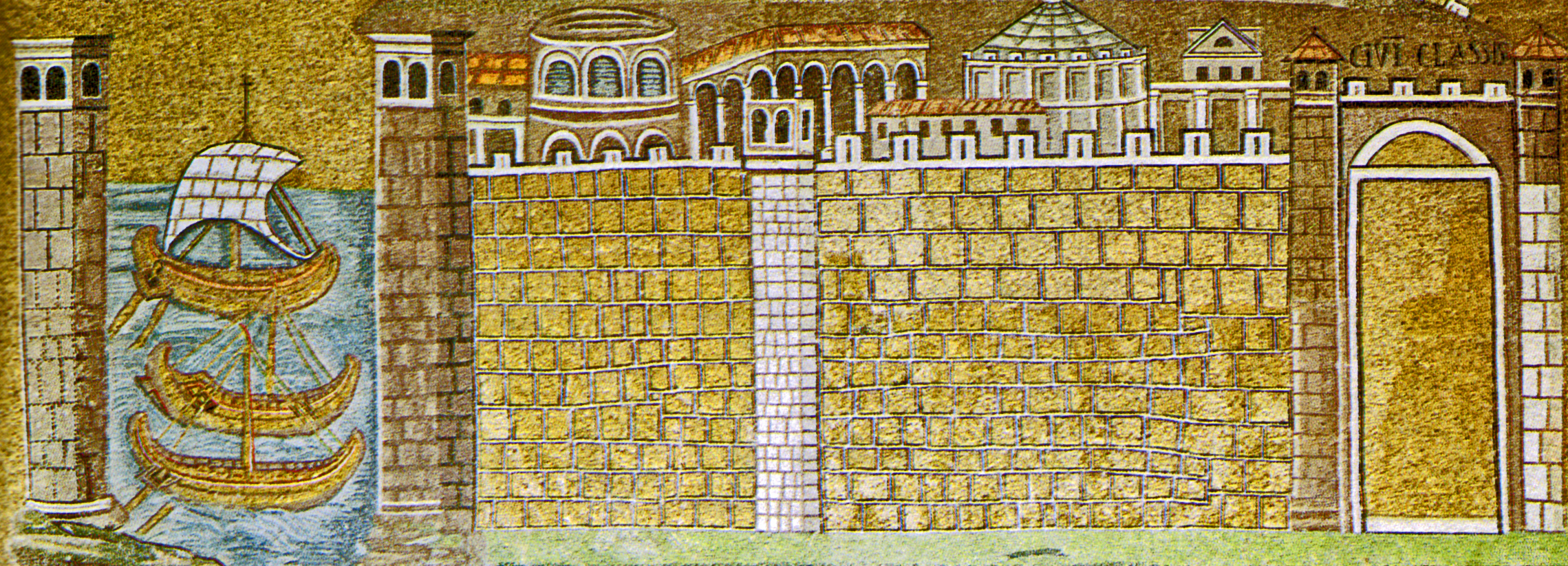
Il porto di Classe dalla basilica di Sant'Apollinare Nuovo.
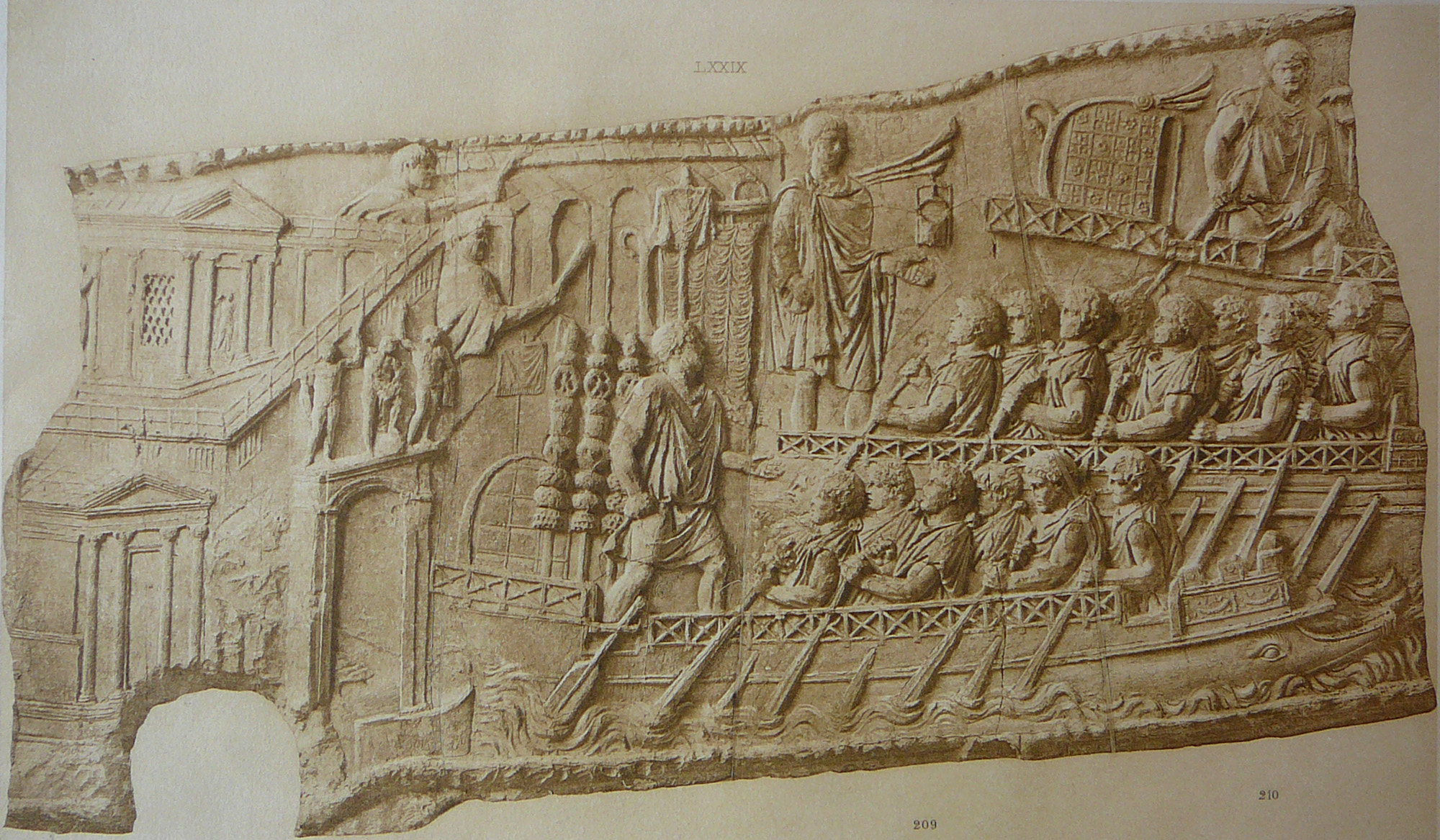
Nel rilievo n.58 della colonna di Traiano (secondo la classificazione di Conrad Cichorius), il porto qui rappresentato potrebbe essere, secondo Michael Reddé, quello di Classe, meno probabilmente quelli di Ancona o Brindisi.

Carnuntum, porto fluviale sul Danubio
Carnuntum divenne un'importante fortezza legionaria dell'Impero romano a partire dal 50 (misurava 480×368 metri, per un'estensione pari a circa 17,6 ettari) e sede della Classis Pannonica, diventando anche sede del governatore prima della Pannonia e poi (nel 103-106) della Pannonia superior. Attualmente si trova in Austria.

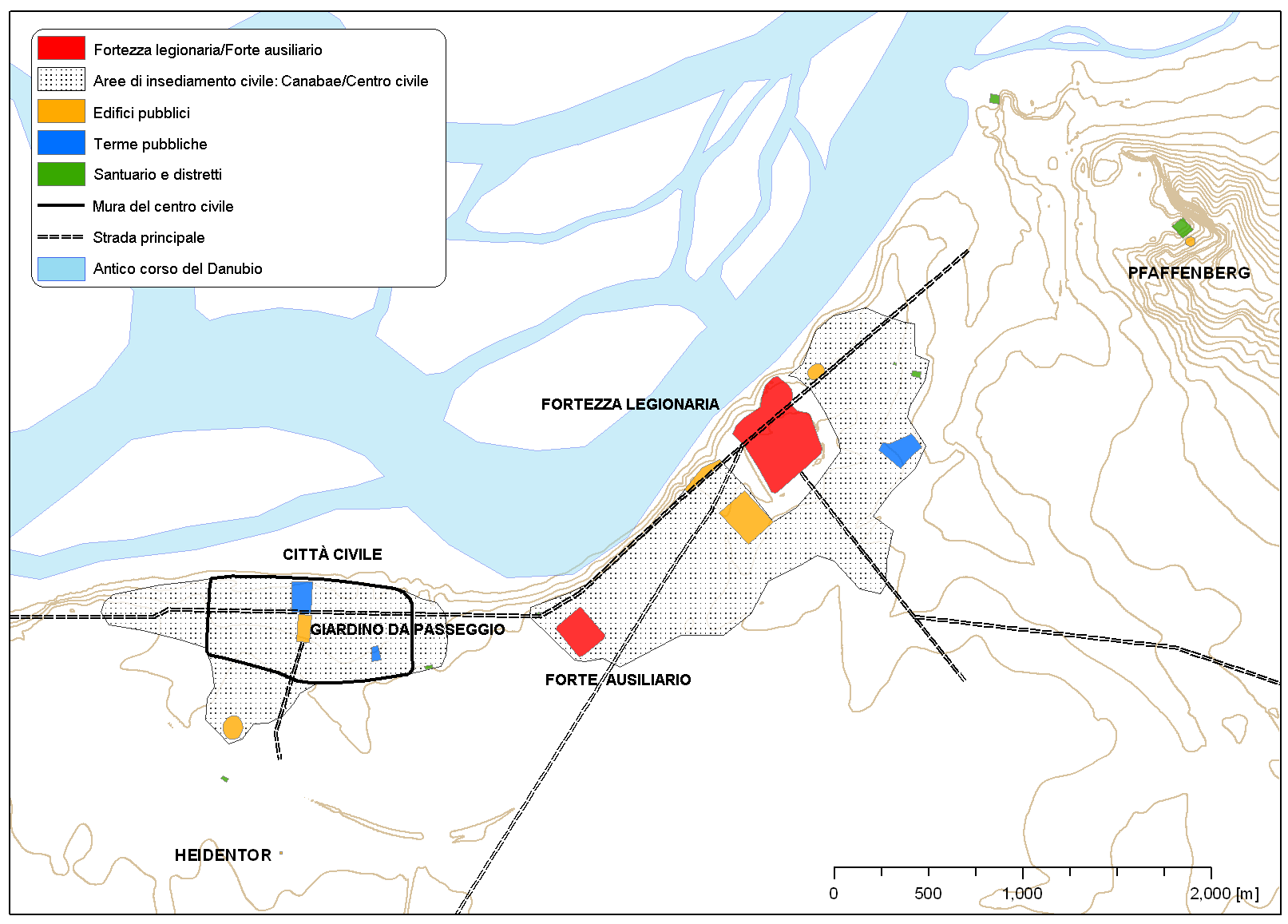
Carnuntum: la fortezza legionaria, il forte ausiliario e il centro civile (canabae).

#### Mesia, Tracia, Macedonia e Grecia
Atene-Il Pireo
Il porto di Atene, il Pireo, fu base di appoggio di alcuni distaccamenti della flotta praetoria di Miseno, per il pattugliamento del mar Egeo.

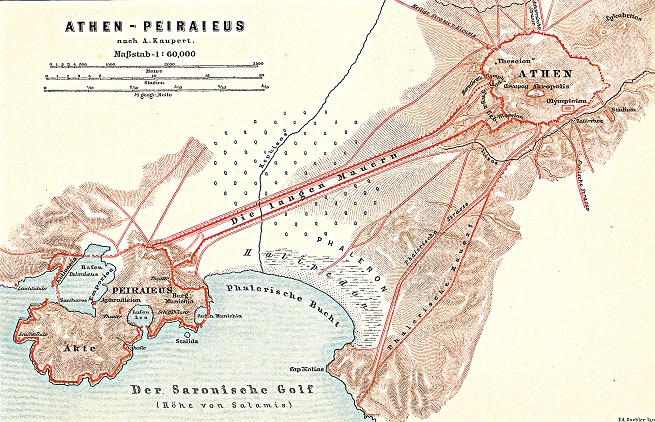
Il porto del Pireo e Atene.

Bisanzio/Costantinopoli
Nell'antica Bisanzio fu raccolta una flotta durante la guerra civile del 69. Qui sono state trovate due epigrafi funerarie di un bucinator e di un aquilifer delle due legioni di ex-classiarii legio I Adiutrix e II Adiutrix, databili al II secolo, forse da porre in relazione all'assedio delle forze di Settimio Severo contro quelle del rivale Pescennio Nigro nel 195. Quando poi Costantino I decise la costruzione di una nuova capitale per l'Impero (dopo la vittoria su Licinio del 324), il sito ideale venne individuato in quello di Bisanzio, che si trovava al centro di eccellenti vie di comunicazione sia terrestri che marittime verso i principali centri dell'Impero: dominava gli stretti strategici del Bosforo e dei Dardanelli e, per la sua dislocazione al culmine di una sorta di penisola, risultava facilmente difendibile.

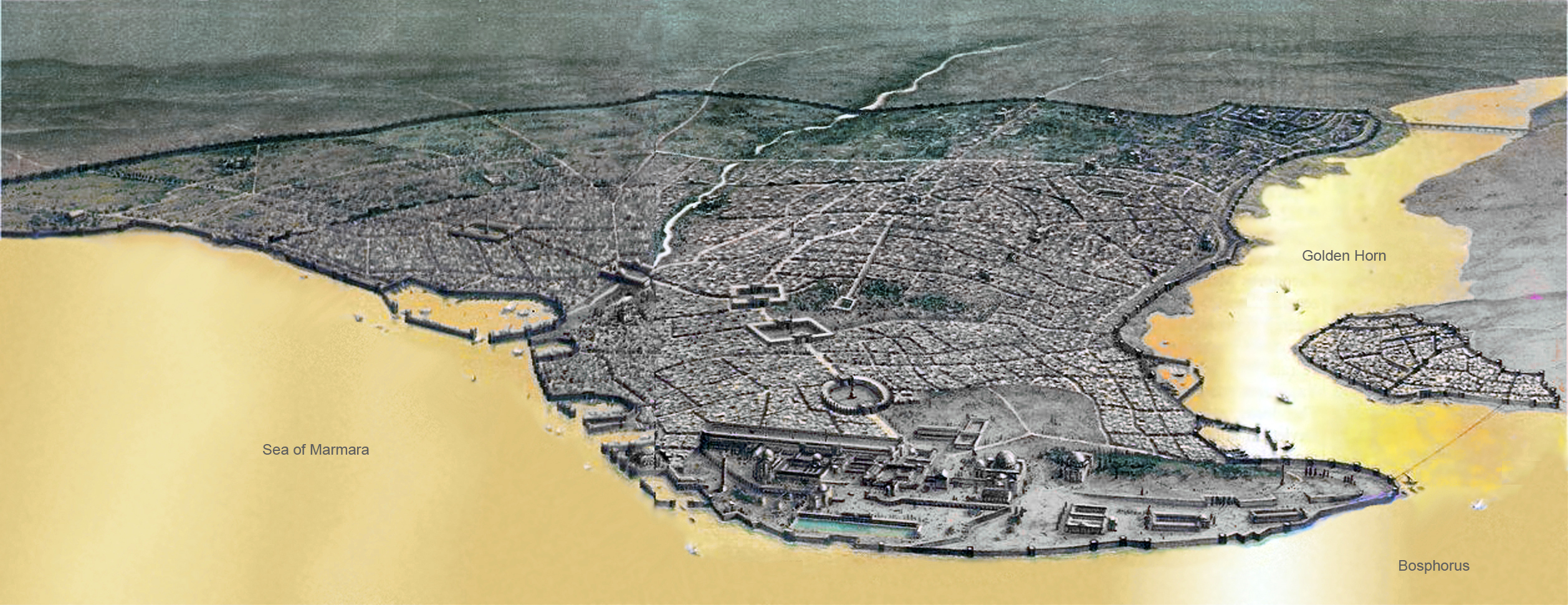
Ricostruzione ideale di Costantinopoli con i suoi numerosi porti della classis praetoria

L'opera colossale di ricostruzione vide un allargamento dell'area urbana da 200 a 700 ettari, la costruzione di nuove mura, di un nuovo porto nel Corno d'Oro e di un nuovo impianto urbano, con la creazione di nuovi edifici, templi e strutture pubbliche atti a fare della città la nuova Roma. Qui fu trasferita parte della flotta praetoria, che in precedenza si trovava dislocata a Miseno e Ravenna. Sotto gli altri imperatori della dinastia costantiniana, la città continuò a crescere e a prosperare. L'ultimo esponente della dinastia, Flavio Claudio Giuliano, lasciò alla città un nuovo grande porto, realizzato sul lato meridionale e affacciato sul Mar di Marmara.

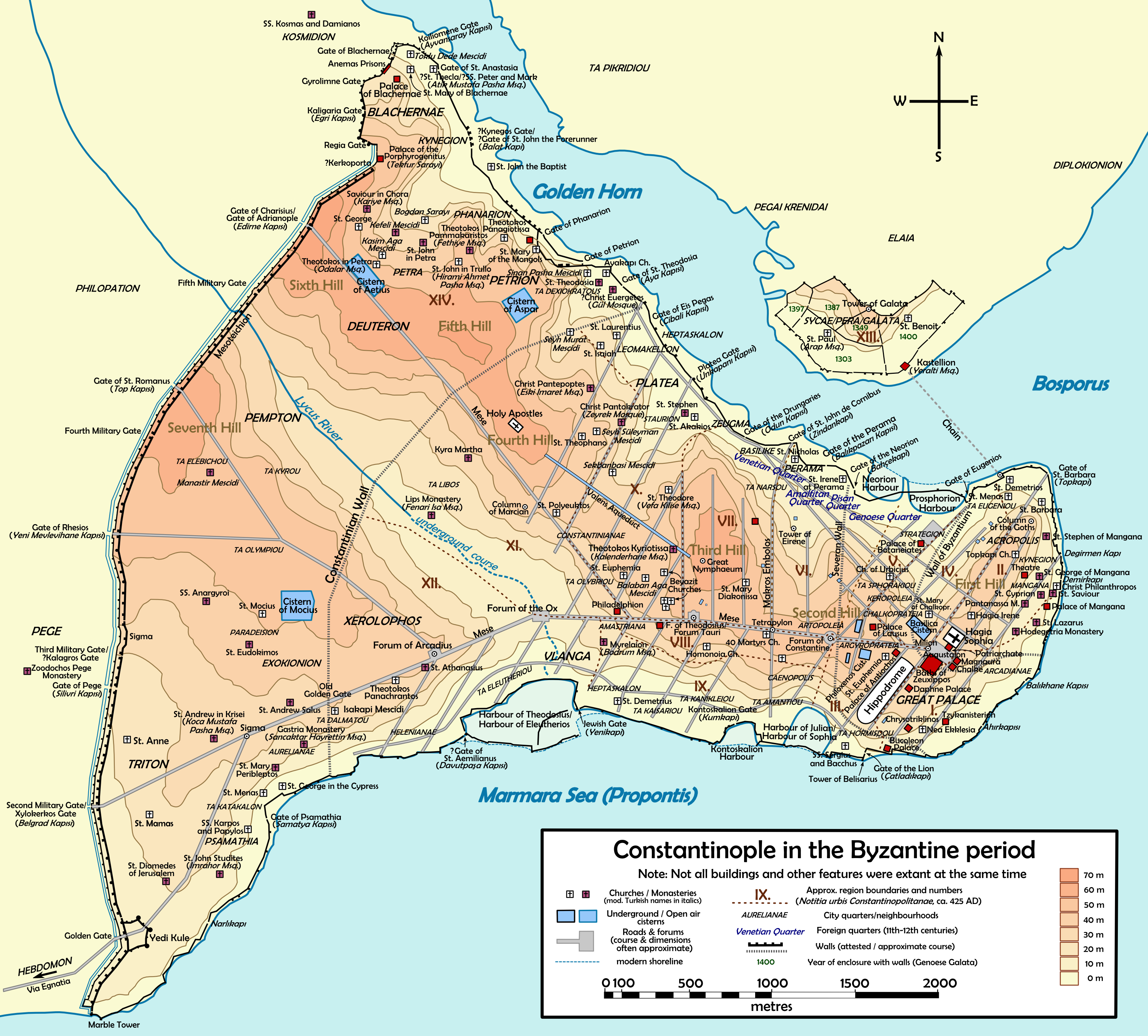
Mappa di Costantinopoli con i suoi porti.
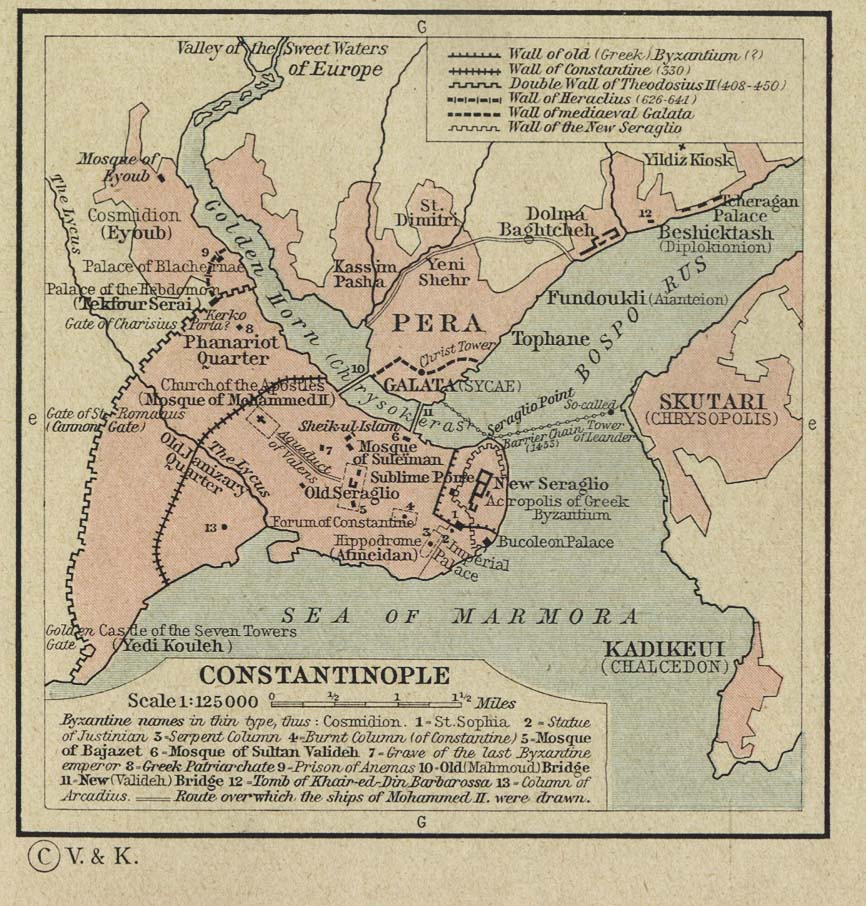
Costantinopoli e le vicine città di Crispopoli e Calcedonia.

Tessalonica
Tessalonica fu sede di un importante porto militare fin dall'epoca macedone, disponendo anche di un arsenale. Ebbe una sua importanza strategica a partire dal periodo tetrarchico, quando Galerio, Cesare d'Oriente, la utilizzò come una delle sue capitali imperiali (298-299) oltre a Sirmium, presso il Danubio. Con la morte di Galerio, nel 311, Tessalonica tornò a essere residenza imperiale negli anni tra il 317 e il 323, quando Licinio dovette cedere a Costantino I l'Illirico. In questo periodo Costantino potenziò le flotte sull'Adriatico e sull'Egeo, rafforzando i porti marittimi di Aquileia, Pireo e Tessalonica con la costruzione di nuovi arsenali e cantieri navali, oltre a migliorare l'armamento delle squadre navali.

Sviluppo di Tessalonica e del suo porto, a partire dal periodo tetrarchico.

Noviodunum (oggi Isaccea), porto fluviale sul Danubio
Noviodunum passò sotto il controllo romano con l'annessione della Tracia nel 46, venendo poi annessa alla provincia di Mesia. Divenne un importante porto della Classis Moesica e centro militare della regione a partire da Domiziano-Traiano, in seguito alla conquista della Dacia. Qui furono distaccate alcune vexillationes della legio V Macedonica, almeno fino al regno di Marco Aurelio. Seguirono vexillationes della legio I Italica, e, a partire da Diocleziano, della legio I Iovia. Fu probabilmente distrutta nel corso della seconda metà del III secolo, durante le invasioni dell'epoca, da parte di Goti e Eruli. Fu ricostruita sotto il regno dell'imperatore Costantino il Grande (dopo il 324), durante le campagne militari e posta sotto il comando del Dux Scythiae. Nel 369, sulla sponda opposta del Danubio, fu combattuta una grande battaglia tra l'imperatore Valente e Atanarico, capo dei Tervingi. Tra il 434 e il 441, la città fu occupata dagli Unni, per poi tornare sotto il dominio dell'Impero bizantino.
Sexaginta Prista, porto fluviale sul Danubio
I Romani fondarono agli inizi del II secolo il porto fluviale di Sexaginta Prista (ovvero "città delle sessanta navi"). Come base navale, essa aveva il compito di controllare il limes mesico inferiore contro le incursioni barbariche al di là del grande fiume nella piana della Moldavia. Con le riforme di Diocleziano e Costantino fu posta sotto il comando del Dux Moesiae secundae. La città cominciò a declinare con le invasioni di Avari e Slavi nel 586.

#### Oriente
Seleucia di Pieria (l'attuale Samandağ in Turchia)
Fondata come porto della vicina città di Antiochia, in epoca romana, in seguito alla riforma augustea dell'esercito romano, fu base militare principale della Classis Syriaca. Si trattava di un porto artificiale, di forma quasi circolare, con una superficie di 16 acri, collegato al mare da un canale lungo 1 300 metri e largo tra i 130 e i 150 metri, costruito sembra al tempo di Vespasiano. Fu di importanza fondamentale per accogliere le truppe giunte da altre province, oltre a quelle della guardia pretoriana provenienti da Roma, ogni volta che fu necessario compiere una campagna contro i Parti, per esempio al tempo di Traiano, Lucio Vero, Settimio Severo e Caracalla. Al tempo di Diocleziano erano presenti cinquecento addetti a mantenere libero il canale del porto da eventuali detriti. Il Codice Teodosiano menziona per gli anni 369-370 una Classis Seleucena.
Trapezus
Il porto principale della Classis Pontica fu posto a Trapezus (l'odierna Trebisonda in Turchia), dopo l'annessione del Ponto attorno al 63 a.C. Fu utilizzato per il pattugliamento soprattutto della parte orientale del Mar Nero. Qui fu concentrata la flotta di Muciano nel 69, prima di recarsi nell'Illirico e poi in Italia durante la guerra civile di quegli anni. Sempre da questo porto partì Arriano in perlustrazione delle coste orientali del Pontus Euxinus. A questo periodo potrebbero appartenere alcune vexillationes delle legioni XII Fulminata e XV Apollinaris. A partire dal periodo tetrarchico qui fu installata un'intera legione romana, la legio I Pontica, a maggior protezione della costa.

#### Egitto
Alexandria in Egitto
Il porto di Alessandria d'Egitto (città di 300 000 abitanti in epoca pre-romana), sede della Classis Alexandrina, era uno dei più grandi di tutto l'Impero, con un bacino di 60 ettari. La diga dell'Eptastadio, il cui nome deriva dalla sua lunghezza di sette stadi, collegava l'isola di Faro alla terraferma, nel punto in cui oggi si apre la Grande piazza con la Porta della Luna. Il molo, che divideva i due porti, occidentale e orientale, è oggi coperto dal moderno quartiere di Ras al-Tin, che occupa un istmo considerevolmente allargato.
- Il porto occidentale (detto "di Eunostos") era ampio, ma affiancato da scogliere situate sull'asse dell'isoletta di Faro, come racconta Strabone.[503] Racchiudeva un porto più interno artificiale, il Kibôtos ("scatola rettangolare"). Oggi è stato obliterato dall'allargamento per la realizzazione del porto moderno.[502]
- Il porto orientale (o "Gran Porto") era protetto dallo sperone di Lochias a est e dalla punta dell'isola di Faro a ovest. L'entrata nel porto era pericolosa per la ristrettezza dell'imbocco e numerose navi greco-romane, naufragate tra il IV secolo a.C. e il VII secolo d.C., sono state scoperte in questa zona. Al suo interno, l'isola di Antirodi delineava una piccola baia, detta "porto reale". Qui erano posizionati i navalia fin dalla guerra civile tra Cesare e Pompeo.[504] I palazzi reali occupavano l'angolo nord-orientale della città, sul promontorio di Lochias, che dominava il porto occidentale (nella moderna zona di Pharillon). La località è attualmente sotto il livello del mare, così come il "porto privato" e l'isola di Antirodi.[502]

(Giuseppe Flavio, IV, 10.5, 612-615.)

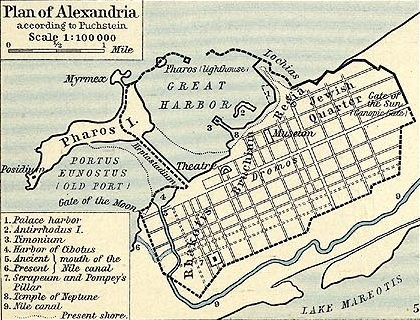
Mappa di Alessandria d'Egitto con il porto e il faro (fonte: Shepherd).
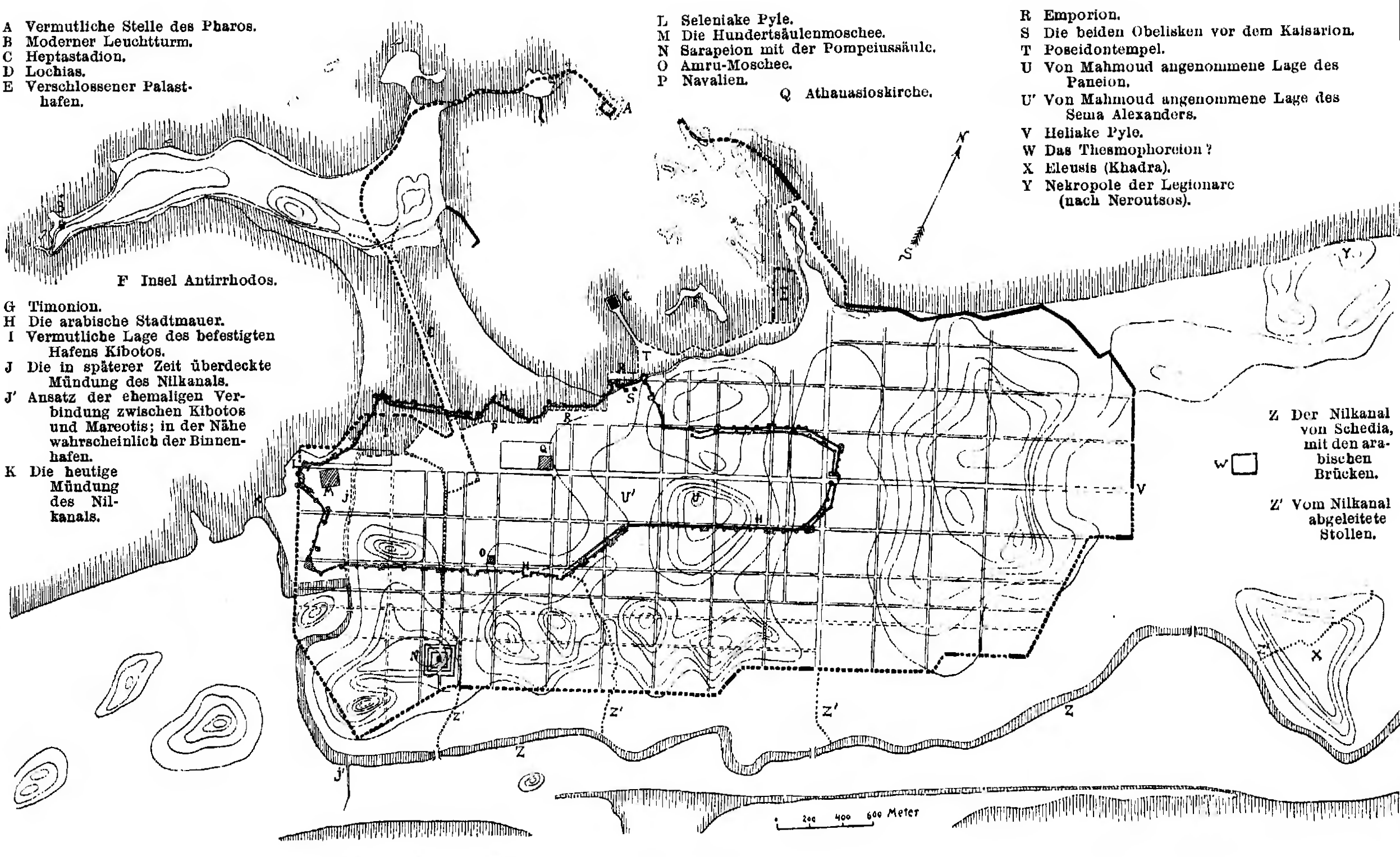
Mappa di Alessandria d'Egitto con il porto e il faro (fonte: Pauly-Wissowa).
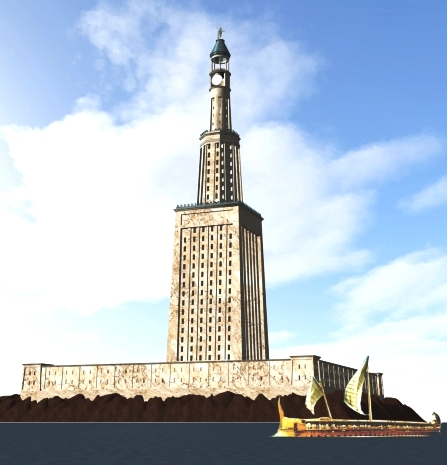
Ricostruzione ideale del famoso Faro di Alessandria, ancora attivo in epoca romana.

## Navigazione
Per le flotte militari era essenziale sapere riconoscere in anticipo i segnali di possibili tempeste. Come Vegezio stesso riporta, infatti, il mare grosso e le burrasche inflissero alle classes sconfitte ben più gravi delle guerre. L'arte della navigazione doveva, pertanto, prendere in primo luogo conoscenza dei venti. Secondo Vegezio gli antichi credevano vi fossero solo quattro venti, come i punti cardinali. Poi, le generazioni successive ne riconobbero dodici. Come detto, risultava indispensabile per evitare un naufragio, conoscere e studiarne l'elenco e il comportamento di questi venti.
- A oriente si trovava l'Apheliotes o Subsolanus (oggi Levante), alla cui destra spirava il Caecias o Euroborus (oggi Scirocco) e a sinistra l'Eurus o Vulturnus.
- Da meridione proveniva Noto o Auster (oggi Ostro), alla cui destra soffiava Leuconotus o Noto bianco e a sinistra Libonotus o Corus.[510]
- L'occidente era occupato da Zefiro o Subvespertinus (vento di Ponente), alla cui destra spirava Lips o Africus (oggi Libeccio) e a sinistra Iapyx o Favonius (oggi Favonio).[511]
- A nord vi era il Septentrio o Aparctias (oggi Tramontana), alla cui destra si trovava il Thrascias o Circius (oggi Circio), e a sinistra il Boreas o Aquilo (oggi Aquilone).[512]

(Vegezio, IV, 38.13.)
Era inoltre importante stabilire quale fosse il periodo dell'anno migliore per la navigazione. Per Vegezio esso si colloca sicuramente dopo che le Pleiadi sono sorte, ovvero dal 27 maggio fino al 14 settembre, proprio quando la mitezza dell'estate smorza l'impeto dei venti. Dopo questo periodo, fino all'11 novembre, la navigazione si fa più incerta e rischiosa. Da novembre in poi il numero delle tempeste si moltiplica e il mare risulta inaccessibile fino al 10 marzo.

## Tattiche e armamento
Ricognizioni/esplorazioni preliminari
Alle grandi navi da guerra liburniche furono aggregate imbarcazioni più piccole da ricognizione, che avevano spesso non più di venti rematori per lato e lo scafo ricoperto di pece (chiamate perciò dai Britanni, picatae). Con queste si sferravano attacchi improvvisi e si catturavano i convogli di navi nemiche. Erano inviate in esplorazione per anticipare i piani del nemico. Per evitare che le imbarcazioni in fase di esplorazione potessero essere riconosciute venivano colorate di blu, insieme alle funi e alle vele, per meglio mimetizzarsi in mare aperto, non solo di notte ma anche di giorno. Identica cosa accadeva anche ai classiarii, che indossavano divise azzurre, così da potere rimanere nascosti. Le ricognizioni servivano, inoltre, per analizzare più attentamente le correnti prodotte dalle maree, poiché:
(Vegezio, IV, 42.5.)
Armamento navale
(Vegezio, IV, 44.1.)

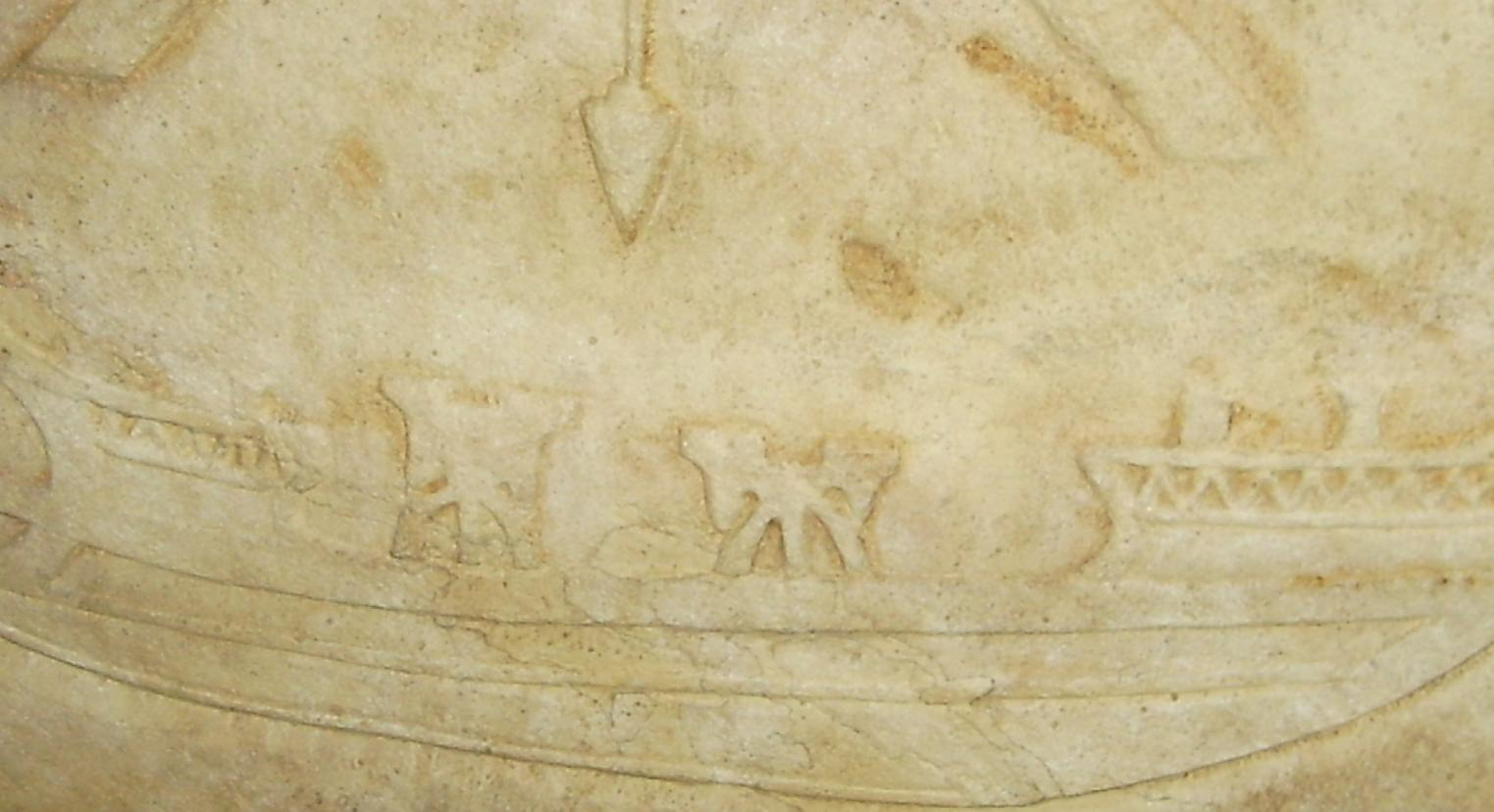
Ballistae su navi romane.

Nell'antichità classica l'arma principale utilizzata sulle navi da guerra fu certamente il rostrum (da cui il nome di naves rostratae), utilizzato soprattutto per speronare, affondare o comunque immobilizzare la nave nemica, bloccando il suo scafo. Il suo impiego, però, richiedeva un equipaggio esperto e qualificato, oltre a una nave veloce e agile, come una trireme o anche una quinquereme. Nel periodo ellenistico le flotte più grandi, invece, facevano affidamento su navi di grandi dimensioni. Ciò aveva i suoi vantaggi: la struttura più pesante e robusta limitava i danni di uno speronamento di una nave di più piccole dimensioni; uno spazio maggiore per imbarcare un buon numero di armati e una miglior stabilità delle imbarcazioni. Inoltre, le dimensioni permettevano il posizionamento sulle navi più grandi di una torre, sopra la quale potevano essere montate balliste, scorpioni e catapulte.
(Vegezio, IV, 44.7.)
Anche se i rostri continuarono a costituire una caratteristica standard di tutte le navi da guerra romane, le tattiche andarono via via evolvendo: da una in cui la nave era trasformata in un vero e proprio "siluro" con equipaggio, progettato per affondare le navi nemiche, a una in cui rappresentava piattaforme di artiglieria mobile, impiegate non solo in azioni di lancio di dardi, ma anche per azioni di sbarco. I Romani in particolare, essendo inizialmente inesperti in combattimenti marittimi, si erano attrezzati con il famoso corvo (una sorta di ponte levatoio) per azioni di assalto e arrembaggio delle navi avversarie. Questo li portò da un lato a vittorie decisive, dall'altro a "sbilanciare" notevolmente le loro quinqueremi quando erano in balia di venti e correnti in alto mare, causando frequenti naufragi. Due intere flotte romane andarono, infatti, perdute a causa delle tempeste nella sola prima guerra punica.
Durante il periodo delle guerre civili, vi furono importanti innovazioni nella marina militare romana, attribuite a Marco Vipsanio Agrippa, come racconta Appiano di Alessandria. Si trattava dell'introduzione di una nuova macchina da guerra, l'harpax: una catapulta che lanciava grappoli di arpioni, utilizzata per bloccare una nave nemica. Essa era più efficiente rispetto al vecchio corvo perché, pesando molto meno, evitava di ribaltare le navi. Un'altra innovazione fu l'utilizzo di torri a prua e poppa della nave per avere un "fuoco di copertura" per l'arrembaggio delle truppe di milites classiarii.
Altre armi utili negli scontri navali erano le stanghe, le falci e le bipenni:
- la stanga era una trave sottile e lunga, con entrambe le estremità di ferro, appesa all'albero della nave come un'antenna. Le navi, quando si scontravano, lanciavano con violenza le loro stanghe a destra o a sinistra, quasi fossero degli arieti, uccidendo i marinai nemici e sfondando la nave stessa.[525]
- la falce era un ferro ricurvo e appuntito, come una vera e propria falce, che era montato su lunghe aste, atto a recidere l'attrezzatura velica avversaria, rendendo le navi più lente.[526] Si ricorda a tal fine la battaglia contro i Veneti di Cesare nel 56 a.C., quando:

(Cesare, Commentarii de bello Gallico, III, 14.)
- la bipenne è invece una scure, con alle due estremità una punta in ferro molto larga e appuntita, che i classiarii utilizzano durante la battaglia per tagliare di nascosto le funi alle quali erano legati i timoni delle navi nemiche.[527] Ciò rendeva la nave nemica ingovernabile e quindi facilmente catturabile e disarmabile.[528]

Tattica in battaglia
(Vegezio, IV, 45.1.)

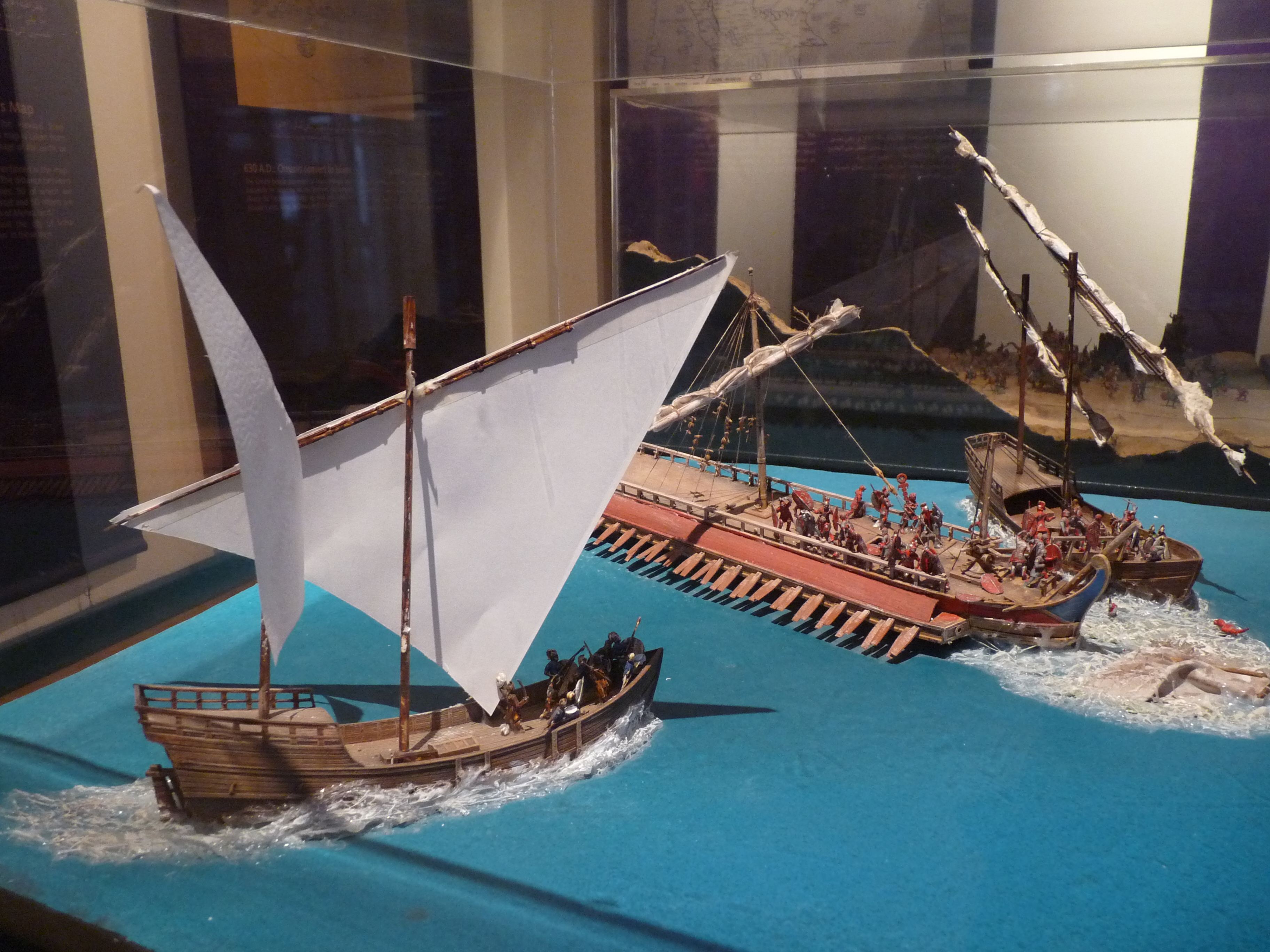
Ricostruzione di una battaglia tra classiarii romani e pirati del Mar Rosso.

Vegezio spiega che, quando i nemici sono impreparati, sono più facili da sconfiggere. Egli raccomanda di cogliere l'attimo e di sferrare l'attacco vincente in tutte le situazioni in cui i marinai nemici fossero in chiaro svantaggio per qualche motivo: la stanchezza per il lungo remare, la presenza un vento o di una marea contrari, il fatto che fossero ignari di un possibile assalto o la loro posizione in un punto senza via d'uscita.
Se invece il nemico fosse stato attento agli agguati e fosse riuscito a evitare scontri frontali, si sarebbe dovuto schierare la liburne non in linea retta come le truppe sulla terraferma ma, al contrario, con la forma di "mezzaluna", in modo tale che, quando le estremità ("ali") sarebbero avanzate, il centro si sarebbe incurvato, in modo da circondare l'avversario. Vegezio raccomanda di sistemare alle "ali" le forze maggiori, sia come tipologia di imbarcazioni, sia come numero di soldati.
(Vegezio, IV, 46.1.)